# Бойова організація партії соціалістів-революціонерів
Бойова́ організа́ція па́ртії соціалі́стів-революціоне́рів — терористична організація, що діяла в Російській імперії в 1902–1911 рр.
Входила до складу партії есерів на правах автономної організації та налічувала до 78 осіб. У різний час її очолювали Григорій Гершуні (Герш Ісаак Цукович), Євно Азеф Фішелевич, Борис Савінков. Ця організація була найрезультативнішим терористичним формуванням початку XX ст., яке вчинило велику кількість терористичних актів проти представників правоохоронних органів і високопоставлених чиновників Російської імперії, в тому числі — вбивства міністрів внутрішніх справ Сипягіна та Плеве й великого князя Сергія Олександровича.

## Створення і початок діяльності

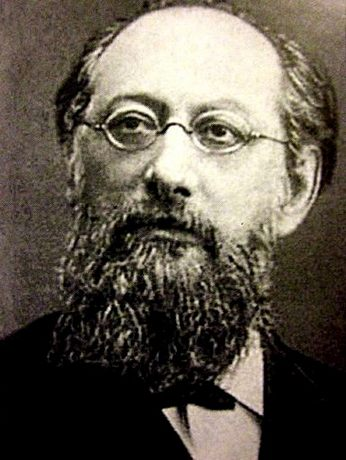
Марк Натансон (Мордух Аронович Натансон) — член ЦК партії есерів.

На початку XX століття в Російській імперії співіснували економічний підйом та політична криза. На думку революційних кіл, консервативно налаштований уряд відмовлявся проводити давно назрілі реформи. На цьому тлі утворилася низка народницьких партій, у тому числі партія соціалістів-революціонерів (есерів), заснована 1902 року. Головним ідеологом партії став Віктор Чернов . До програми партії увійшли:
- соціалізація землі ( націоналізація та перетворення на загальнонародне надбання)
- встановлення демократичної республіки
- визнання державою громадянських прав і свобод.

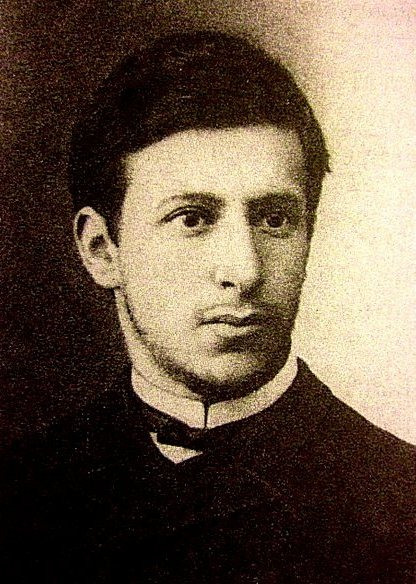
Гоц Мойше (Міхаіл) Рафаїлович — член ЦК партії есерів

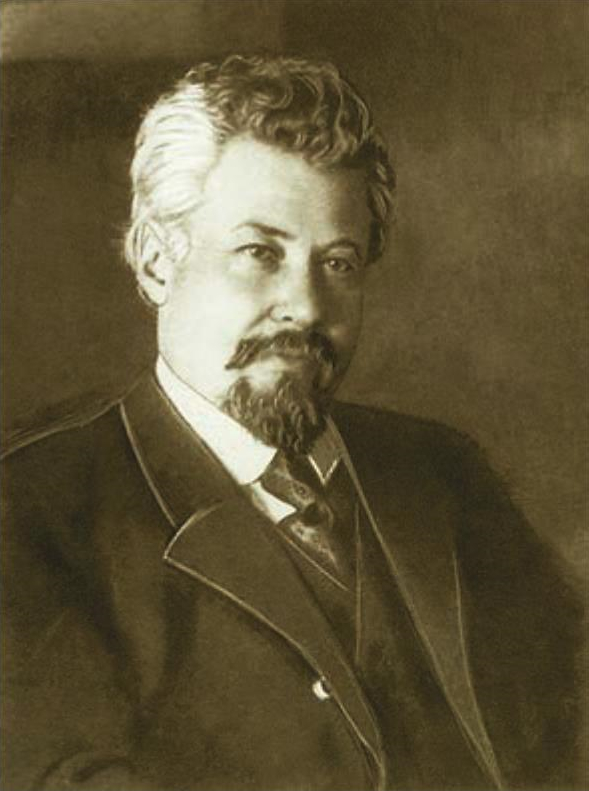
Віктор Чєрнов — член ЦК партії есерів.

Партія, на початку XX століття вперше проголосила терор частиною своєї офіційної політики, мала намір спровокувати уряд на відповідні репресивні заходи, тим самим викликавши народне невдоволення,а можливо, і революційне повстання. З цією метою при Центральному Комітеті партії було утворено так звану «Бойову організацію» — найбільш законспіровану партійну структуру, влаштовану на зразок виконавчого комітету «Народної волі». Загалом «Бойова організація» партії есерів наслідувала терористичні традиції «Народної волі» і всіляко підгримувалася старими «поважними» народовольцями, які самі від терору відійшли, але не бачили інших шляхів революції в Царській Росії, окрім регулярних і частих терористичних замахів на перших осіб держави. Так, наприклад, «бабуся Революції» Катерина Брешко-Брешковська (Вериго) стала "касиром" «Бойової Організації», утримувала конспіративні квартири та виконувала багато інших ролей у терористичній роботі.
Статут організації розроблено соратником Мойше (Міхаілом) Рафаїлович Гоцом, сортаником Віктора Чернова. Незважаючи на те, що терористична група була створена за розпорядженням партійного ЦК, вона мала значну автономність, маючи окрему касу, власні явки і конспіративні квартири, — Центральний комітет лише давав завдання «Бойовій Організації» та встановлював приблизні терміни їх виконання. «Землеволець» Марк Натансон (Мордух Аронович Натансон), наприклад, не одразу увійшов до ЦК партії.

## Період керівництваІсаака Герша (Гершуні)
На чолі організації став один із засновників партії, член ЦК тридцятидворічний Григорій Гершуні (Герш Ісаак Цукович). Його найближчим радником був інший член ЦК Євген Пилипович (Азеф Євно Фішелевич) — як з'ясувалося пізніше, подвійний агент-провокатор Охоронного відділення Російської Імперії. Спочатку у складі організації входили 12—15 людей, підпорядковувалися вони безпосередньо наказам Гершуні.

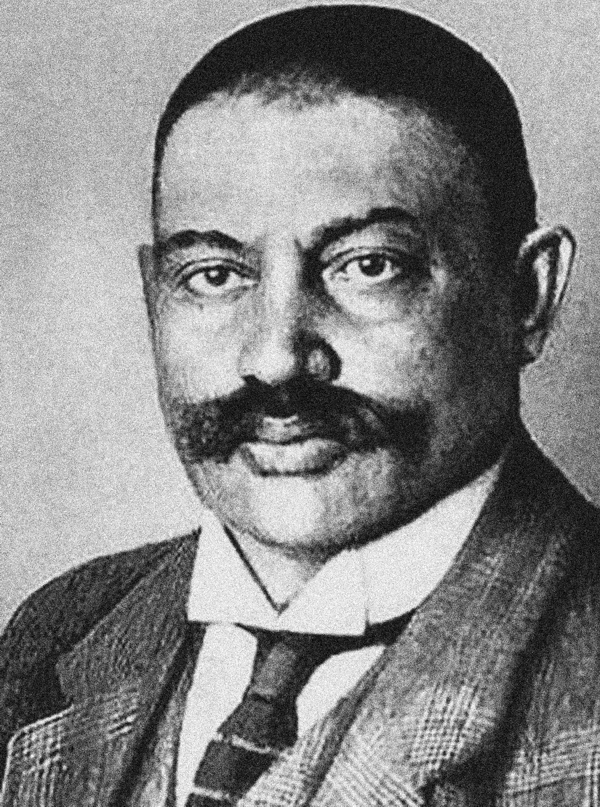
Євно Азеф — багаторічний агент поліції, зрадник, провокатор, і в той же час керівник «Бойової організації» ПСР

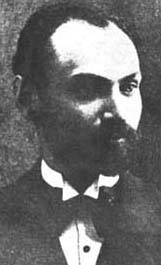
Григорій Гершуні (Герш Ісаак Цукович) — «терорист номер один» у Російській Імперії

#### ВбивствоСіпягіна

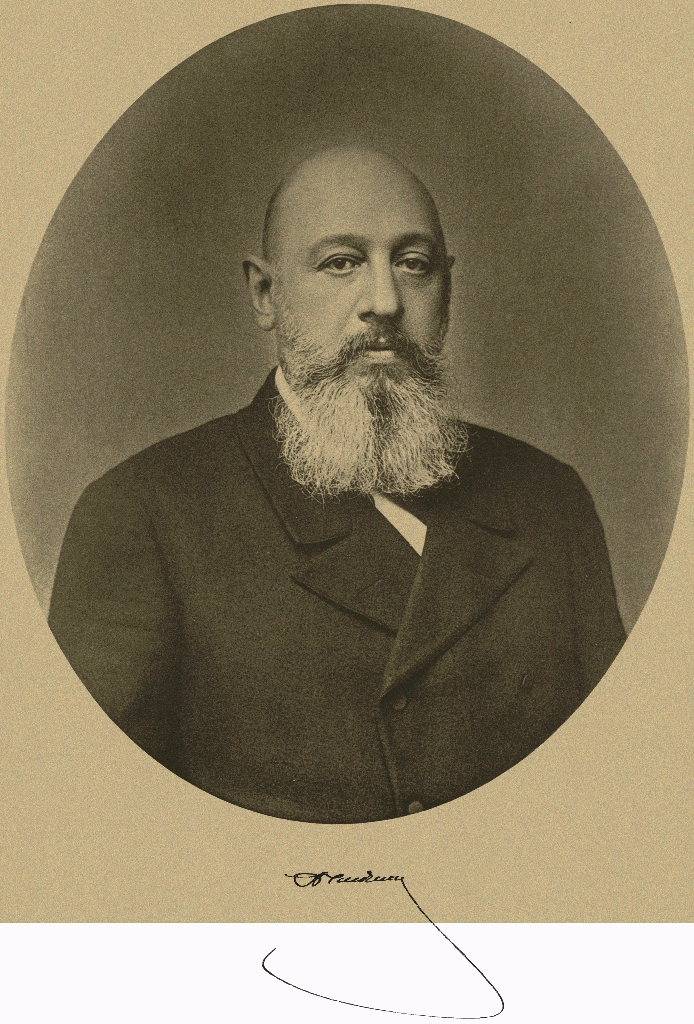
Дмитро Сіпягін

Першими цілями терористів, згідно із задумом Гоца Мойше (Міхаіла) Рафаїлович - члена ЦК партії есерів., стали:
- міністр внутрішніх справ Російської імперії Дмитро Сипягін
- обер-прокурор Святішого Синоду Костянтин Побєдоносцев

Сіпягін за переконаннями був консерватором, монархістом, що боровся з революційними організаціями. Терористичний акт проти Сіпягіна було заплановано на весну 1902 року.

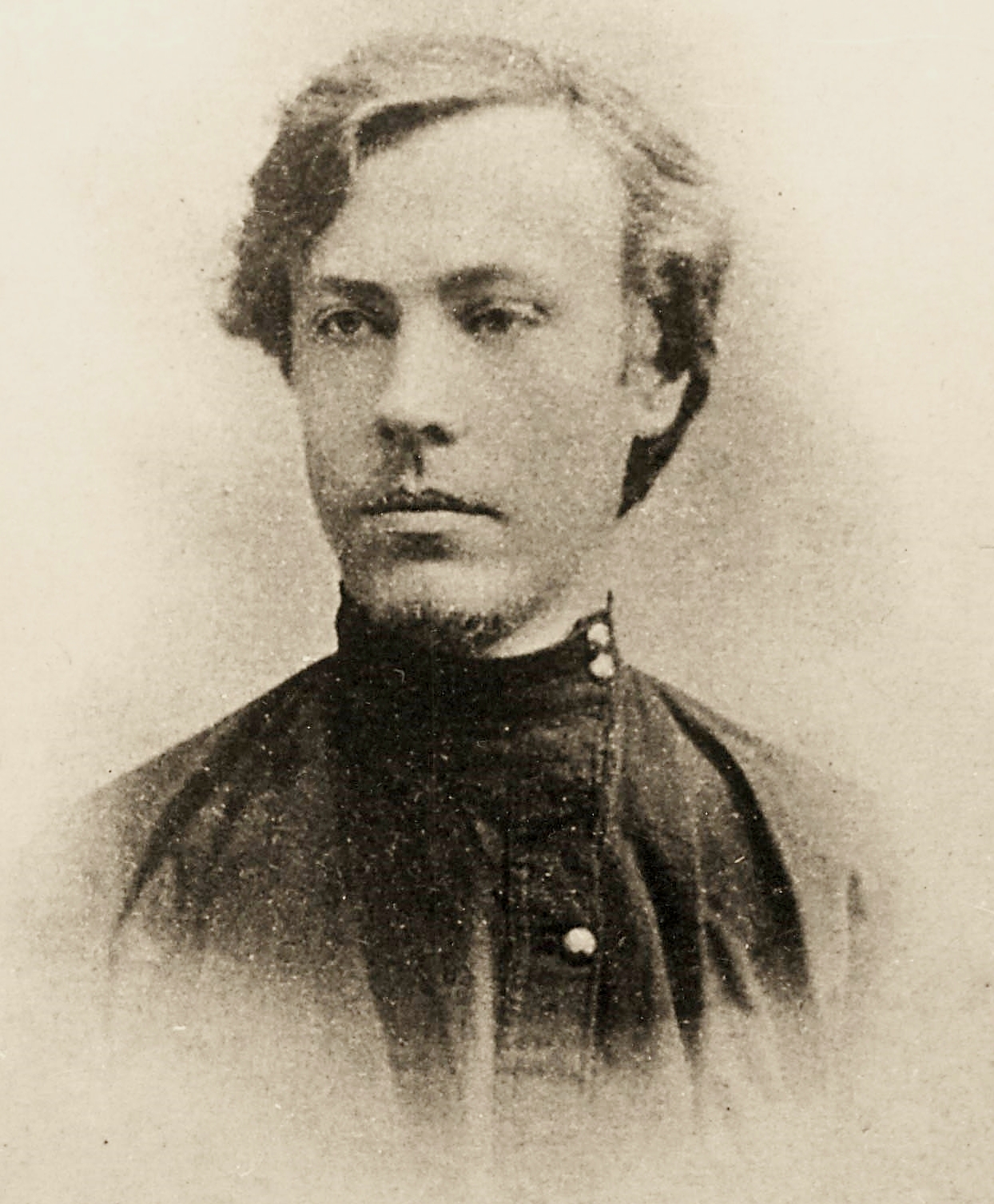
Степан Балмашов

Організаторами теракту були Григорій Гершуні та його найближчий сподвижник Михайло Мельников. Виконавцем був обраний молодий та вразливий син революціонера Степан Балмашов, колишній студент Київського університету, відрахований за участь у студентському русі. За наказом Гершуні останніми днями перед терактом Балмашов провів у Фінляндії, де написав автобіографію і виклав свої погляди боротьби з чинним урядом Російської імперії.
2 квітня 1902 року Балмашов, одягнений у форму офіцера-фельд'єгера, озброєний револьвером, зайшов до Маріїнського палацу в Петербурзі, де того дня проходило засідання кабінету міністрів. Дізнавшись, що Сіпягін ще не прибув, він на кілька хвилин вийшов з будівлі, але побачивши, що міністр під'їжджає, повернувся всередину.
Коли Сіпягін увійшов до кімнати, Балмашов підійшов до нього і сказав, що має важливий лист від генерал-губернатора Москви великого князя Сергія Олександровича. Коли міністр повернувся до вбивці, той зробив два постріли з револьвера. Кулі смертельно поранили Сіпягіна, за годину він помер у Максиміліанівській лікарні.
Балмашова було схоплено в нього вдома, за кілька днів засуджено військовим судом до страти через повішення, вирок був виконаний у Шліссельбурзькій фортеці 16 травня 1902 року.
Поліція незабаром дізналася через Азефа, хто саме стояв за замахом, хоча існують партійні суперечки, до якої саме партії належав Балмашов та чий вирок виконував, «есерів» чи РСДРП.

#### Замах наКостянтина Побєдоносцева(невдалий)

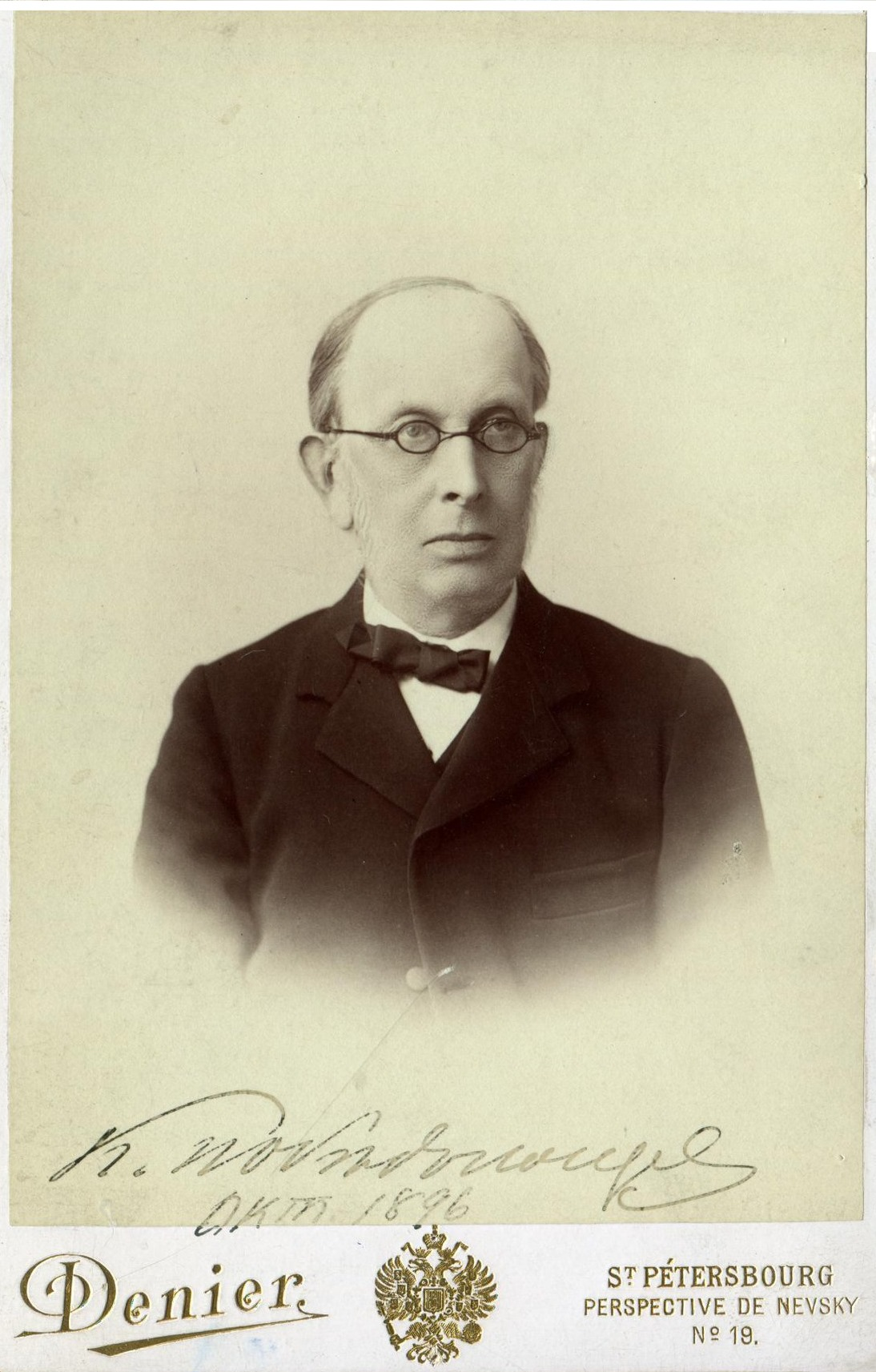
Костянтин Побєдоносцев

Паралельно із замахом на Сипягіна Гершуні розробив план фізичної ліквідації обер-прокурора Святішого Синоду Побєдоносцев Костянтина, відомого придушенням реформ, студентських рухів, посиленням контролю державних відомств над вищими навчальними закладами.
На початку XX століття, коли реальний вплив Побєдоносцева почав слабшати, у ліворадикальному та ліберальному середовищі його постать перетворилася на символ крайньої реакції та об'єкт ненависті, ілюстрацією якої може бути характеристика, дана йому одним із діячів Конституційно-демократичної партії (кадетів) В. П. Обнінським у його анонімно виданій у Берліні книзі:
|  | «[Побєдоносцев —] злий геній Росії, порадник реакції трьох імператорів, безпринципний бюрократ, невіруючий глава духовенства, розпусний страус моральності, підкупний ревнитель чесності. Головний винуватець розкладання православної церкви. <…>» |

У першому виданні Великої радянської енциклопедії (Т. 45, 1940) про нього говорилося:
|  | «[Побєдоносцев] - реакціонер, запеклий поборник самодержавства, натхненник найчорнішої дворянсько-кріпосницької реакції 80-90-х рр., вождь воинству і найактивніший ворог як соціалізму, а й буржуазної демократії. <…> проводив політику найжорстокіших переслідувань старообрядців і сектантів і утиски будь-яких іновірців.» |

Замах було заплановано також на 2 квітня 1902 ріку, проте через перебої з поштою телеграма Гершуні, адресована виконавцям замаху поручику Григор'єву та його подрузі Юрковській, запізнилася, внаслідок чого вони прибули до Петербурга лише 3 квітня. Початковий план був аналогічний плану вбивства Сіпягіна, тільки вбивати Побєдоносцева Григор'єв мав у будівлі Святішого Синоду.
У день приїзду виконавців Гершуні провів із ними розмову; було ухвалено рішення, що Григор'єв із Юрківською мають стріляти в обер-прокурора на похороні вбитого міністра. Гершуні доклав усіх зусиль до того, щоб підтримати бойовий дух виконавців, але 5 квітня вони відмовилися виконувати завдання, після чого повернулися додому і відійшли від діяльності в «Бойовій організації»
.
Замах на Побєдоносцева зірвався, проте авторитет Гершуні в очах революційної молоді значно збільшився. Згодом його знайомий Сльотов згадував:
|  | …Він бадьорий і життєрадісний. Весь дихає першим і великим успіхом… |

.
Гершуні намагався організувати замах також на петербурзького градоначальника Миколу Клейгельса, але цей план провалился[7]. Проте після вбивства Сіпягіна «Бойову організацію» було визнано партійним органом, а Гершуні було доручено вся терористична діяльність. 3 квітня 1902 року Гершуні написав ряд прокламацій, у яких роз'яснив причини вбивства Сіпягіна. Вчинене вбивство викликало полеміку між есерами та соціал-демократами, які у своїй газеті «Іскра» доводили, що Балмашов не належав ні до партії соціалістів-революціонерів, ні до «Бойової Організації», а був соціал-демократом.
В ніч з 8 на 9 березня 1901 року на Костянтина Побєдонсцева таки було скоєно замах (незалежно від «есерів»). Син титулярного радника статистик Самарського губернського земства Микола Костянтинович Лаговський стріляв у його домашній кабінет; кулі потрапили в стелю. Зловмисника було схоплено і 27 березня засуджено на 6 років каторжних робіт.

#### Втеча вУкраїну. Замах наОболенського

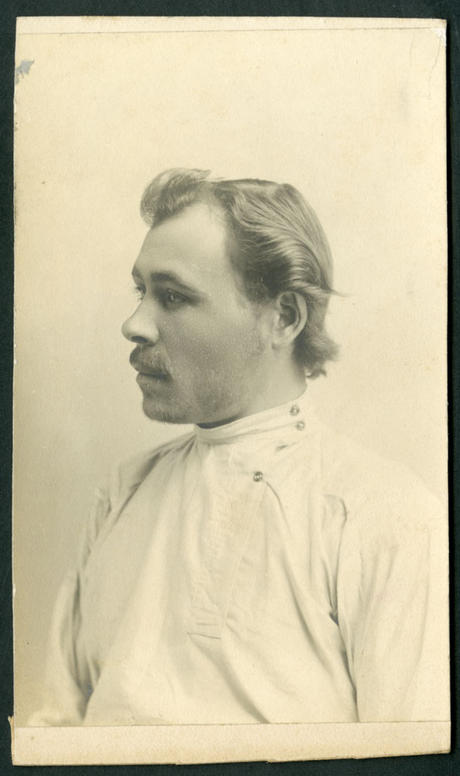
Фома Качур(а), який стріляв в Оболенського

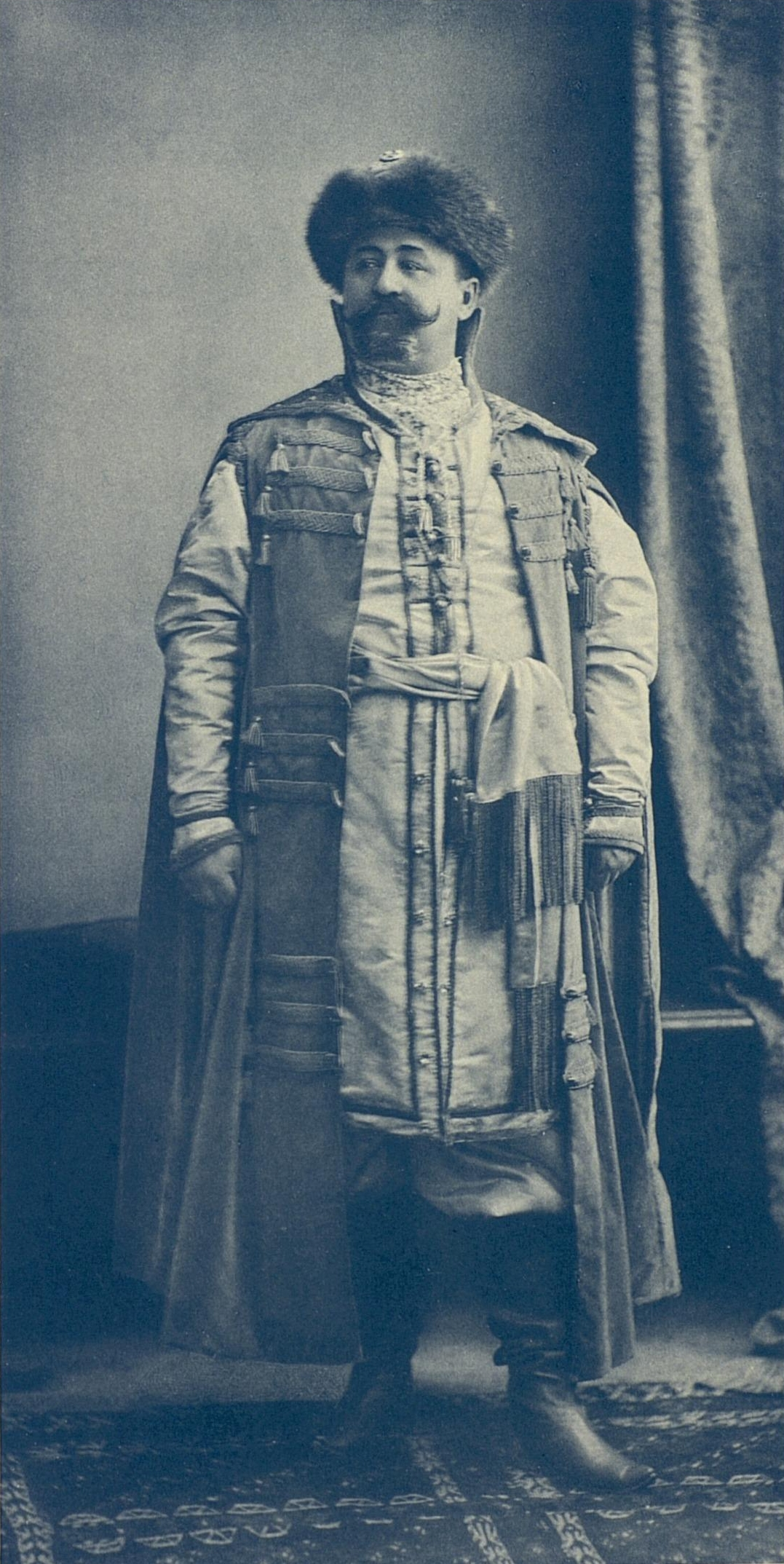
Шталмейстер Князь Іван Михайлович Оболенський у святковому вбранні боярина, 1903 р.

Після вбивства Сіпягіна та провалу замахів на Побєдоносцева та Клейгельса Григорій Гершуні втік та переховувався на конспіративній квартирі на околицях Києва. Разом з ним переїхали і члени «Бойової організації», включаючи учасника підготовки замаху на Сіпягіна, помічника Гершуні Мельникова, який обладнав у себе на квартирі склад партійної літератури, забороненої до поширення на території Російської імперії.
Влітку того ж 1902 року Гершуні розпочав підготовку до замаху на Харківського губернатора Івана Оболенського. За планом Гершуні, виконавець мав застрелити чиновника під час прогулянки останнього. На роль виконавця спочатку призначив члена «Бойової організації» Івана Каляєва. Однак, як невдовзі дізнався Гершуні від свого товариша по партії Вейценфельда, до «Бойової організації» виявив бажання вступити київський столяр Фома Качур (або «Качура»). Качура під час особистої зустрічі з Гершуні запропонував зробити будь-який терористичний акт, який від нього вимагатиме ЦК. Останній погодився з пропозицією.
Увечері 22 липня 1902 Качура зробив постріл в губернатора під час прогулянки останнього. Оболенського легко поранено в шию — куля пройшла по краю і лише подряпала його. Дружина Оболенського схопила Качуру за руку, і другий постріл пішов убік. Як пізніше на слідстві запевняв стрілець, він побоявся влучити в жінку, і тому його рука здригнулася під час пострілу. Качура був схоплений на місці поліцейськими, але перед цим він встиг зробити ще два постріли, одним з яких був поранений співробітник поліції. Качура був ув'язнений у Шліссельбурзьку фортецю довічно. Не відсидівши і року, він виявив бажання співпрацювати з поліцією і видав Вейценфельда, чия роль у замаху була мізерна, незначна. Як згодом стало відомо, поліція була заздалегідь попереджена Азефом про замах, що готується, але з незрозумілих причин ніяких заходів не було.

#### Вбивство Миколи Богдановича. Арешт Гершуні. Суд

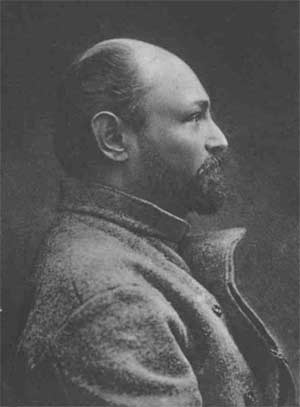
Григорій Гершуні ((Герш Ісаак Цукович) — «терорист номер один» у Російській Імперії

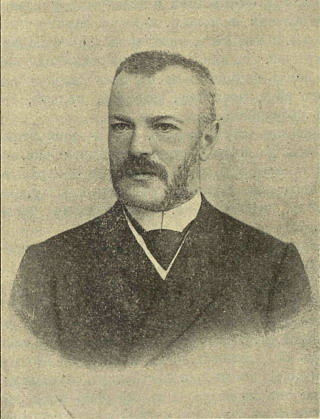
Микола Богданович

Після замаху на Оболенського у діяльності «Бойової організації» настала тривала перерва. Силові відомства Російської імперії вийшли слідом терористів і заарештували кілька пов'язаних із Гершуні людей, зокрема Мельникова і Григор'єва.
Гершуні поїхав із Києва до Москви, де проживав на квартирі інженера Зауера. За деякий час до нього приїхав Азеф, який запропонував організувати замах на Уфимського губернатора Миколу Богдановича. Богданович отримав погану славу після придушення демонстрації робітників у Златоусті, коли він наказав солдатам відкрити вогонь по натовпу, що штурмував будинок гірського начальника, внаслідок чого загинули, за офіційними даними, 45 осіб, у тому числі жінки та діти. Виконання вбивства доручили члену «Бойової організації» Єгору Олімпійовичу Дулєбову, хоча Азеф пропонував як виконавців двох членів «Бойової організації», які переховувалися Двінську. Для участі у приготуванні до вбивства в Уфу приїхав особисто Гершуні. 6 травня 1903 року Дулєбов в уфімському міському саду підійшов до Богдановича, що прогулювався там, і вистрілив у нього кілька разів. Богданович упав на землю і незабаром помер, а Дулєбов зумів втекти з місця злочину, відстрілюючись від поліцейських, які його переслідували. Поруч із убитим було знайдено аркуш паперу з написаним нею вироком «Бойової організації».
Гершуні і Дулєбов виїхали з Уфи, і поліції так і не вдалося вийти на їхній слід. Дулебов на якийсь час поїхав за кордон, а Гершуні — до Києва. На час замаху за затримання Гершуні департамент поліції призначив винагороду в 10 тисяч рублів. Азеф передав поліції, що Гершуні поїхав до Уфи, але відправлений за ним із Петербурга поліцейський чиновник Медніков спізнився. Тоді Азеф видав місцезнаходження Гершуні, і 13 травня 1903 року його було заарештовано у Києві.
Незабаром було заарештовано також і двох знайомих Азефа, які ховалися в Двінську. Як згодом писав Гершуні у своїх спогадах, після його арешту у нього виникли підозри у подвійній грі Азефа. Відповідно до спогадів очевидців, на суді Гершуні гідно тримався, викликаючи повагу навіть у прокурорів та суддів. Суд засудив Григорія Гершуні до страти через повішення.
Незважаючи на те, що Гершуні відмовився подавати прохання про помилування, вирок був замінений довічним позбавленням волі в Шліссельбурзькій фортеці, а потім його було переведено до Акатуйської каторжної в'язниці.
Р. А. Городницький у своїй монографії викладає абсолютно протилежну версію, яка ґрунтується на аналізі спогадів одного з членів БО Мельникова, що поведінка Гершуні на судді піддається критиці з його боку. Багато чого з того, що говорив Гершуні на суді, не потрапило до друку, зокрема він заперечував свою приналежність до ЦК ПСР. Коли його назвали «безсилим і жалюгідним ворогом уряду», Гершуні, який у товаришів по партії вважався символом партійної чистоти та відданості, навіть не заперечив. Він з моменту арешту сподівався на помилування, бо вважав, що обвинувачі не мають доказів проти нього. Коли ж йому винесли смертний вирок, він стояв «нерухомий як стовп, з помертвілим обличчям». Звіт про засідання суду, який з'явився у революційній пресі, на думку Мельникова, було сфальсифіковано, оскільки його написав сам Гершуні та передав текст через адвокатів. Впевненість у помилуванні базувалася у Гершуні ще й на тому, що він знав, що його батьки та брат відразу після засідання стали писати прохання про помилування на ім'я царя.

## Період керівництваЄвно Азефа

#### Період керівництваАзефа. Зміна тактики
Після арешту та засудження Гершуні вся влада над «Бойовою організацією» була зосереджена в руках Азефа, який незабаром після цих подій поїхав до Женеви.

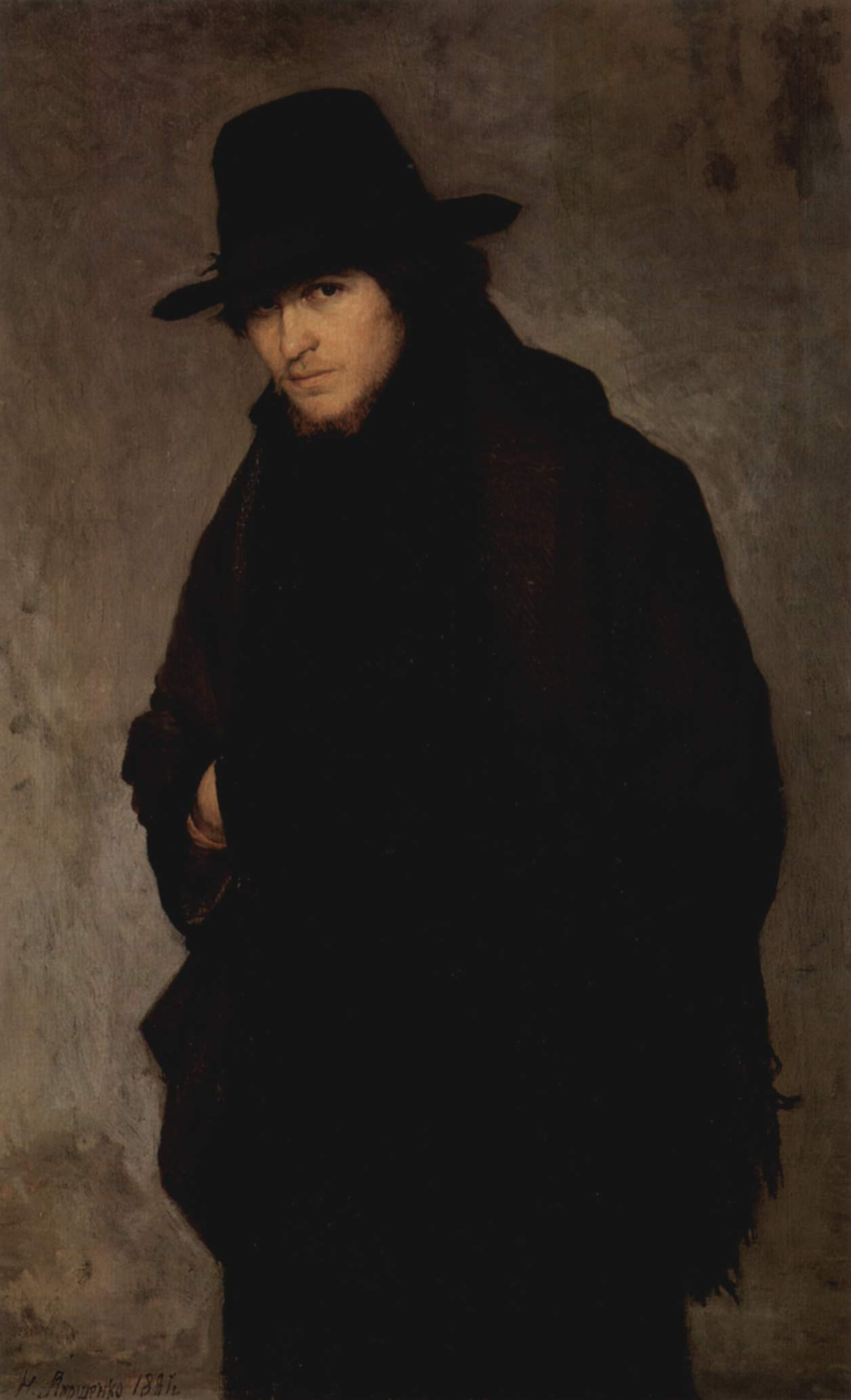
Микола Ярошенко. «Студент», Третьяковська галерея, москва.
Ярошенко був дядьком Бориса Савінкова.

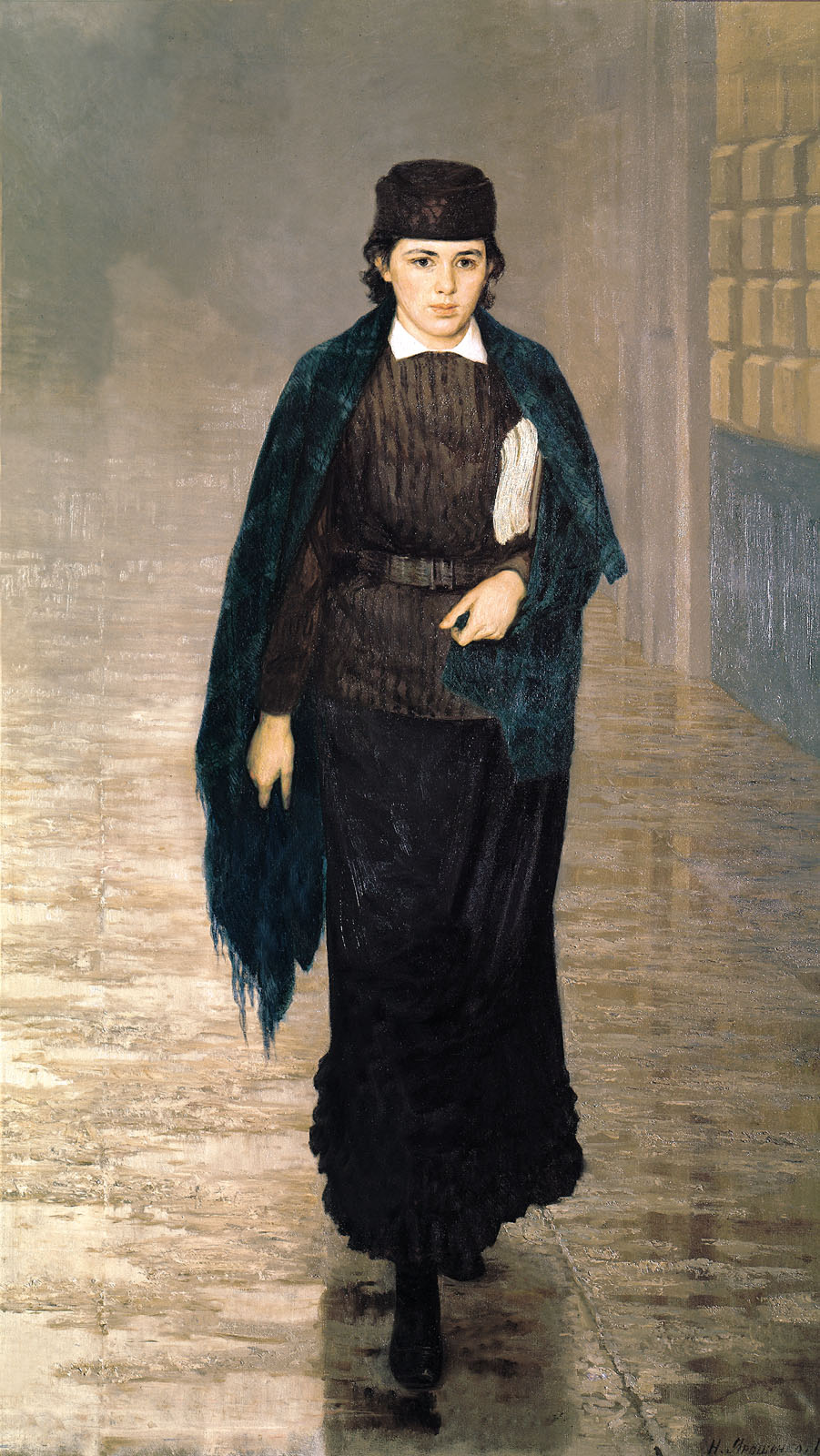
Микола Ярошенко. «Курсистка», 1880, Національний музей «Київська картинна галерея»
Ярошенко був дядьком Бориса Савінкова.

Азеф вирішив більше не застосовувати для терористичної діяльності вогнепальну зброю, замінивши її на вибухові пристрої. У Швейцарії було обладнано кілька лабораторій, які займалися виготовленням динаміту. При Азефі «Бойова організація» була остаточно відокремлена від загальнопартійного середовища — її членам було заборонено користуватися партійними коштами, документами, явками. Азеф заявляв: «…при великої поширеності провокації у організаціях масового характеру, спілкування із нею для бойової справи буде згубно…».
Змінилася і підготовка до терактів — тепер члени «Бойової організації» мали стежити за об'єктами замаху, переодягнувшись у простих підданих — торговців, посильних, візників. Спостерігачі, виробники бомб та виконавці були розділені. Азеф ввів у жорстку дисципліну.
У 1903—1906 роках до «Бойової організації» входили 13 жінок і 51 чоловік. Серед них було 13 дворян, 3 почесні громадянини, 5 були вихідцями з сімей священнослужителів, 10 — з купецьких сімей, 27 мали міщанське походження та 6 — селянське. Вищу освіту мали 6, ще 28 було відраховані раніше з університетів. 24 мали середню освіту, 6 — початкову. Таким чином, основним середовищем, з якого приходили до організації нові члени, було студентство вищих навчальних закладів. Серед членів «Бойової організації» були 19 євреїв та 2 поляки. Кістяк організації склали молоді люди 20-30 років.
Заступником Азефа в «Бойовій організації» став у червні 1903 року втікач з вологодського заслання до Швейцарії письменник Борис Вікторович Савинков .

#### ВбивствоВ'ячеслава фон Плеве
Першою ціллю було визначено фон Плеве, який став на чолі Міністерства внутрішніх справ Російської імперії після вбивства Сіпягіна. Плеве проводив репресії з метою задавити революційний рух, влаштовував погроми за допомогою чорносотенців.

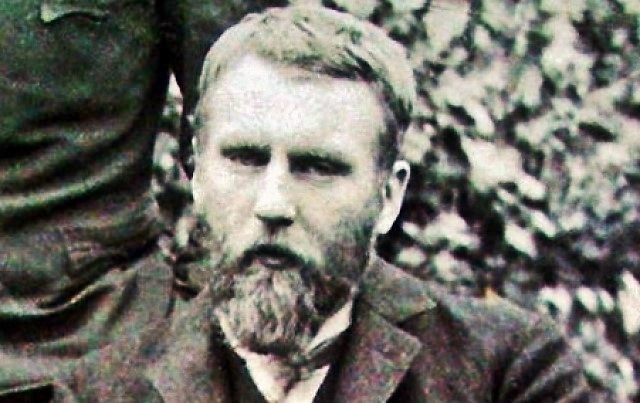
Олексій Покотилов

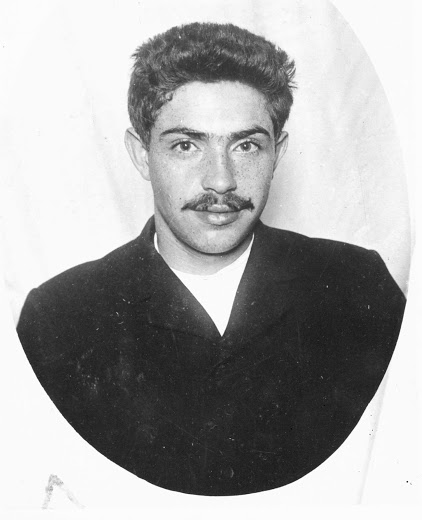
Лейба Сікорський

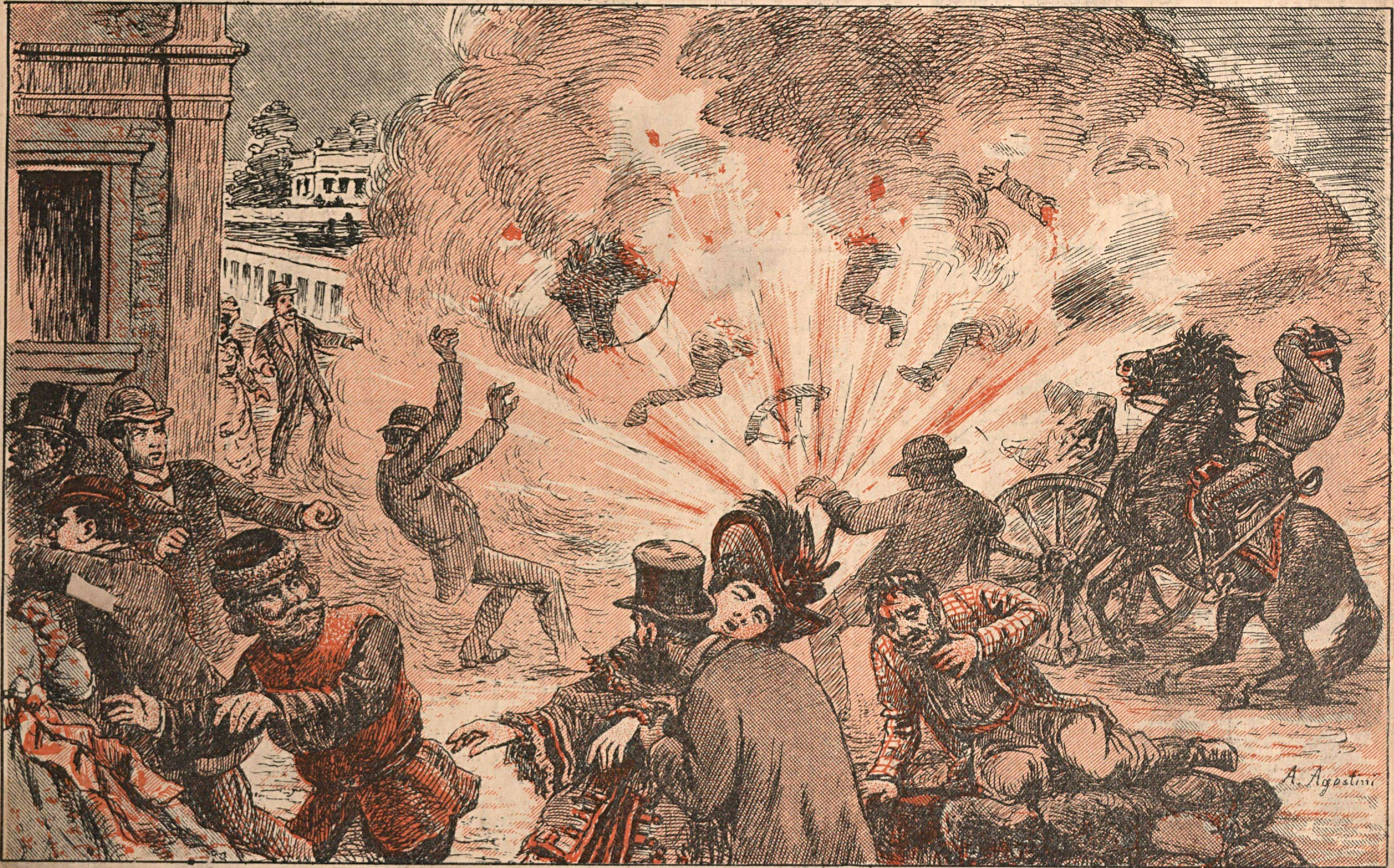
Вбивтво фон Плеве.

Для підготовки до замаху Азеф зібрав у групу найкращих із «Бойової організації». Крім Савінкова, до неї увійшли Дора Брілліант, Максиміліан Швейцер, Олексій Покотилов, Іван Каляєв, Єгор Созонов. Підготовку вели у Парижі, куди Азеф переніс штаб організації. Навесні 1904 року члени організації, включаючи Азефа, поодинці за підробленими документами приїхали до Російської імперії.

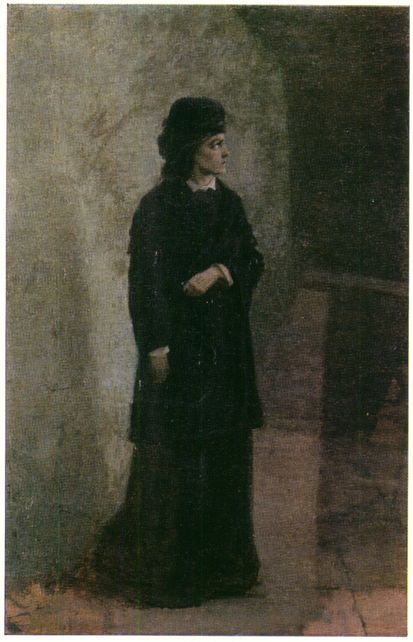
Микола Ярошенко «Терористка»

Азеф не терпів суперництва і конкуренції, і безжально розправлявся з усіма, хто вставав на шляху. Так наприклад жертвою суперництва з групою Азефа стала група революціонерів на чолі з Серафимою Клич-оглу, яка також готувала замах на Плеве. Азеф спочатку намагався відмовити Клитчоглу від цього, але вона відмовилася, після чого керівник «Бойової організації» видав її поліції. Арешт Клитчоглу призвів до розгрому керованої нею організації та арешту близько 60 її членів. За таку зраду Азеф отримав велику нагороду від «охранки». Але разом з тим Азеф не став попереджати поліцію про підготовку його людьми замаху на Плеве. Мотиви цього були описані в книзі Лонге та Зільбера «Терористи та охоронка» так:
|  | …Поліцейська його діяльність тут найбільш жахливо переплелася з його терористичною діяльністю; обидві вони взаємно зміцнювали та забезпечували одна одну; у "поліцейському" й у "революційному" світах встановлювалося щире і глибоке переконання, що Азеф служив кожному з них правдою та вірою; а тим часом він, по суті, не служив ні тому, ні іншому…Лонге Ж. и Зільбер Г. Терористи і "охранка". |

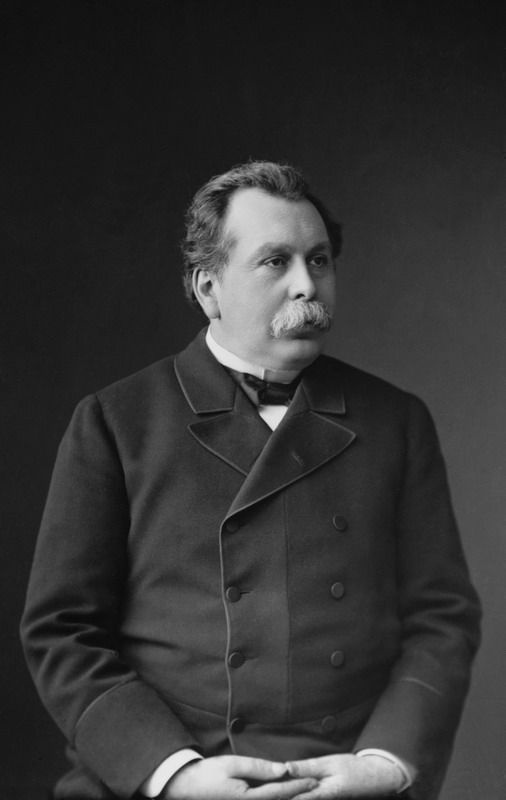
В'ячеслав Плеве

Замах мав відбутися 18 березня 1904 року, проте він зірвався: запідозривши за собою стеження фільорів, залишив свою позицію один із метальників-бомбістів — Давид Боришанський (на псевдо «Абрам»). 25 березня Боришанський і Покотілов знову намагалися повторити замах, але Плеве поїхав іншим маршрутом. Наступний замах був призначений на 1 квітня 1904 року, але напередодні вночі у готелі «Сєверний» Покотілов, який мав стати основним метальником бомби, загинув унаслідок від ймовірно випадкової детонації бомби у його номері під час її збірки. Особу загиблого було встановлено лише у липні 1904 року, та й то завдяки донесенню Азефа. Розчаровані черговою невдачею, Савінков та інші члени групи поїхали до Києва. Наприкінці квітня 1904 року Азеф приїхав до Петербурга. Він був розлючений подібною непокорою і наказав усім учасникам замаху повернутися до Петербурга і продовжити підготовку до теракту. Замах було призначено на 28 липня 1904 року.

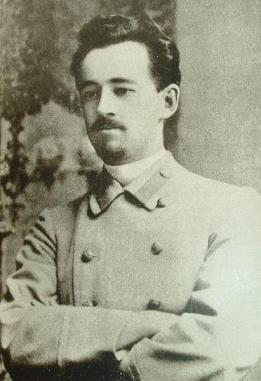
Єгор Созонов

За планом Савінкова, який став безпосереднім керівником операції, бомбістів мало бути четверо. Першим мав йти Давид Боришанський, потім Єгор Созонов, страхувати виїзди також мали Іван Каляєв і Лейба Сікорський. Основним метальником був Єгор Созонов, у разі його промаху мали кидати свої бомби запасні метальники Іван Каляєв і Лейба Сікорський у разі, якщо карета продовжить рух уперед, або Давид Боришанський, якщо карета поверне назад.
28 липня на мосту через Обвідний канал Єгор Созонов кинув бомбу у карету Плеве, від отриманих поранень міністр помер вдома. На місці злочину було затримано Лейбу Сікорського та Єгора Созонова, згодом суд засудив їх відповідно до 20-річного заслання на каторжні роботи та безстрокову каторгу. Іван Каляєв і Давид Боришанський зуміли втекти. Єгор Созонов в 1910 році ймовірно наклав на себе руки на знак протесту проти посилення умов утримання в Зерентуйській каторжній в'язниці.

#### Після вбивства Плеве

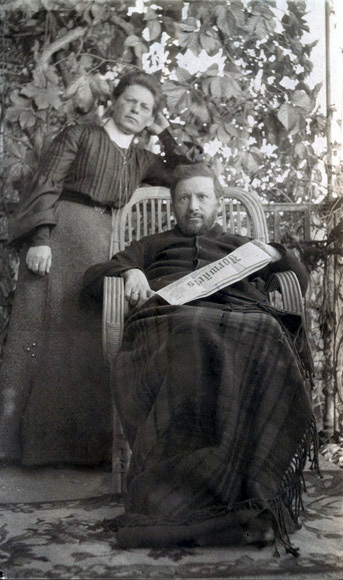
Михаіл (Мойше) Гоц

Після вбивства Плеве Савінков і ті, що зуміли втекти з місця теракту, Каляєв і Боришанський втекли до Швейцарії. Там Савінков близько познайомився з Мойше (Михаілом) Гоцем, який на той час був важко хворий і не вставав з ліжка. Згодом у своїх спогадах він описав роль Гоца у створенні та діяльності «Бойової організації»:
|  | …Офіційно роль Гоца в терорі, як я згадав вище, обмежувалася закордонним представництвом бойової організації. Насправді вона була набагато важливішою. Не кажучи вже про те, що і Гершуні, і Азеф радилися з ним про підприємства, ми на роботі в Росії безперервно відчували його вплив. Азеф був практичним керівником терору, Гоц – ідейним. Саме у його особі пов'язувалося справжнє бойової організації з її минулим. Гоц зумів зберегти бойові традиції минулого і передати їх нам у всій їхній недоторканності та повноті. Завдяки йому ім'я нам особисто невідомого Гершуні було для нас так само дороге, як згодом імена Каляєва та Созонова. Для членів бойової організації, які знали Гоца за кордоном, він був не тільки товариш, він був друг і брат, який ніколи не відмовляв у допомозі та підтримці. Його значення для бойової організації важко врахувати: він не виїжджав до Росії і не працював пліч-о-пліч з нами. Але, на мою думку, я не помилюся, якщо скажу, що згодом його смерть була для нас втратою не менш тяжкою, ніж смерть Каляєва.… |

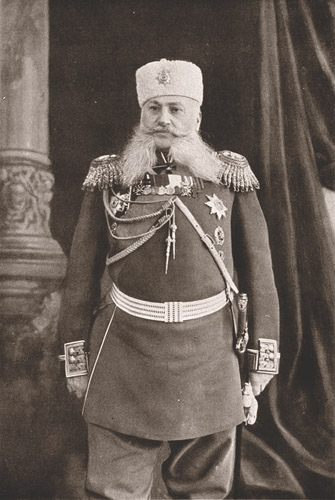
Микола Клейгельс

Після вбивства Плеве авторитет партії соціалістів-революціонерів зріс. До партійної каси почали надходити щедрі пожертвування від співчуваючих, у партію почався приплив нових членів. 15 липня 1904 року було випущено звернення «До всіх громадян цивілізованого світу» французькою мовою:
|  | Вимушена рішучість наших засобів боротьби не повинна ні від кого затуляти істину: сильніше, ніж будь-хто, ми послухаємо, як це завжди робили наші героїчні попередники «Народної Волі», терор, як тактичну систему у вільних країнах. Але в Росії, де деспотизм виключає будь-яку відкриту політичну боротьбу і знає лише одне свавілля, де немає порятунку від безвідповідальної влади, самодержавної на всіх щаблях бюрократичних сходів, ми змушені протиставити насильству тиранії силу революційного права. |

На заміну старому проєкту статуту «Бойової організації», написаного ще Гершуні, у серпні 1904 року було прийнято новий статут. Керівним органом у «Бойовій організації» став так званий «Комітет бойової організації». Головою комітету став Азеф, його заступниками — Борис Савінков і Максиміліан Швейцер. Незважаючи на те, що статут практично повністю відокремив «Бойову організацію» від ЦК партії, на жодному зі з'їздів згодом не було висунуто пропозицію щодо його зміни чи скасування. Продовжувалися роботи в динамітних майстернях та друк прокламацій та агітаційних листівок.

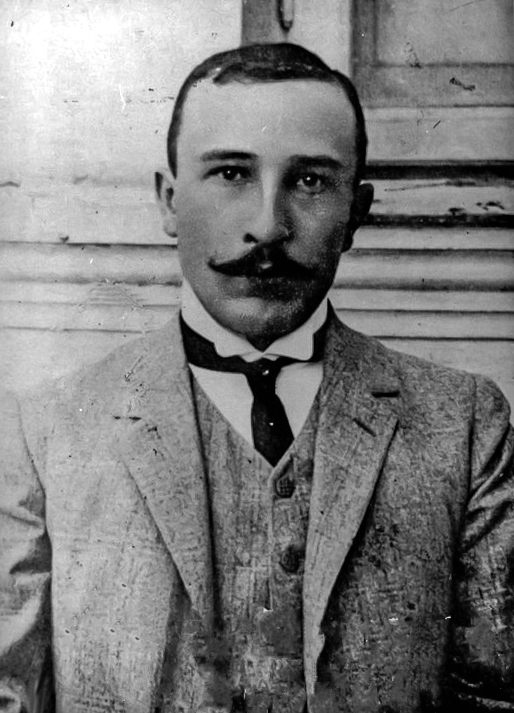
Борис Савінков

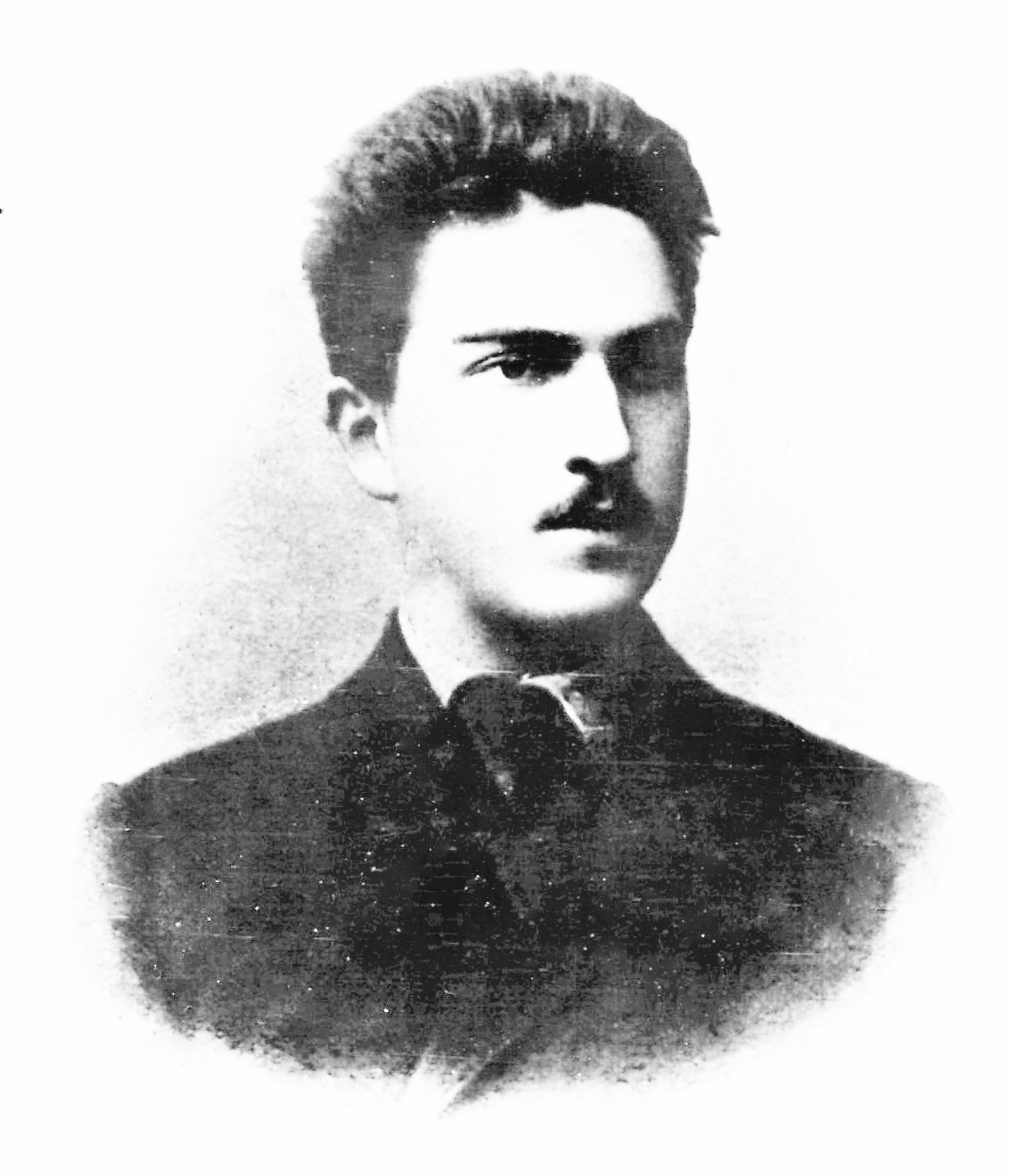
Максиміліан Швейцер

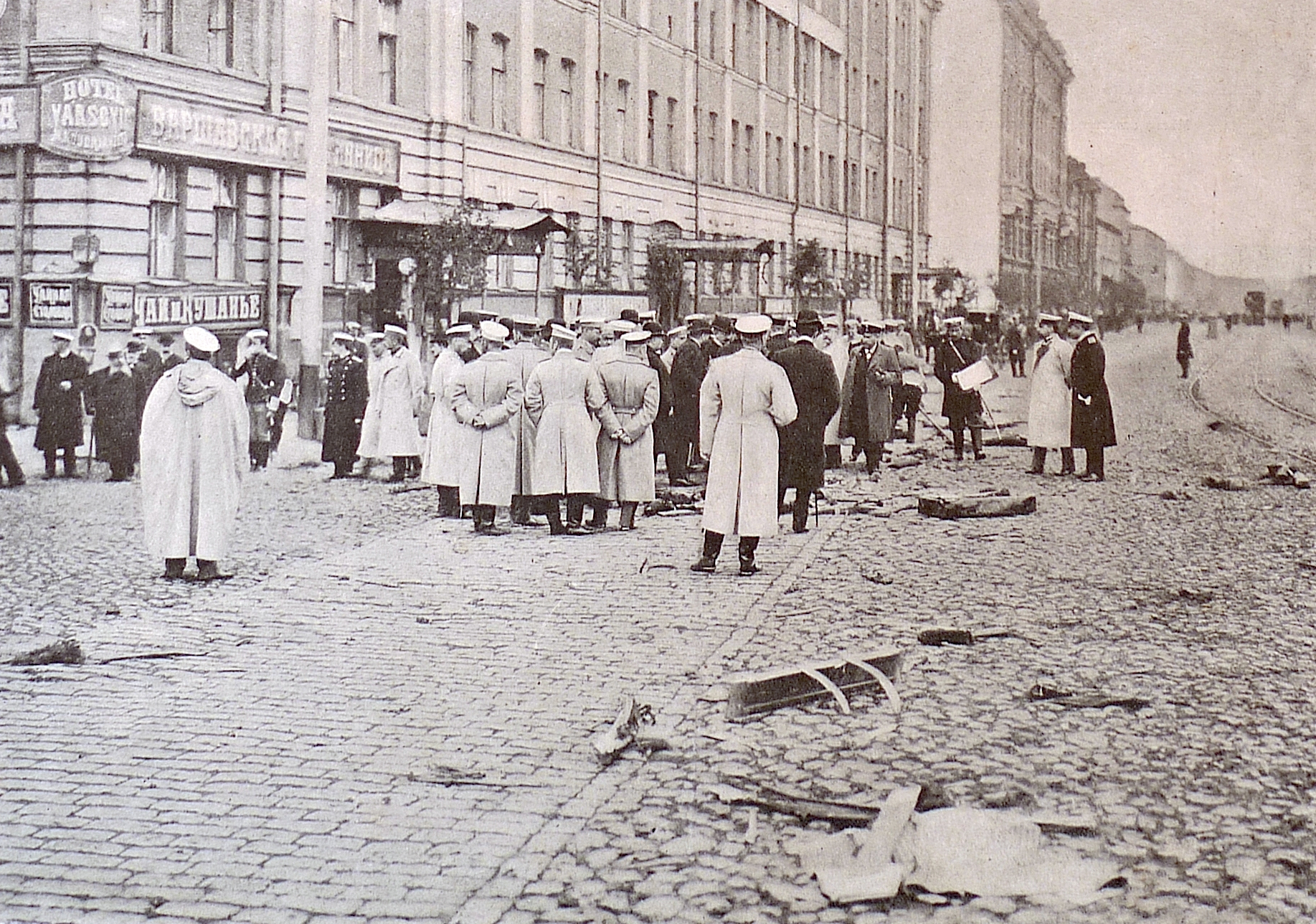
Місце вбивства Плеве.

Було ухвалене й рішення про подальші теракти у найбільших містах Російської імперії. Так було в Петербурзі, Москві та Києві передбачалися скоєння терактів на місцевих губернаторів: на Трепова, великого князя Сергія Олександровича і Клейгельса відповідно. Виконавці були розділені на три групи: першу, яка мала вбити Трепова, очолили Швейцер і Дулєбов, другу, метою якої було вбивство великого князя, очолив Савінков, а третю, яка мала вбити Клейгельса, — Боришанський. Згодом Савінков так описував діяльність із підготовки терактів:
|  | …Успіх справи Плеве не залишав у нас сумнівів в успіху і замахів, які ми робимо. Ми не замислювалися ні з того, що петербурзький відділ складатиметься з недосвідчених людей, ні з того, що відділ Боришанского занадто малий. Ми були впевнені, що за відсутності провокації вжиті нами справи повинні мати успіх. |

#### Вбивство великого князя Сергія Олександровича
До Москви, крім Савінкова, прибули Каляєв і ще один член організації, Моїсеєнко Борис, Дора Брілліант відвезла динаміт до Нижнього Новгорода з метою конспірації. Встановивши адресу великого князя (палац на Тверській площі), Каляєв і Моїсеєнко купили по коню та «прольотці» і почали маскуватися під візників. Після тривалого стеження за генерал-губернатором терористам вдалося встановити, що князь кілька разів на тиждень їздить до Кремля в один і той же час.
Савінков виїхав до Баку, де зустрівся із членами місцевого відділення партії есерів для пошуку кандидатури виконавця теракту: зупинилися на колишньому студенті Петербурзького університету Петру Куликовсьому. Савінков після цього виїхав до Москви. Поки Савінков був у Баку, 5—6 грудня 1904 року у Москві пройшли масові студентські демонстрації. Незадовго перед тим подібні демонстрації у Петербурзі були придушені. Московський комітет партії есерів, не знаючи про перебування у місті членів «Бойової організації», поширив заяву з прямими погрозами на адресу великого князя Сергія та петербурзького градоначальника Трепова:
|  | …Московський комітет партії соціалістів-революціонерів вважає за потрібне попередити, що якщо призначена на 5 і 6 грудня політична демонстрація супроводжуватиметься такою ж звірячою розправою з боку влади та поліції, як це було ще днями в Петербурзі, то вся відповідальність за звірства впаде на голови генерал-губернатора Сергія та поліцмейстера Трепова. Комітет не зупиниться перед стратою їх… |

Після цього Сергій Олександрович переїхав до Нескучного палацу, що за деякий час було встановлено терористами. Савінков зустрівся з Азефом, отримав від нього гроші та дозвіл на контакт із одним із членів московського комітету партії есерів Володимиром Зензіновим. Зензінов у ході особистої розмови із Савінковим, що відбулася 8 січня, зізнався у тому, що комітет готує вбивство великого князя. У свою чергу Савінков розповів Зензінову про роботу «Бойової організації» і попросив зняти спостереження за Сергієм Олександровичем. За добу після розмови Зензінова разом з іншими членами московського Комітету партії було заарештовано…

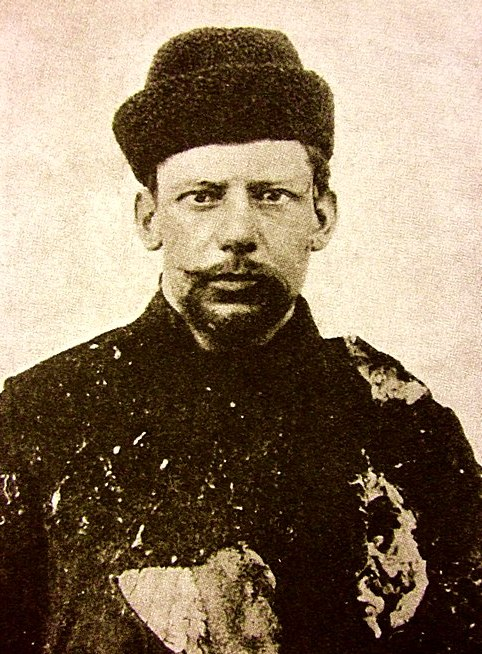
Іван Каляев

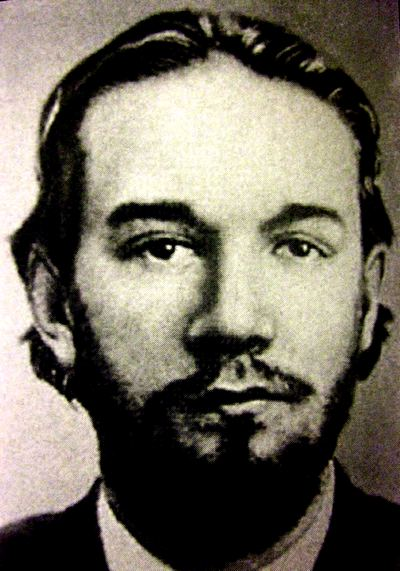
Володимир Зензінов

Підготовку замаху не зупинило навіть те що, що 1 січня 1905 року Сергій Олександрович добровільно склав із себе повноваження генерал-губернатора Москви, залишившись лише командувачем Московським військовим округом. Незабаром до Москви приїхав Петро Куликовський. 10 січня 1905 року великий князь знову переїхав, цього разу до Миколаївського палацу. Це створило додаткові складнощі для терористів, яким тепер довелося спостерігати за Сергієм Олександровичем у Кремлі. За кілька днів у Москві Савінков зустрівся з колишнім однокурсником Петром (Пінхасом) Рутенбергом, учасником демонстрації 9 січня 1905 року («Кривава неділя»). Рутенберг, особисто знайомий зі священиком Георгієм Гапоном, розповів про бунти у Петербурзі. Савінков віддав йому один із своїх підроблених паспортів для передачі Гапону, але той уже поїхав до Франції, не дочекавшись Рутенберга. Проте Савінков не розповів йому про підготовку замаху.

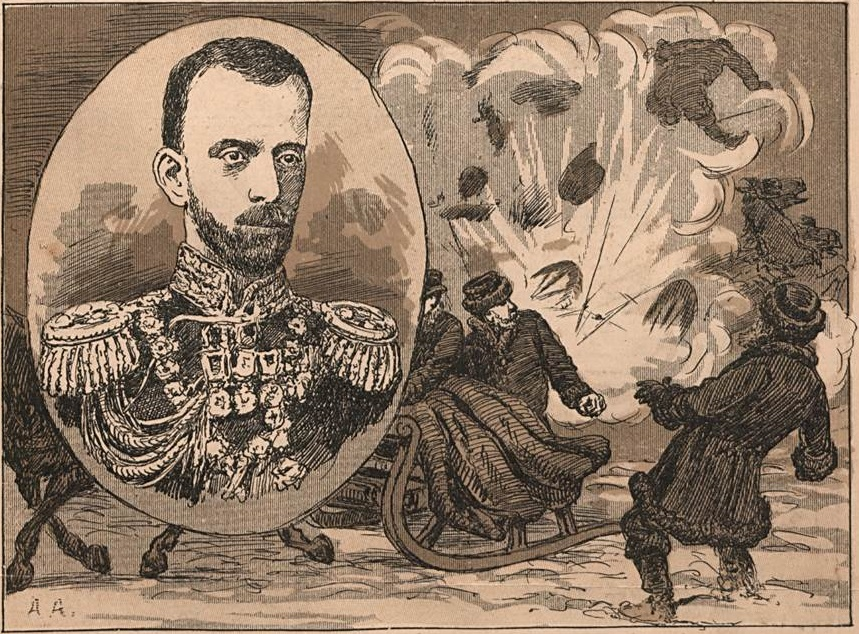
Вбивство великого князя Сергія Олександровича.

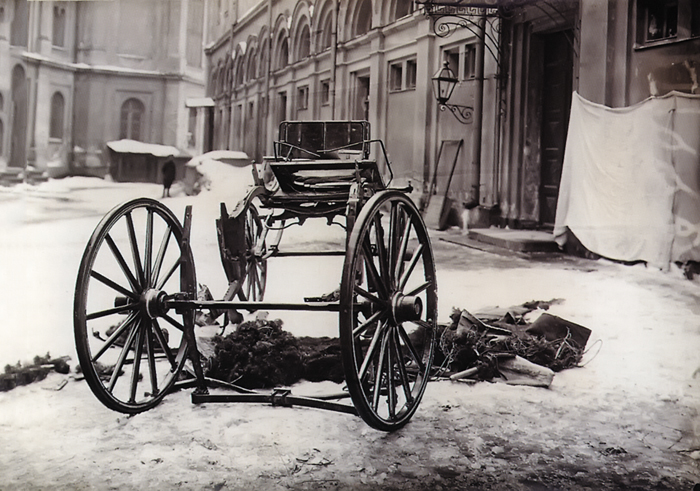
Карета великого князя

Наприкінці січня розпочалася активна фаза підготовки до замаху. Замах був призначений на 2 лютого 1905 року. На початку лютого Савінков привіз Дору Брілліант і динаміт до Москви. Князь мав бути убитий біля Большого театру, де того дня мало відбутися вистава на користь Червоного Хреста, що перебував під заступництвом дружини великого князя Єлизавети Феодорівни. Виконавцями вбивства були призначені Іван Каляєв та Петро Куликовський. Перший став біля будівлі міської думи на Воскресенській площі, а другий — у проїзді Олександрівського саду, перекривши таким чином обидві дороги великому князеві до Большого театру з Кремля. Савінков стояв неподалік Каляєва і спостерігав, як той, побачивши карету, кинувся до неї і вже заніс руку з бомбою, але відразу опустив. Як виявилося, «Поет» побачив у кареті, крім князя, ще його дружину з дітьми і вирішив не кидати бомбу. Савінков підтримав Каляєва, і вони втрьох із Куликовським почали чекати закінчення спектаклю у Большому театрі, сподіваючись, що велика княгиня з дітьми поїдуть у окремій від князя кареті, та їх надії не справдились.

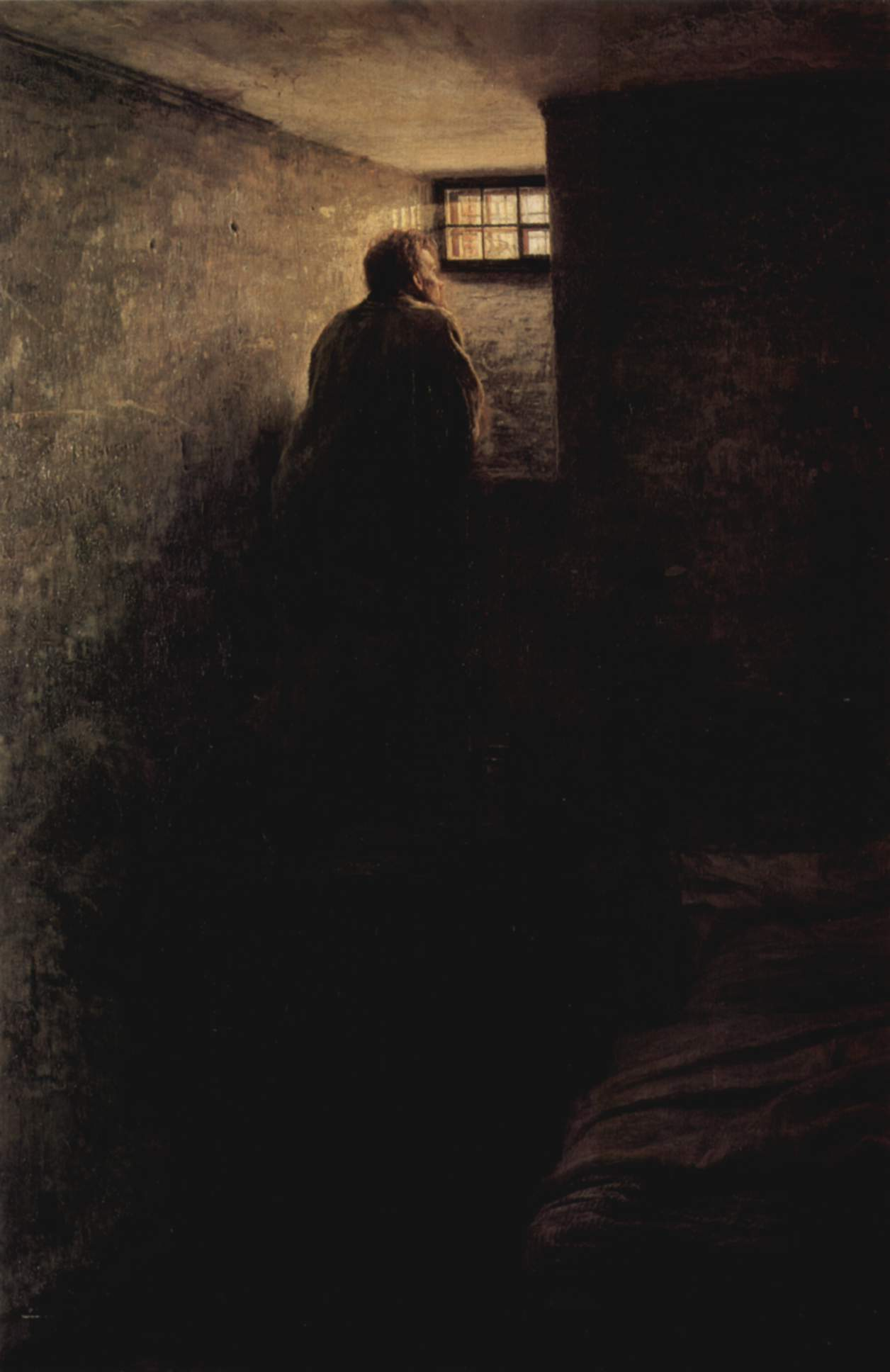
Микола Ярошенко «В'язень»

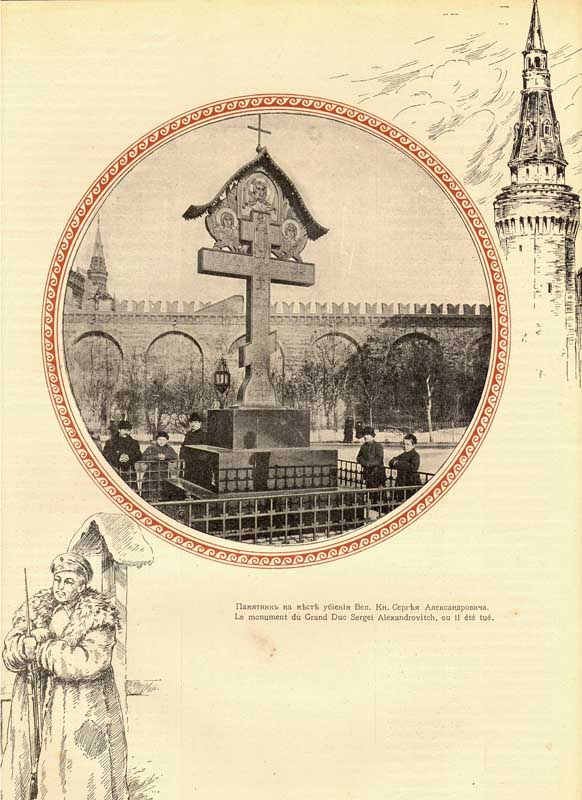
Васнєцов. «Хрест Сергія Олександровича»

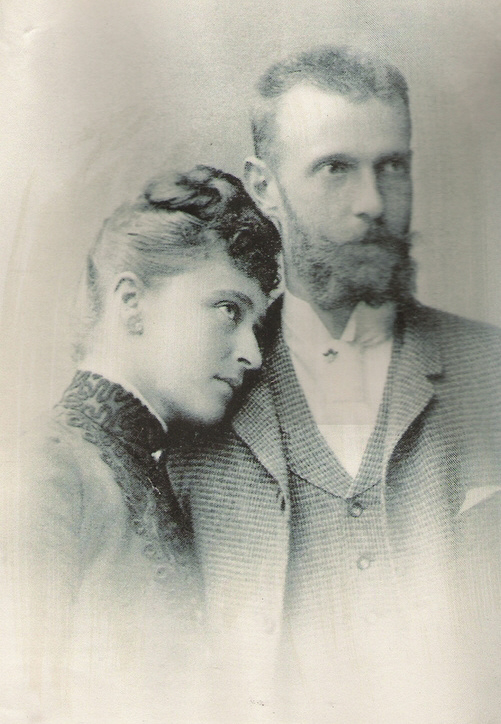
Сергій з дружиною

Крім того, Куликовський заявив, що він переоцінив свої сили і не може брати участь у терорі. Савінков мав вибір — брати участь у замаху особисто або змусити Моїсеєнка, або ж відправити з бомбою одного Каляєва. 4 лютого в розмові з Савінковим і Моїсеєнком неподалік місця передбачуваного теракту Каляєв заявив, що впорається і сам, і одразу подався вбивати Сергія Олександровича, попрощавшись з усіма спільниками. Каляєв попрямував через Микільську браму до будівлі суду, з якого незабаром вийшов великий князь. Каляєв згодом запевняв, що кидав бомбу з розрахунком, щоб загинути самому, з відстані не більше чотирьох кроків з розбігу, в карету князя. Каляєв отримав поранення та був схоплений на місці.
Відома історія, що до Івана Каляєва в тюремну камеру приходила вдова-велика княгиня Єлізавєта Фьодоровна. 5 квітня 1905 року Каляєв був засуджений особливою нарадою при Сенаті до смертної кари через повішення. Касаційна скарга була відхилена, і 9 травня 1905 вбивця великого князя був повішений.
Увечері 4 лютого Куликовський поїхав. Він був заарештований за кілька місяців. Йому вдалося втекти з Пречистенської поліцейської частини, де його тимчасово утримували. 28 липня 1905 року Петро Куликовський особисто прийшов до нового московського московського градоначальника графа Шувалова, застрелив його і був заарештований на місці. Суд засудив його до страти, заміненої на безстрокову каторгу.
Борис Савінков тим часом виїхав до Петербурга, Дора Брілліант і Петро Моїсеєнко — до Харкова.

#### Невдачі в Санкт-Петербурзі та Києві
Приїхавши до Петербурга, Борис Савінков зустрівся зі Маскиміліаном Швейцером. Як з'ясувалося, його група, метою якої було вбивство петербурзького градоначальника Трепова, зазнала втрат — були заарештовані двоє її членів, Марков і Басов, ще один зник. Через це замах на Трепова було б неможливим, тим більше, що інформація про його пересування у групи була відсутня. Швейцер запропонував Савінкову вбити великого князя Володимира Олександровича, який наказав солдатам стріляти під час «Кривавої неділі», потім Савінков дав свою згоду. Але коли він уже виїхав, 26 лютого 1905 року Швейцер загинув у готелі «Брістоль» (так само, як і Покотилов за рік до того - він ймовірного вибуху бомби), і замах провалився. Як і у випадку з Покотіловим, справжня особистість Швейцера, який ховався під ім'ям Артура Генрі Мюр МакКуллона, була встановлена лише через багато років.

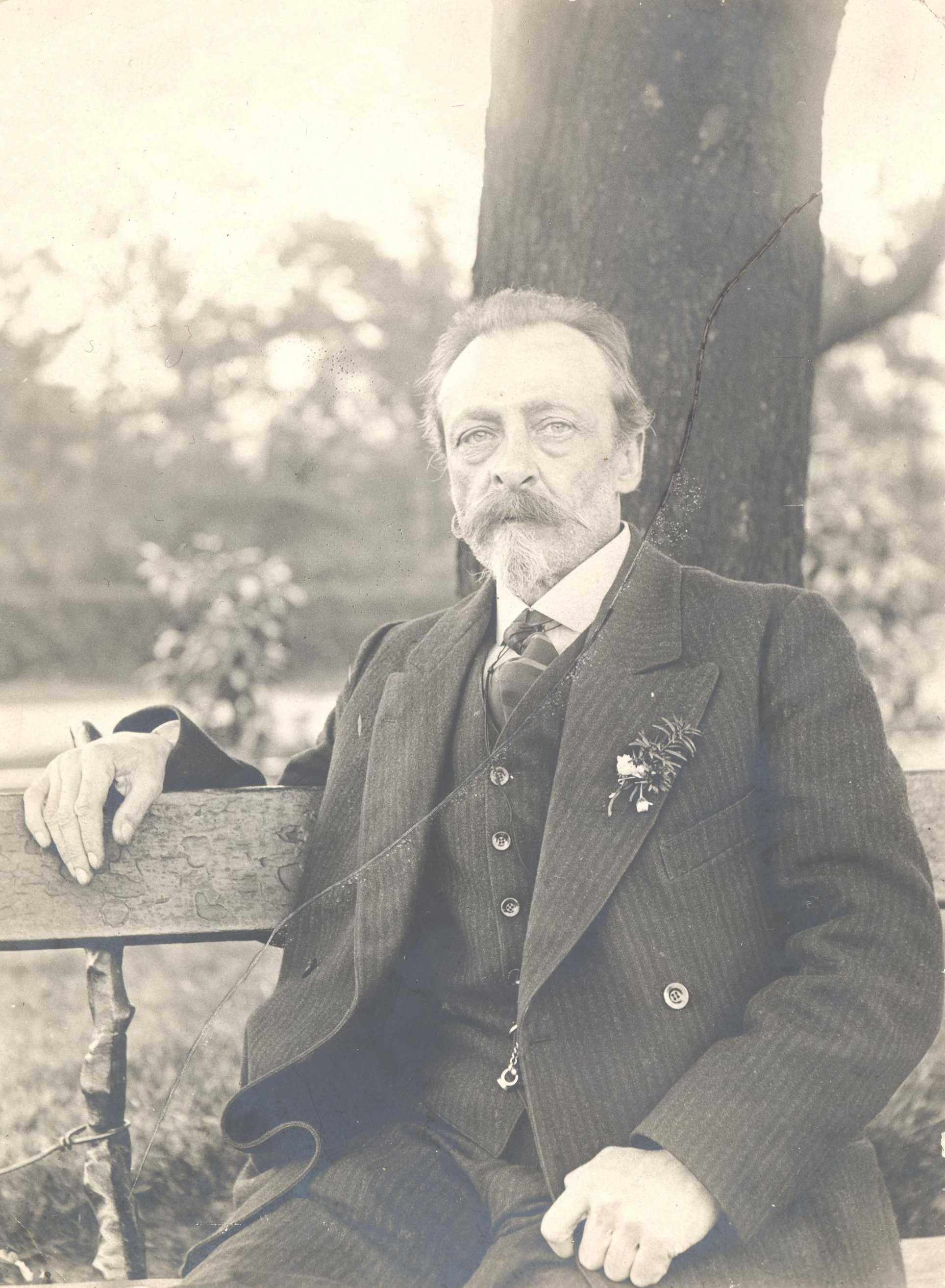
Микола Тютчев

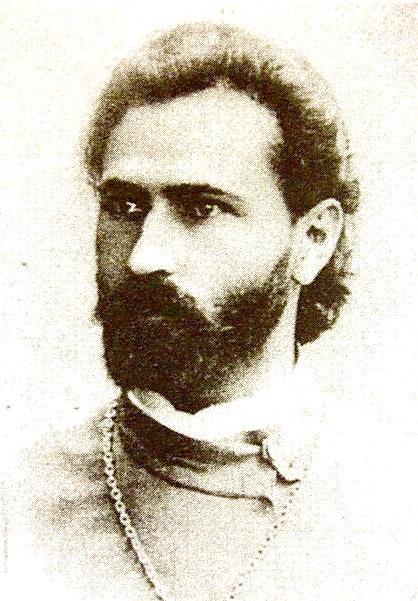
Георгій Гапон

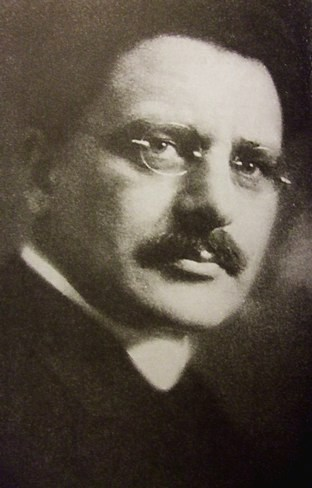
Петро (Пінхас) Рутенберг

У Києві Давид Боришанський зумів встановити спостереження за Клейгельсом, і наприкінці січня 1905 року все було готове до скоєння замаху. Боришанський вийшов на Хрещатик із бомбою, але губернатор у той час, коли він зазвичай проїжджав, не з'явився; як пізніше з'ясувалося, він виїхав на годину пізніше, і, не піди Боришанський, Клейгельс був би напевно вбитий того дня. Після невдачі на Хрещатику Боришанський залишився у Києві, але із завданням він так і не зміг впоратися.

## Період керівництваПінхаса Рутенберга
У середині лютого 1905 року Савінков повернувся до Швейцарії до Азефа. Азеф залишився задоволений поточним станом справ, незважаючи на провал у Києві. Під час візиту Савінкова до Швейцарії «Бойова організація» поповнилася ще кількома членами. Тоді ж Савінков зустрівся з Гапоном, який, за спогадами першого, привітав його «з великим князем Сергієм».
У ті дні ЦК партії ухвалив важливе рішення про бойову підготовку мас, керувати якою мав Петро (Пінхас) Рутенберг.
Незабаром після цього через члена «Партії активного опору Фінляндії» Конні Цілліакуса на рахунки партії надійшло близько мільйона франків, призначених для озброєння і, згідно з спогадами Савінкова, що йшли від американських мільйонерів. Згодом у газеті «Новоє врємя» висловлювалася версія про те, що ці гроші були дані японським урядом з метою дестабілізації обстановки в Росії, що воювала з нею, але Цілліакус спростовував це. 100 000 із цих надходжень було виділено на «Бойову організацію». На гроші, що залишилися, був завантажений зброєю корабель «Джон Ґрафтон», який влітку 1905 року вирушив до російських берегів зі шведським екіпажем з метою нелегальної доставки зброї на територію Росії, але по дорозі сів на мілину неподалік комуни Кемі в Балтійському морі…
Після загибелі Максиміліана Швейцера поліція розпочала активний розшук терористів. 16—17 березня 1905 року було затримано сімнадцять членів «Бойової організації», зокрема Моїсеєнко, Боришанського та Дулєбова. Спочатку поліція прийняла заарештованого Моїсеєнка за Савінкова, про що останній дізнався з газет. Під час затримання у Боришанського та Леонтьєва Тетяни було виявлено динаміт, а ще один член «Бойової організації» Трофімов спробував чинити поліцейським збройний опір. 30 червня 1905 року було заарештовано одного із найближчих сподвижників Савінкова і Рутенберга Хаїм Гершкович, а 20 серпня він був повішений. Це були сильні удари по організації, та її могутність поступово пішла на спад.
Як писав пізніше Савінков, «причини її поступового занепаду були численні, і однією з найважливіших, тоді нам невідомих, була поява в центральному комітеті провокатора. Провокатор цей зумів майже рік зупинити справу центрального терору». Під провокатором Савінков мав на увазі Азефа, викритого набагато пізніше. Надалі майже всі заарештовані були відпущені, лише Дулєбов, який у матеріалах справи значився як Агапов, чий нервовий розлад перейшов у прогресуючу хворобу, в 1907 був поміщений в психіатричну лікарню Миколи Чудотворця. Через рік Агапов-Дулєбов там і помер, не відкривши свого справжнього імені. Після арештів на волі з ключових членів «Бойової організації» залишилися лише Борис Савінков, Азеф Євно та Дора Брілліант.
Азеф Євно, Пінхус Рутенберг і Микола Тютчев увійшли у відтворений «Центральний Комітет Бойової Організації».

#### Замах наМиколу Клейгельса
У травні 1905 року Савінков та новобранці «Бойової організації» Маня Школьнік та Аарон Шпайзман окремо один від одного нелегально перейшли кордон Російської імперії. Школьнік вирушила до Друскеникі, Шпайзман — до Вільна. На митному посту в Олександрові чиновник попросив Шпайзмана, який віз динаміт, відкрити валізу для обшуку. Шпайзман прикинувся фармацевтом, що везе до Росії камфору, і чиновник повірив йому. Після цього Шпайзман поїхав у Вільно, де через три дні, не дочекавшись Савінкова і боячись обшуку, він знищив усі запаси динаміту та поїхав до Мані Школьнік. Савінков же тим часом їздив до Харкова, потім повернувся до Вільна, але спізнився — Шпайзман уже поїхав. Савінков приїхав у Друскеникі, де в нього зародилися підозри в чесності Шпайзмана стосовно його намірів до «Бойової організації» і роботі в терорі в цілому. Шпайзман, Школьнік та Савінков приїхали до Києва, де почали готуватися до вбивства Клейгельса. Школьнік і Шпайзман маскувалися під вуличних торговців, які працювали щодня на Хрещатику. Незабаром до них приєднався ще один член «Бойової організації» Лев Зільберберг. Савінков дізнався про те, що Шпайзман відмовляє Школьнік брати подальшу участь у терорі…

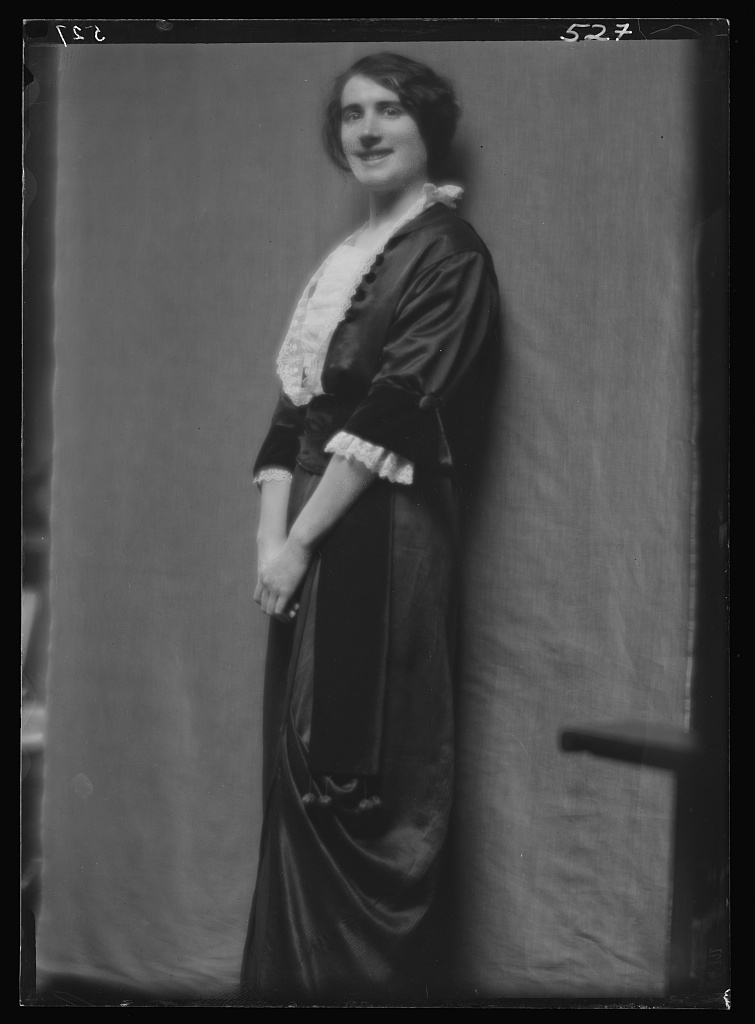
Марія Школьнік

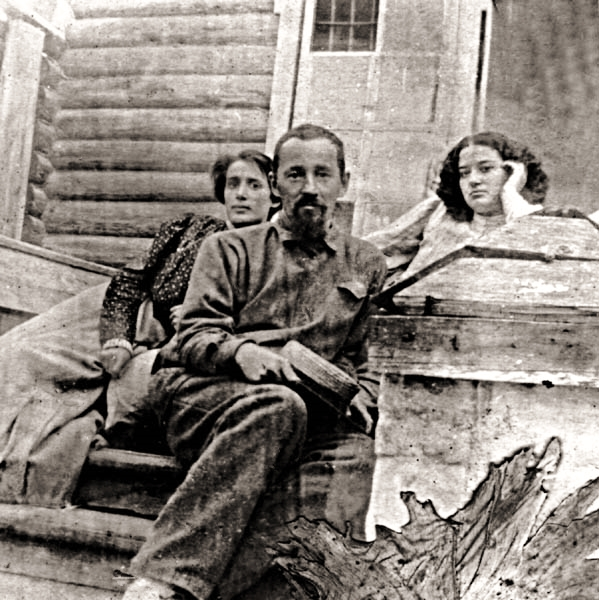
Єгор Созонов, Ревекка Фіалка та Марія Школьнік, Акатуйська каторга

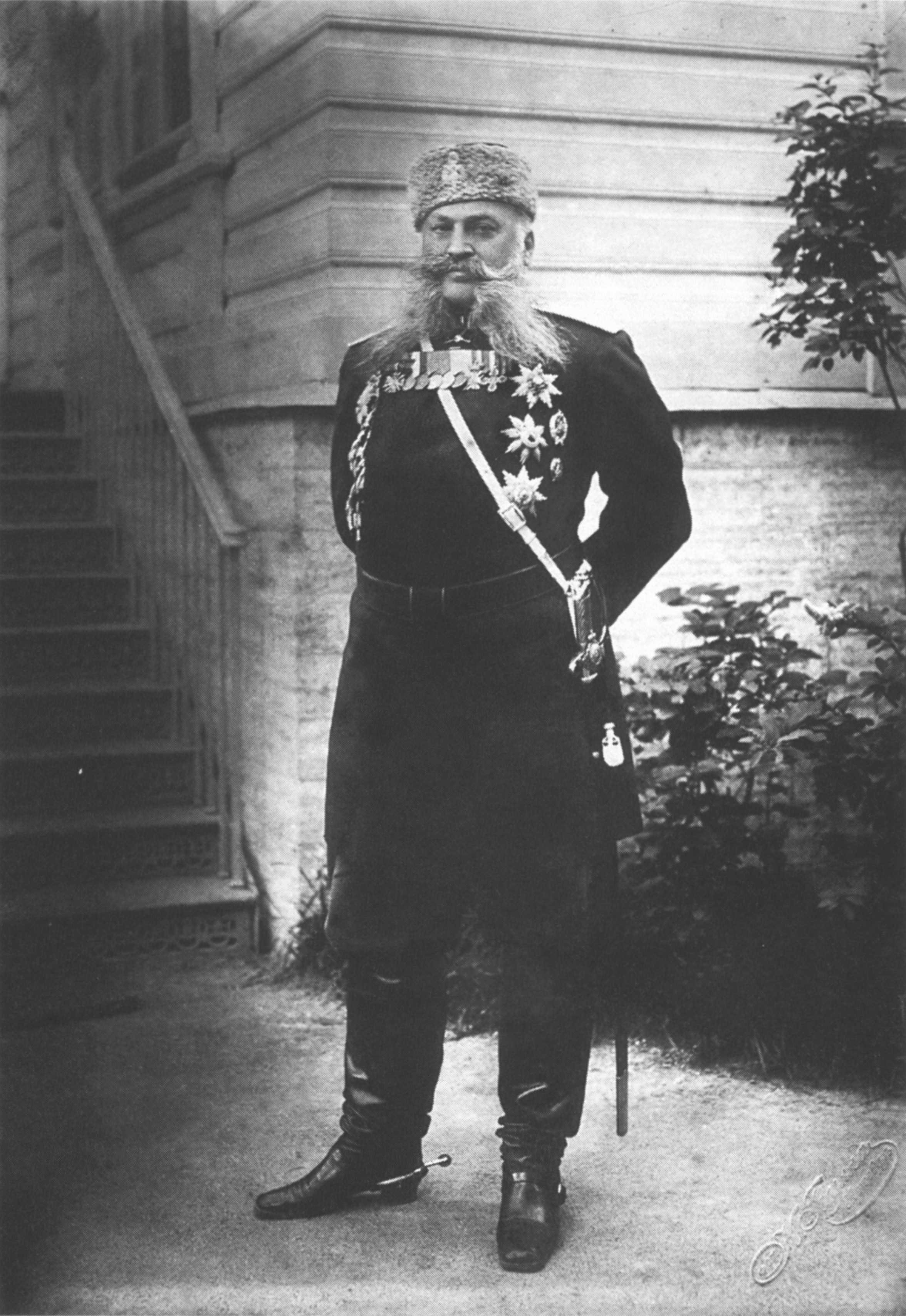
Київський генерал-губернатор Микола Клейгельс

Таким чином, обидва замахи, заплановані на 15 і 30 липня 1905 року, провалилися через відмову Аарона Шпайзмана кидати в Клейгельса бомбу. Савінков вважав, що Шпайзман відмовився, оскільки не міг примиритися з ризиком для Школьнік, в яку він був закоханий, однак у січні 1906 року Шпайзман і Школьник, вже відійшовши від «Бойової організації» і окремо від неї, вчинили замах на життя чернігівського губернатора Хвостова. Бомба Шпайзмана не вибухнула, бомбою Школьнік губернатора було поранено. Шпайзмана було засуджено до страти, а Школьнік — до 20 років каторги.

#### Пошуки провокатора«охранки»
Наприкінці 1905 року для ЦК партії есерів не було секретом, що у найвищому її керівництві є провокатор. На початку вересня Борис Савінков приїхав до Женеви, де говорив із (Михаїлом (Мойше) Гоцем)  про можливого провокатора. Невдовзі було проведено збори ЦК, де, крім Савінкова і Гоца, були присутні Татаров Микола Юрійович (Костров), Мінор Іосиф Зелікович, Чернов Віктор Михайлович, Микола Тютчев. На нараді Гоц наголосив на підозрілому моменті в біографії Татарова, а саме: невідоме походження великих грошей, на які він вів свої видавничі справи. Татаров стверджував, що надав йому земський діяч Чарнолуський. На пропозицію Гоца до Чарнолуського було надіслано представника партії, і останній у розмові з ним заперечував спонсорування Татарова. За Татаровим було встановлено спостереження і з'ясувалося, що він неправильно дав ЦК свою адресу у Женеві. Татарову було влаштовано формальний допит Чорновим та Савінковим. «Підсудний» не один раз плутався і був викритий у брехні. Вирішили «усунути Татарова від усіх партійних установ і комітетів, справу ж розслідування продовжувати». Татарова відпустили, до невдоволення ряду членів партії, які вважали, що він уже викритий.

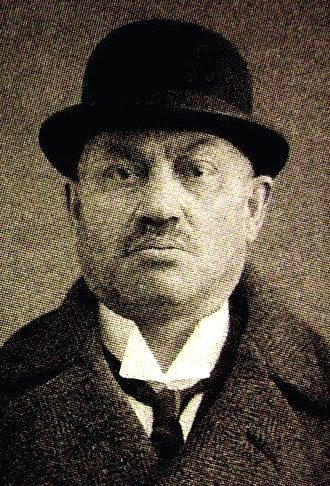
Євно Азеф

Татаров поїхав до Росії, звідки неодноразово писав своїм колишнім товаришам листи, запевняючи у своїй невинуватості, але його послання не подіяли. Коли за маніфестом 17 жовтня з Петропавлівської фортеці були звільнені есери Пінхас Рутенберг і Моісей Новомейський, вони дали нові свідчення, що викривали Татарова. Пінхас Рутенберг повідомив, що обставини його арешту дають можливість припускати, що його видав саме Татаров. Те саме заявив і Моісей Новомейський, який зазначив, що поліції була у всіх подробицях відома розмова, яка відбувалася між ним, Татаровим і Фріденсоном; і на слідстві його пред'являли для впізнання прихованій особі, яка фігурою нібито нагадувала Татарова. Татаров, у свою чергу, заявляв, що через свого родича, поліцейського пристава Семенова, з'ясував, що агент поліції у керівництві партії справді існує, але це не він. Як пізніше з'ясувалося, агентом був Євно Азеф. Есери Татарову не повірили і визнали його провину повністю доведеною, після чого Савінков запропонував ЦК організувати вбивство Татарова, потім отримав згоду. Згодом Савінков писав:
|  | …Я зробив це з двох причин. Я вважав, по-перше, що Татаров завдав шкоди бойовій організації та в її особі всьому терористичному руху Росії. Він вказав поліції Новомейського… Вказівка ця привела до арештів 17 березня. Йому було відомо про з'їзд бойової організації в Нижньому Новгороді влітку 1905 року. Після цього з'їзду почалося спостереження за Азефом, Якимовою та за мною. Спостереження це призвело до ліквідації справи барона Унтербергера та припинення замаху на Трепова. Таким чином, Татаров фактично припинив терор з весни 1905р. до жовтневого маніфесту… Я вважав, по-друге, що поширення чуток про голову бойової організації Азефа зачіпає честь партії, особливо честь кожного з членів БО. Захист цієї честі був моїм партійним боргом… |

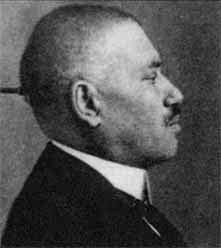
Євно Азеф

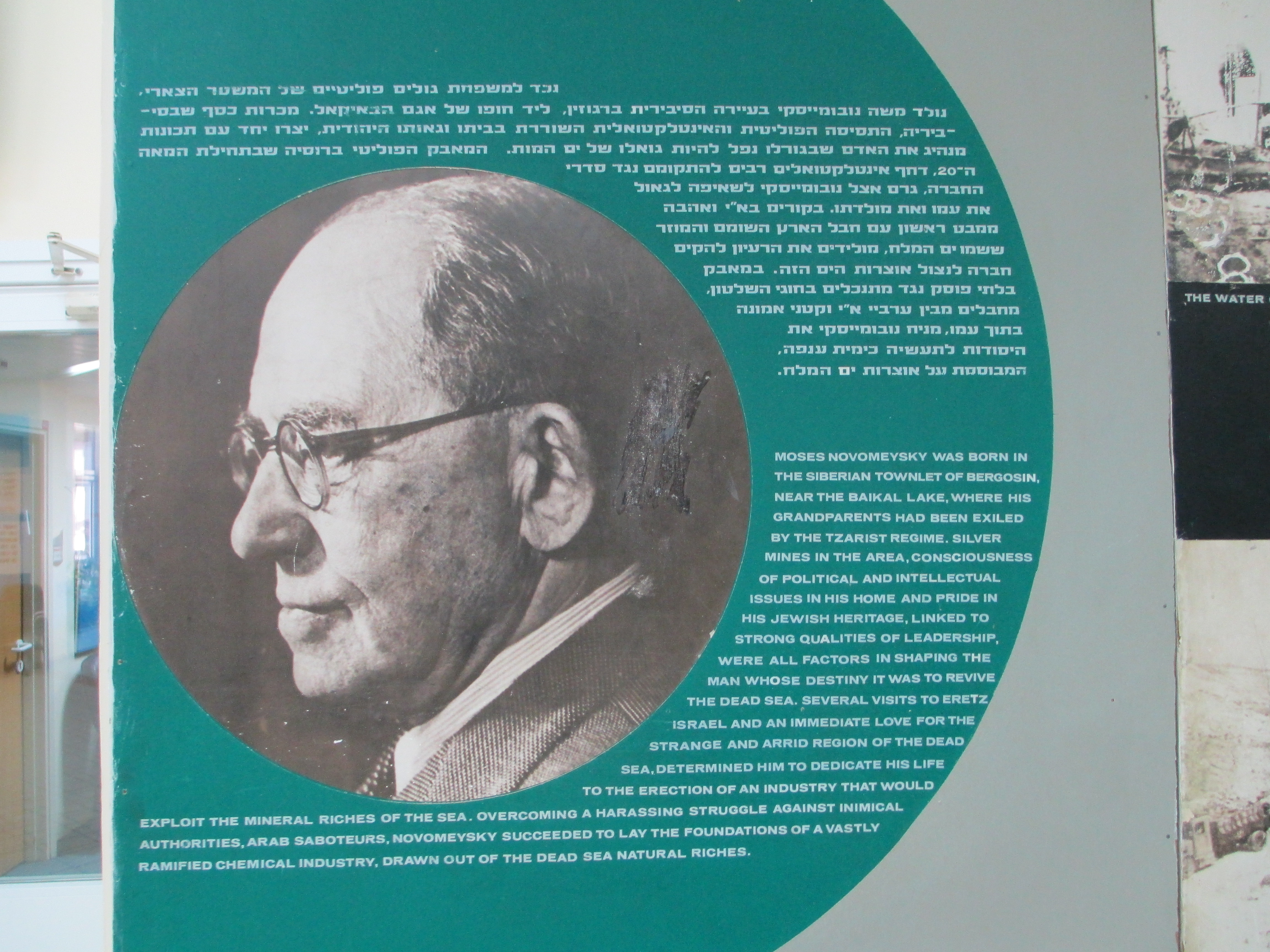
Моісей Абрамович Новомейський

4 квітня 1906 року вирок було виконано: Татаров був убитий у Варшаві на очах батьків, причому двома кулями була поранена його мати.

#### Рішення про зупинення діяльності та тимчасове припинення терору
Після маніфесту 17 жовтня 1905 року у партії есерів почали з'являтися думки, що партійна тактика не відповідає політичним реаліям і вимагає перегляду. «Бойова організація» була ослаблена після арештів та припинення дій на період пошуку провокатора. Незабаром у Женеві на квартирі у Мойше Гоца було проведено нараду за участю всіх членів ЦК (близько 30 осіб на той момент) та Бориса Савінкова щодо припинення терору. Переважна більшість на чолі з Черновим висловилася проти продовження терору та за припинення діяльності організації. Євно Азеф висловився за повне припинення терору та розпуск організації, його підтримав і Мойше Гоц. Борис Савінков виступив проти припинення терору:
|  | …Я доводив, що припинення терористичної боротьби буде грубою історичною помилкою, що не можна керуватися лише параграфом партійної програми, яка забороняє терор у конституційних країнах, але слід зважати і на особливості політичного становища країни. Я різко наполягав у продовженні діяльності бойової организации… |

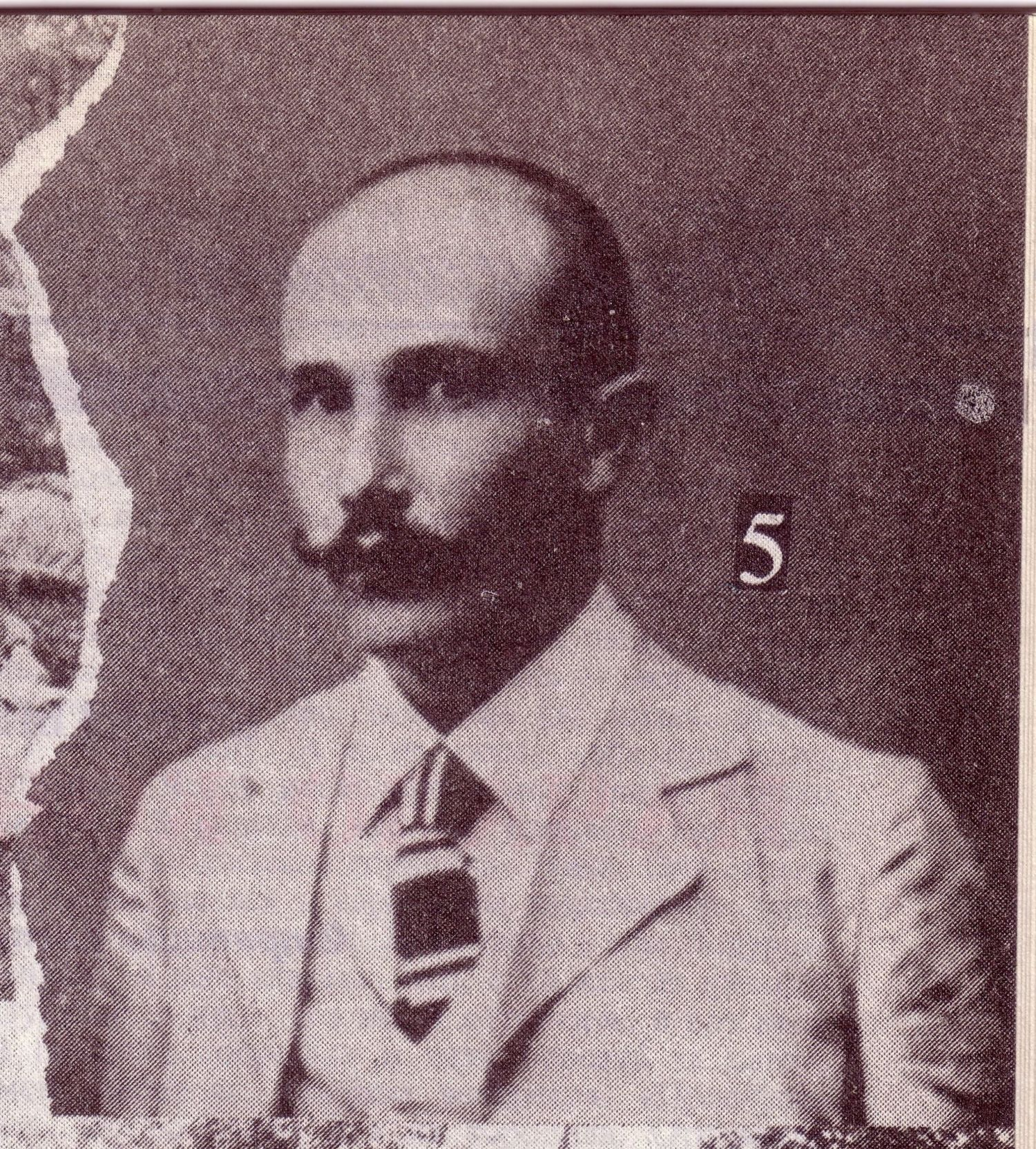
Борис Савінков

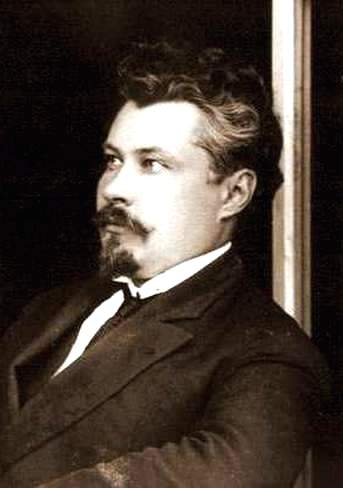
Віктор Чернов

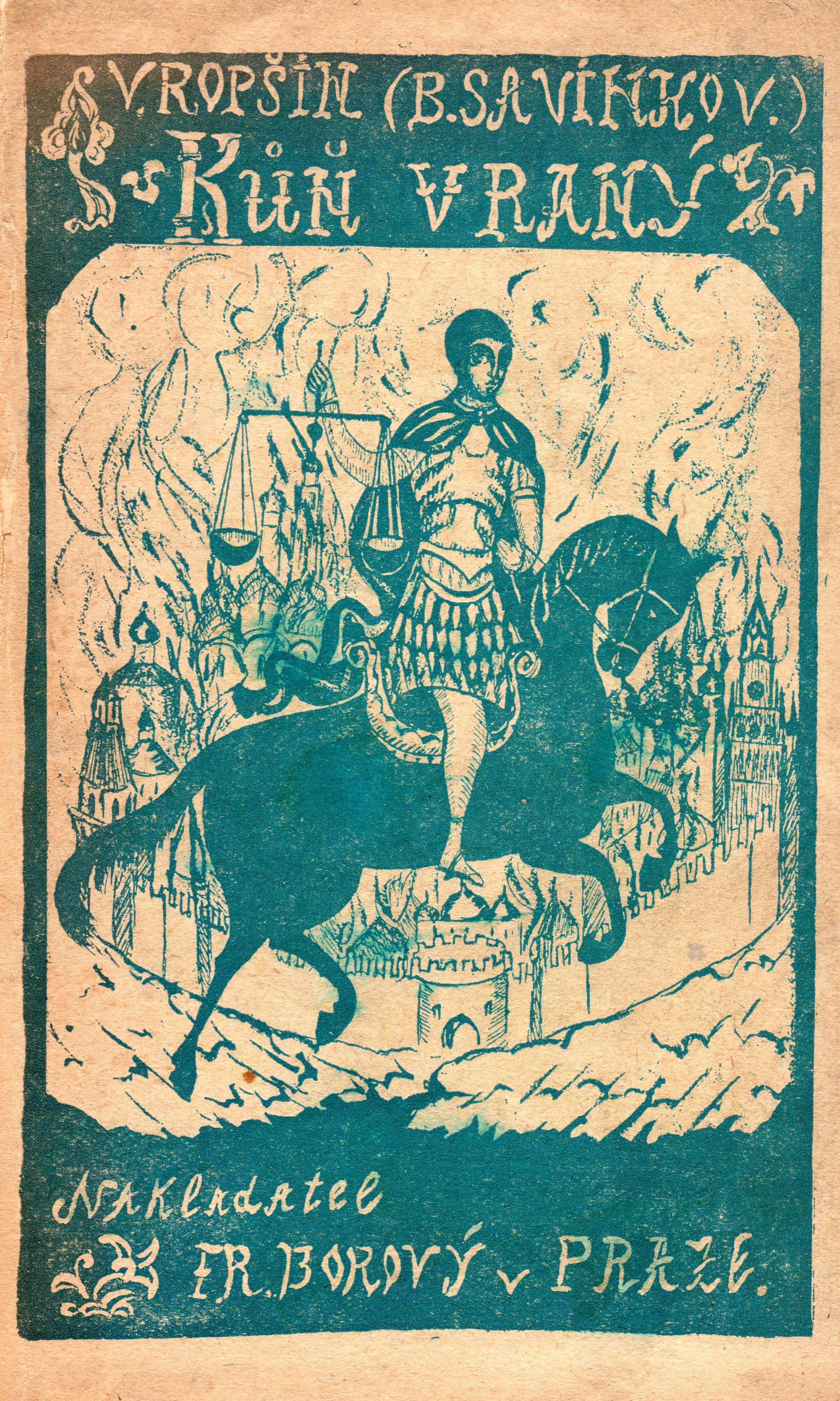
«Kůň vraný» («Кінь вороний» Бориса Савінкова), чеський переклад, 1924 р.

Тютчев же підтримав Савінкова лише частково, заявивши, що потрібно зробити виняток для Трепова, винуватця розстрілу 9 січня 1905 року. Після довгих суперечок його підтримав Азеф. Члени партії у листопаді 1905 року повернулися до Російської імперії та провели в Петербурзі вторинну нараду з цього питання. Члени ЦК Чернов, Потапов, Натансон, Ракитников і Аргунов висловилися за припинення терору, а також проти розпуску організації. Азеф знову висловився за розпуск організації, заявляючи, що таке формулювання питання неможливе:
|  | «Тримати під рушницею» неможливо. Це слова. Я беру на свою відповідальність: бойову організацію розпущено. Центральний комітет погодився з його думкою. Я вважав і вважаю це рішення центрального комітету помилкою. Опитані мною товариші-терористи трималися однієї думки зі мною. Але вибору не було. Нам доводилося або підкоритись центральному комітету, або йти на відкритий розрив зі своєю партією. Ми вибрали перше, як найменше з двох лих. Наша самостійна від партії діяльність була тоді неможлива: організація була слабка, власних коштів у нас не було і підтримки в суспільстві за оптимістичного настрою, що панував, ми чекати не могли… |

Савінков був засмучений рішенням партії, яка вирішила зрештою тимчасово призупинити терор, але не розпускати організацію, і згодом писав у своїх спогадах:
|  | …Отже, був пропущений єдиний сприятливий в історії терору момент. Замість того, щоб скористатися панікою уряду та посиленням престижу партії та спробувати відродити бойову організацію у всій її колишній силі, центральний комітет із теоретичних міркувань перешкодив розвитку терору. Члени бойової організації роз'їхалися провінцією, бойова організація розпалася. Були окремі люди, які брали участь в окремих терористичних актах, але не було єдиного цілого, сильного єдністю. Я маю обмовитися. У моїх очах вина цієї постанови в жодному разі не лежить на центральному комітеті. Центральний комітет сумлінно висловлював у цей момент погляди величезної більшості партії, і його, звісно, вина, якщо партія у рішучу хвилину виявилася не терористичною і недостатньо революційною… |

#### Підготовка повстань і арешти
Після фактичної ліквідації військової організації есерів було на вимогу Азефа створено «Особливий бойовий комітет». Метою його створення була підготовка збройних повстань. До складу комітету увійшли Азеф та Савінков. Савінкова було призначено головою петербурзького відділення комітету. Він намагався відмовитися від призначення, посилаючись на своє незнання офіцерського та солдатського середовища, але Азеф наполягав.
Коли в грудні 1905 року у Москві розпочалося Грудневе збройне повстання, Пінхас Рутенберг скликав нараду, де були присутні Азеф і Савинков. Рутенберг заявив, що у Петербурзі днями теж має статися повстання. Савінков сказав, що «Бойова організація» може взяти участь у повстанні за одним із трьох напрямків: вчинення терористичних актів проти високопоставлених осіб, участь у повстанні безпосередньо шляхом оволодіння містом або захист від вірних уряду військ виключно свого кварталу. При цьому Савінков не приховував своєї думки про те, що повстання в Петербурзі приречене на провал, оскільки робітники не підготовлені і не озброєні, а в місто стягнуті війська. Він, як і раніше, бачив необхідність підтримки повстання в Москві терором, але діяльність «Бойової організації» була припинена, і нікого з її складу, крім Савінкова, Азефа, Моїсеєнка та Брілліант, не було у місті. Моїсеєнко на той час намагався звільнити з психіатричної лікарні Дулєбова, Брілліант працювала в хімічній лабораторії, тому Азеф та Савінков особисто зайнялися підготовкою до можливих терактів.

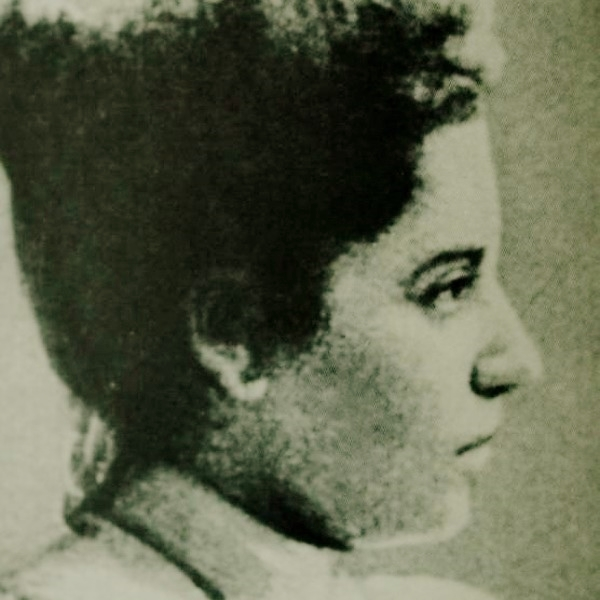
Дора Брілліант

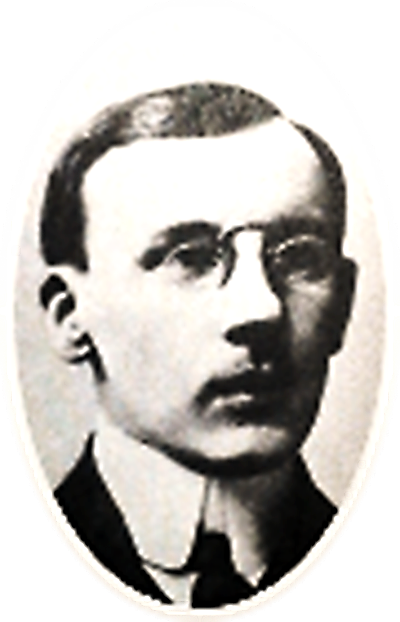
Борис Моїсеєнко

Савінков та Азеф організували передачу динаміту працівникам Миколаївської (Петербурзько-Московської) залізниці, які мали підірвати залізничний міст, перерізавши тим самим сполучення між Москвою та Петербургом. Група працівників на чолі з якимось Соболєвим дивом уникла арешту поліцією та відмовилася від цих планів. Інші теракти, запропоновані Савінковим, — диверсії на електричних, телефонних та освітлювальних проводах, вибух охоронного відділення, захоплення будинку Вітте — були неможливими, оскільки багато хто з цих об'єктів добре охоронялися. Савінков, як він згодом писав у своїх спогадах, відчував за собою спостереження. У грудні 1905 року Азеф поїхав до Москви, залишивши Савінкова за головного. Савінков організував дві лабораторії з виробництва динаміту. Обидві майстерні було ліквідовано поліцією практично одразу ж, а їх працівники, затримані на місці виготовлення вибухівки, віддані під суд. Серед них була і Дора Брілліант, яка померла у Петропавлівській фортеці 1907 року. Інші заарештовані були засуджені до заслання і каторжних робіт на різні терміни.

#### Повернення до терору
Після придушення Московського повстання у партії було порушено питання про відтворення «Бойової організації». Головною причиною цього було те, що уряд знову став на шлях збереження та зміцнення існуючого порядку, придушення революційних сил. Було скликано з'їзд партії, що проходив наприкінці грудня 1905 — початку січня 1906 в готелі «Туристен» в місті Іматра в Південній Фінляндії. На з'їзді було обрано новий склад ЦК, куди увійшли Чернов, Ракитніков, Азеф, Аргунов, Крафт, Сльотов і Савінков. ЦК провів засідання у вузькому колі, на якому було вирішено відновити центральний та місцевий терор. Члени партії Аненський, М'якотін та Пешехонов запропонували направити роботу організації на підтримку збройного повстання, але їхні ідеї не знайшли підтримки, і після цього всі троє вийшли з партії. Негайно після з'їзду Азеф та Савінков вдалися до відтворення «Бойової організації». Базою для терористичного руху стала Фінляндія, яка мала значну автономію та право не видавати злочинців Російської імперії. Підтримку «Бойової організації» стали надавати члени партії активного опору: вони переховували у себе терористів, постачали їх зброєю та вибухівкою. Дізнавшись про відтворення організації, до Фінляндії приїхали майже всі її члени, зокрема Борис Моїсеєнко, Борис Вноровський-Міщенко, брат Азефа Володимир, брат Михайла Гоца Абрам, Володимир Зензінов та інші.
Центральний комітет ухвалив рішення про проведення терористичних актів щодо міністра внутрішніх справ Російської імперії Петра Дурново та московського генерал-губернатора Федора Дубасова. У той же час Зензінов поїхав до Севастополя, сподіваючись організувати замах на адмірала Чухніна, який придушив повстання на крейсері «Очаків». Планувалися також замахи на генерала Міна, який наказав стріляти по повсталих у Москві грудні 1905 року, і ряд інших відповідальних це офіцерів Семенівського полку.

#### Замах на Дубасова
Дубасов проживав у тому самому губернаторському будинку, де колись жив великий князь Сергій Олександрович, на Тверській площі. Слідкували за Дубасовим Борис Вноровський, якийсь Шиллєров і Михайло Соколов на прізвисько «Ведмідь». Як з'ясувалося, губернатор їздив із конвоєм із кінних драгунів, рідше — з одним лише ад'ютантом. Коли Савінков приїхав до Москви, Соколов заявив, що колишні методи «Бойової організації» зжили себе і що він залишає її. Згодом Соколов створив особливу партію есерів-максималістів, брав участь у організації вибуху будинку Столипіна на Аптекарському острові та експропріації у Ліхтарному провулку та був повішений за це 2 грудня 1906.
Савінков поїхав у Теріокі (нині Зєлєногорськ), де взяв бомби для акції, і повернувся до Москви. 2 та 3 березня 1906 року були проведені перші спроби замахів на Дубасова. Коли Дубасов поїхав до Петербурга, Вноровський і Шиллєров чекали його повернення двома вулицями (Домниківській і Каланчевській), що йшли від Миколаївського вокзалу, якими губернатор мав з високою ймовірністю повертатися додому. В обох випадках це не вдалося. 24-26 березня і 29 березня було здійснено ще чотири спроби замахів, які також закінчилися невдачею. Савінков вирішив, що поліція стежить за їхньою групою, і наказав тимчасово виїхати з Москви. Савінков приїхав у Гельсінгфорс і зустрівся там із Азефом. Азеф поставився до його слів з недовірою і наказав йому повернути групу до Москви, що було зроблено на початку квітня.

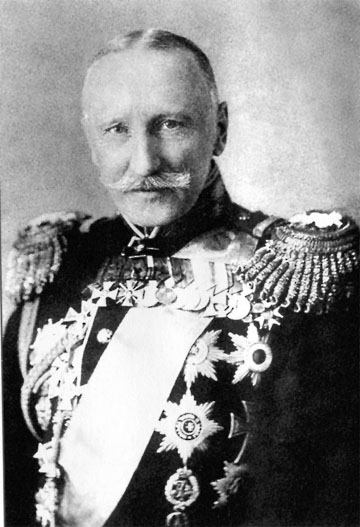
Федір Дубасов

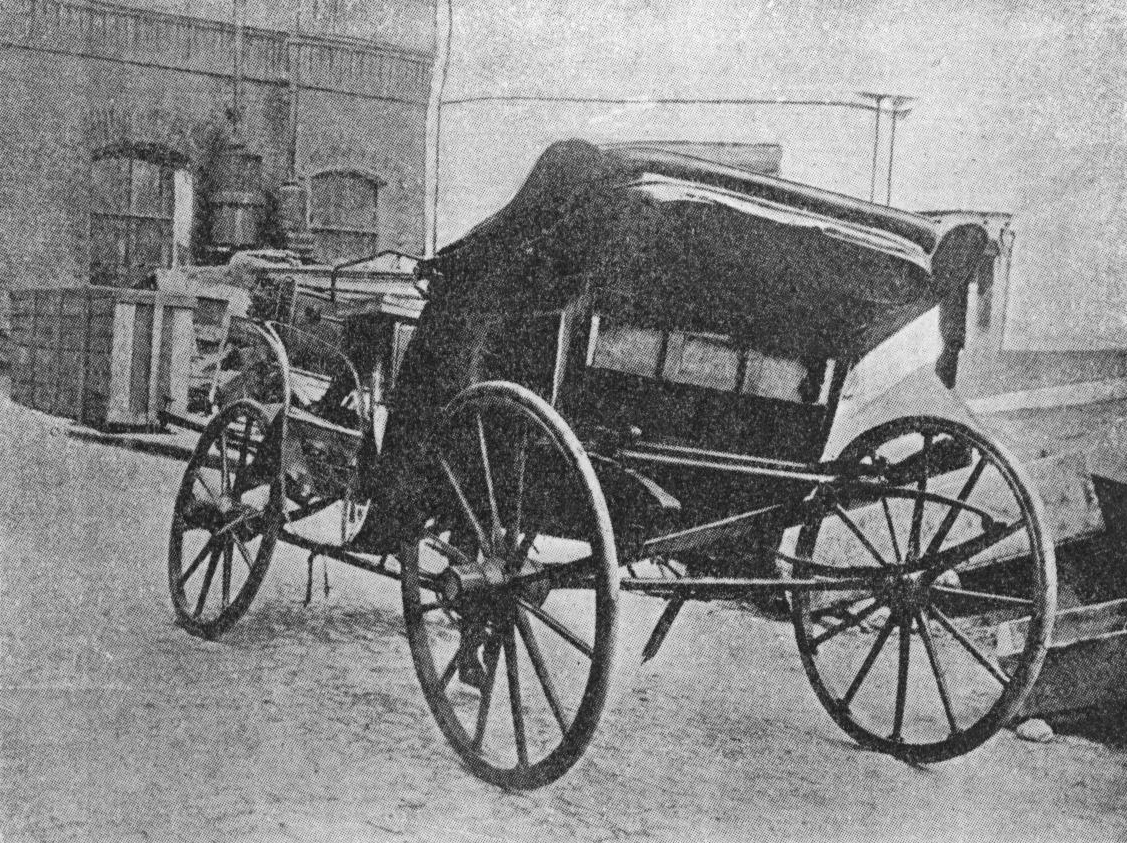
Карета Дубасова після замаху

15 квітня 1906 року член організації Беневська під час невдалого поводження із вибуховим пристроєм, що призвело до вибуху, сильно постраждала і була затримана співробітниками поліції. Згодом її було засуджено до 10 років каторги. Шиллєров, який жив разом із Беневською, не повернувся на квартиру і тим самим уникнув арешту. Незабаром був заарештований Моїсеєнко і адміністративним порядком висланий до Сибіру.
Незважаючи на арешти, було ухвалено рішення про продовження операції. 20 та 21 квітня були скоєні нові спроби замахів та знову невдалі. 23 квітня до Москви приїхав Азеф, який наказав провести замах того ж дня. Дубасов мав бути присутнім на богослужінні у Кремлі. Після повернення з нього планувалося кинути бомбу в Дубасова. Дубасов виїхав через Троїцьку браму і поїхав до свого будинку через Чернишівський провулок. Під час проїзду вулицею Тверською терорист Борис Вноровський-Міщенко кинув бомбу в екіпаж Дубасова. Від вибуху загинули сам Вноровський та один із охоронців Дубасова — граф Коновніцин. Поранення отримали кучер Птіцин і сам Дубасов.

#### Підготовка інших замахів
Замах на Петра Дурново було визнано складнішим завданням, ніж замах на Дубасова, тому основні сили були зосереджені Санкт-Петербурзі. В обох випадках було вирішено застосувати зовнішнє спостереження. З метою конспірації петербурзька група була поділена на дві частини, які не знали про існування одна одної. Теракт потрібно було зробити до відкриття Державної Думи. Абрам Гоц запропонував два варіанти: або підірвати будинок Дурново, або поїзд, яким він їздив до царя. При цьому виникли дві основні проблеми: по-перше, не вистачало вибухівки, а для обох варіантів могло знадобитися кілька пудів динаміту, по-друге, при вибуху будинку Дурново міг залишитися живим (як і сталося зі Столипіним під час вибуху його дачі у квітні 1906). Крім того, не було відомо, яким точно поїздом їздить міністр, і був великий ризик підірвати звичайний пасажирський поїзд. Азеф запропонував свою особисту участь у замаху, але Савінков та Гоц утримали його від цього. Незважаючи на всі зусилля, видобути потрібну кількість вибухівки їм не вдалося, і теракт було скасовано.

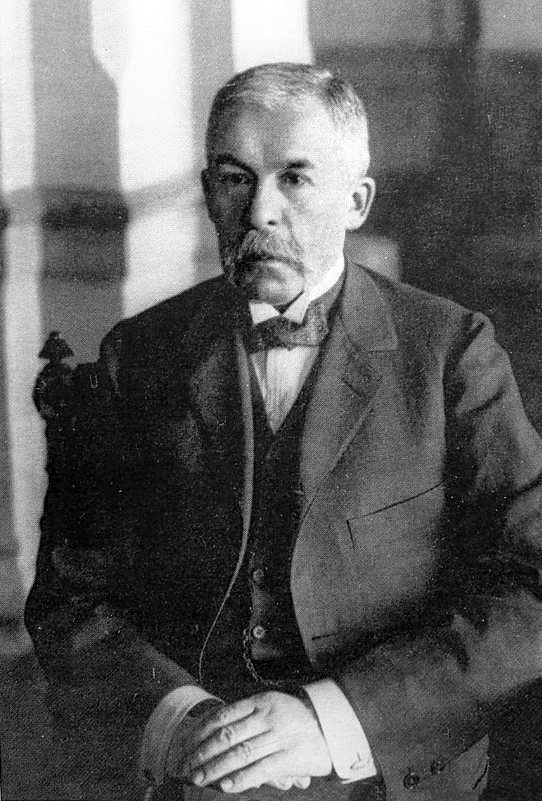
Міністр внутрішніх справ Дурново

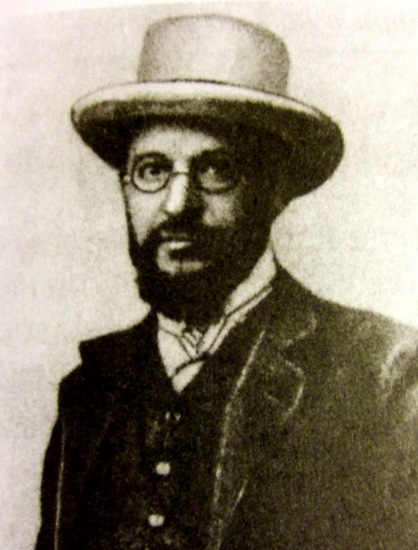
Абрам Гоц (1882—1940) — член БО і брат Михаіла Гоца

У той самий час есери Казані перейшли до актів терору проти представників царської влади: 25 вересня 1906 року вони кинули дві бомби під карету віце-губернатора Д. Д. Кобеко. Виконавцем цього замаху був Тимофій Ніколаєв-Хурі, який очолював всю Поволзьку бойову організацію есерів. Однією з найпомітніших акцій Хурі став напад та звільнення політичних ув'язнених із Казанської в'язниці з нагоди Великодня 1907 року. Крім того, особисто ним чи під його керівництвом у 1906—1907 роках проводилися акти експропріації із державних магазинів, а також пограбування пошти поблизу Казані.

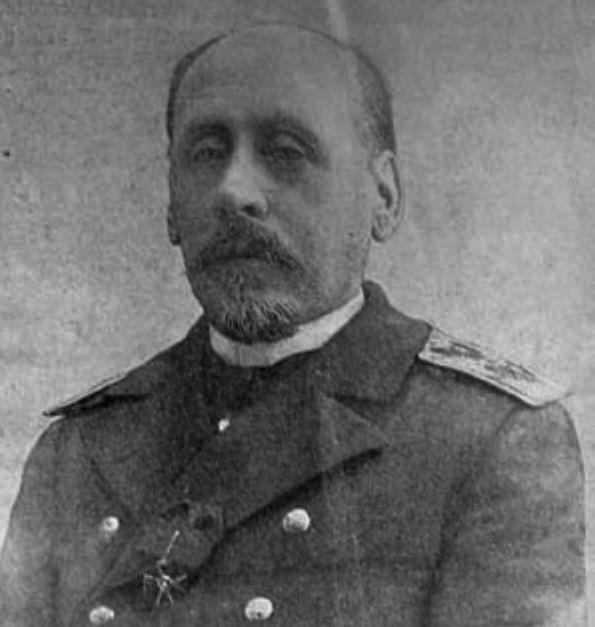
Командувач Чорноморським флотом віце-адмірал Григорій Чухнін

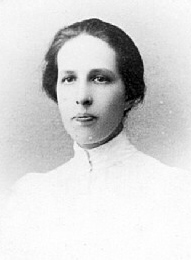
Катерина Ізмайлович (1881—1906)

Паралельно з замахами на Дубасова та Дурново готувалися також замахи на Чухніна та Міна, а також завідувача політичного розшуку Рачковського разом зі священиком Гапоном та полковником Ріманом, причетного до придушення грудневого повстання в Москві. Але жодного з цих замахів не було здійснено руками членів «Бойової організації». 22 січня 1906 року есерка, але не член «Бойової організації» Катерина Ізмайлович, стріляла в Чухніна, але лише поранила його, і була на місці, без суду та слідства, розстріляна матросами. Згодом, 29 червня 1906 року Чухніна застрелив матрос Акімов, який після скоєння вбивства втік.

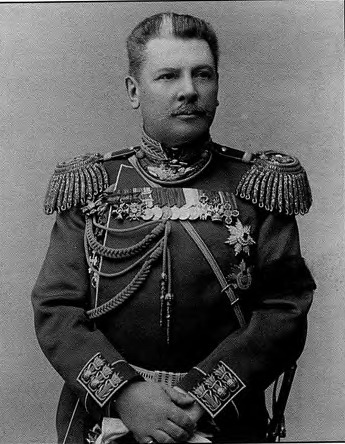
Генерал-майор Георгій Мін

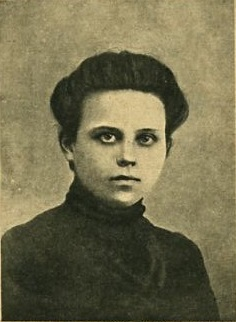
Зінаїда Конопляннікова (1878—1906)

Замахові на Рімана запобігла поліція, а Мін був убитий у серпні 1906 Зінаїдою Коноплянниковою. Рутенберг, який дізнався про зраду Гапона, мав про це розмову з Азефом і Савінковим, після чого було ухвалено рішення про ліквідацію колишнього священника. Рутенберг скоїв вбивство Гапона разом із кількома спільниками, членами своєї бойової дружини, зокрема з Олександром Дикгоф-Деренталем, на дачі в Озерках. Бойовики вважали, що виконують вирок ЦК партії, але ЦК партії відмовився це визнати. Згодом Рутенберг намагався переконати ЦК у тому, що вбивство було скоєно з відома та схвалення Азефа, і просив визнати вбивство «партійним», але отримав відмову. Рачковський, якого мали вбити разом із Гапоном, не приїхав на зустріч і залишився живим.

#### Арешт Бориса Савінкова. Суд і втеча
На початку травня 1906 року Савінков виїхав із Гельсингфорса до Харкова з метою організації вбивства адмірала Чухніна. Крім нього, у групу скоєння вбивства увійшли також есери Шиллєров, Двойніков, Назаров і Калашников. Після обговорення деталей плану члени групи виїхали до Севастополя. 12 травня туди прибув і Савінков, а 14 травня у центрі Севастополя два члени партії соціалістів-революціонерів Макаров і Фролов вчинили замах на вбивство генерал-лейтенанта В. С. Неплюєва, кинувши йому під ноги бомбу. Внаслідок вибуху загинули Фролов і ще шестеро випадкових перехожих. Як писав Савінков, рада партії незадовго до цього ухвалила рішення про припинення терору, але Фролов і Макаров явно діяли за дорученням чи з відома севастопольського відділення партії. Поліція влаштувала масові облави, внаслідок чого того ж дня були заарештовані Назаров та Двойніков. За кілька днів був заарештований і Савінков, а 20 травня на Фінляндському вокзалі в Санкт-Петербурзі було затримано Калашникова.
Всім заарештованим було пред'явлено звинувачення в організації вбивства Неплюєва та приналежності до таємного товариства, яке має у своєму розпорядженні вибухові речовини. Суд був призначений на 18 травня 1906 року, однак, коли була встановлена особа неповнолітнього Макарова, суд був відкладений до того моменту, коли вищі інстанції вирішать питання про ступінь можливого покарання.
До Севастополя прибули мати, дружина і шурин Савінкова, а також його товариш по гімназії присяжний повірений Земель і присяжний повірений В. А. Жданов, які допомагали йому в організації захисту на суді. У цей же час до Севастополя прибув член «Бойової організації» Зільберберг, який вирішив на свій ризик організувати втечу заарештованих у справі про вбивство Неплюєва. Грошову допомогу Зільбербергу надав Азеф, який намагався протягом довгого часу відмовити його. Савінков дізнався про підготовку втечі і зав'язав знайомства зі співчутливими революціонерами, солдатами 50-го Білостоцького полку, які несли вартову службу з охорони в'язнів. Савінкову вдалося домовитися з одним із них, причому той не зажадав від нього жодних грошей, а лише попросив допомогти виїхати за кордон, але незабаром охорона була змінена на солдатів 57-го Литовського полку. За допомогою підкупленого жандарма всі заарештовані влаштували нараду в камері Назарова, і, коли зайшло питання про те, хто бігтиме, якщо буде можливість бігти лише одному, всі одноголосно висловилися, що бігти має Савінков.
Тим часом начальник департаменту поліції Максиміліан Трусевич намагався домогтися переведення Савінкова до Петропавлівської фортеці. Друге засідання суду, призначене на 26 травня, також не відбулося. Савінков намагався зробити три втечі, призначені йому Зільбербергом, але з різних причин вони провалилися. Проте в ніч з 15 на 16 липня 1906 року він утік. Суд, який відбувся згодом, погрожував Савінкову смертною карою, не виніс смертний вирок жодному з заарештованих. Калашников отримав 7 років каторги, Назаров та Двойніков — по 4, неповнолітній Макаров — 12 років в'язниці. Згодом, влітку 1907 року, Макаров утік із в'язниці і скоїв убивство начальника петербурзької в'язниці Іванова, внаслідок чого у вересні того року був повішений.
26 липня 1906 року Савінков був таємно вивезений до румунського міста Сулина на кораблі.

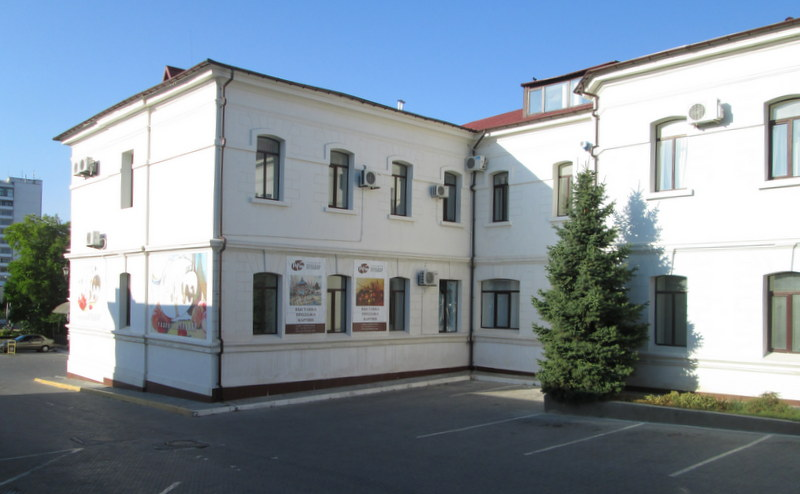
Севастопольська в'язниця

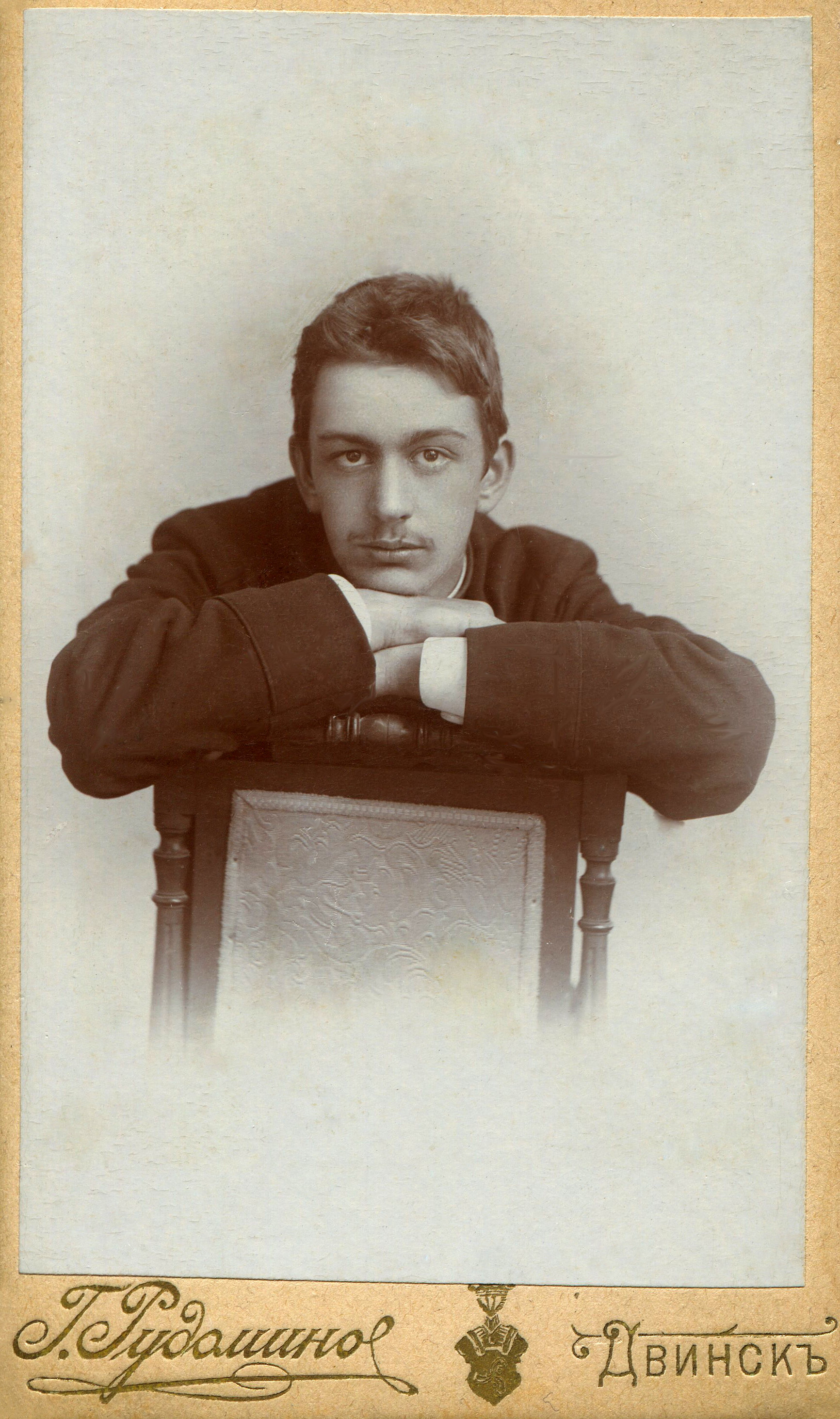
Борис Миколайович Нікітенко — онук адмірала Ніконова

Михайло Шишмарьов

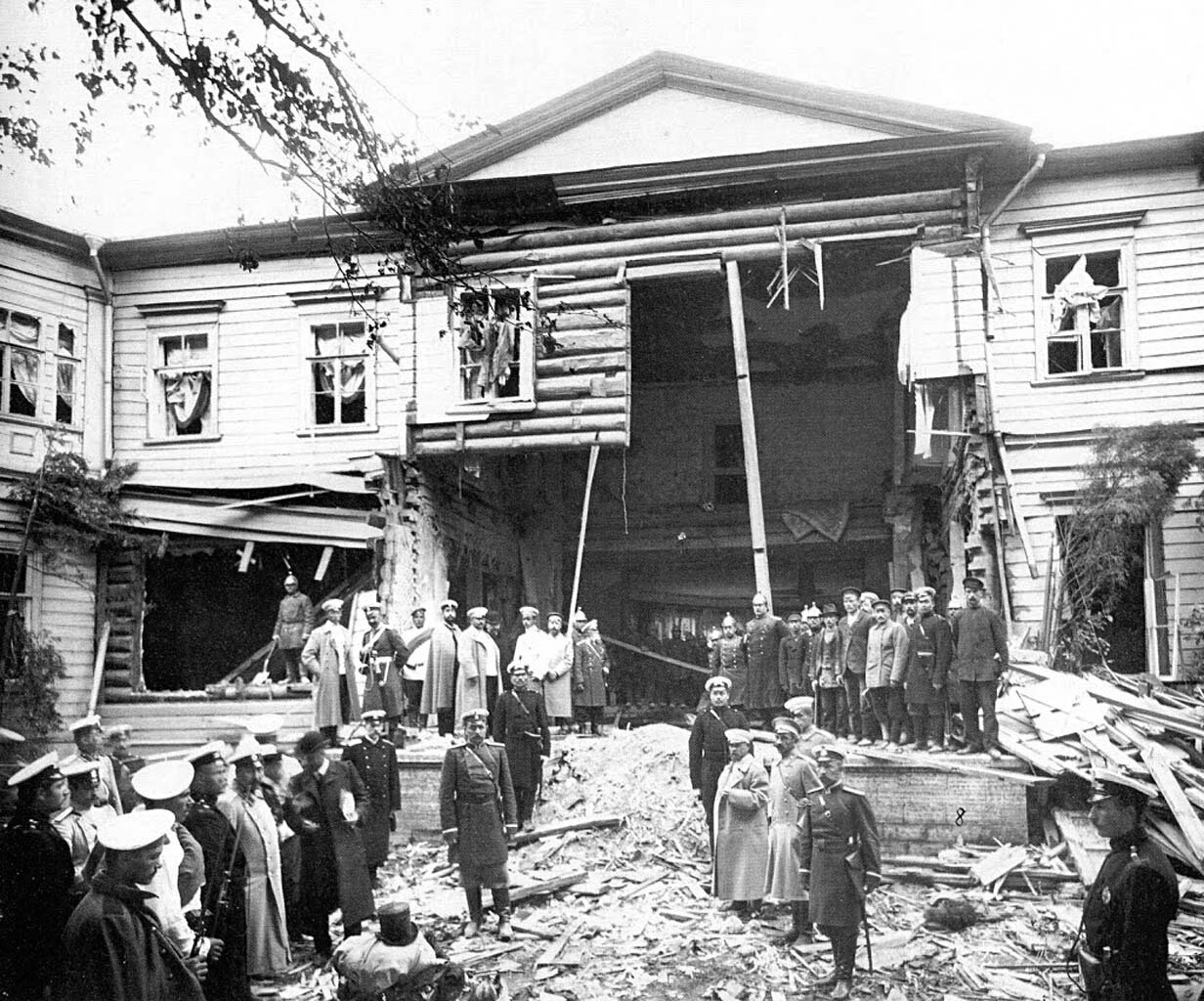
Дача Столипіна на Аптекарському острові після замаху.

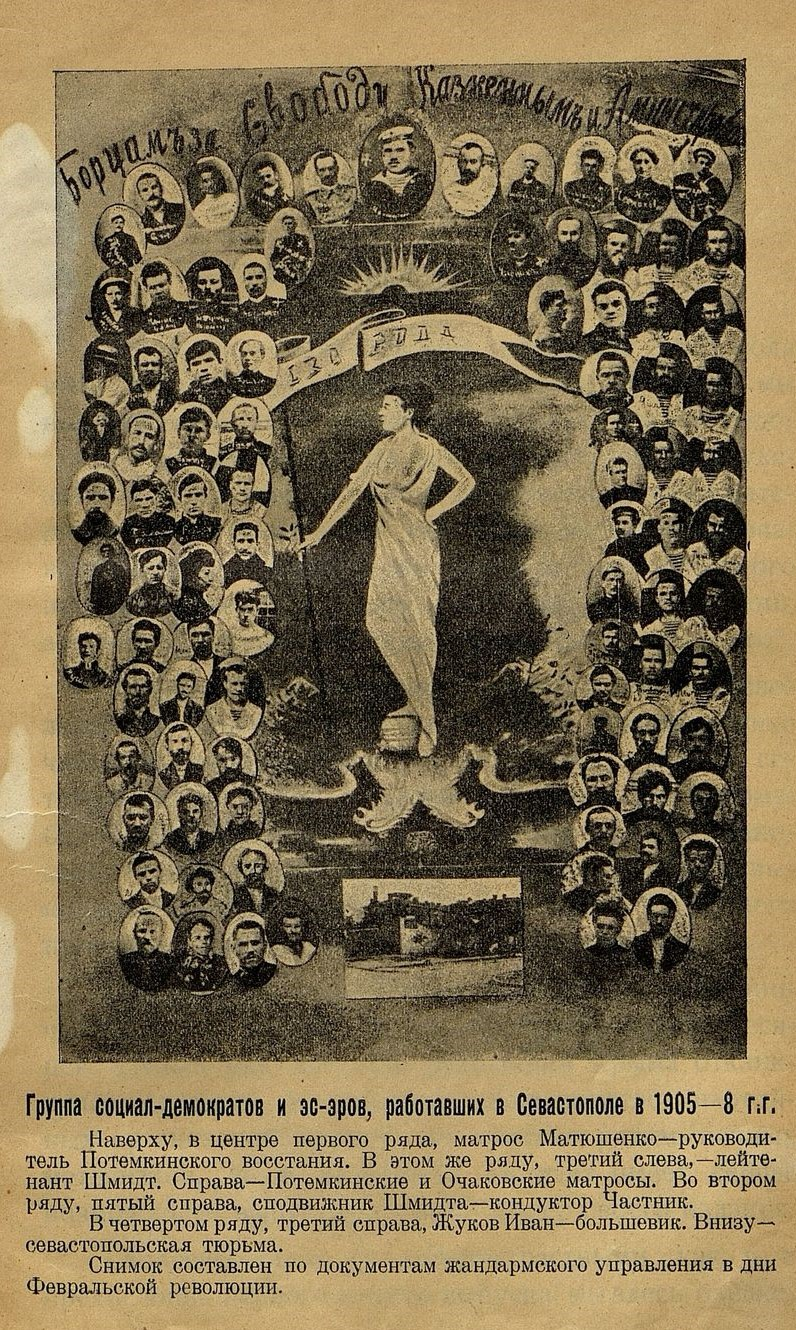
Революціонери Севастополя (1905—1907)

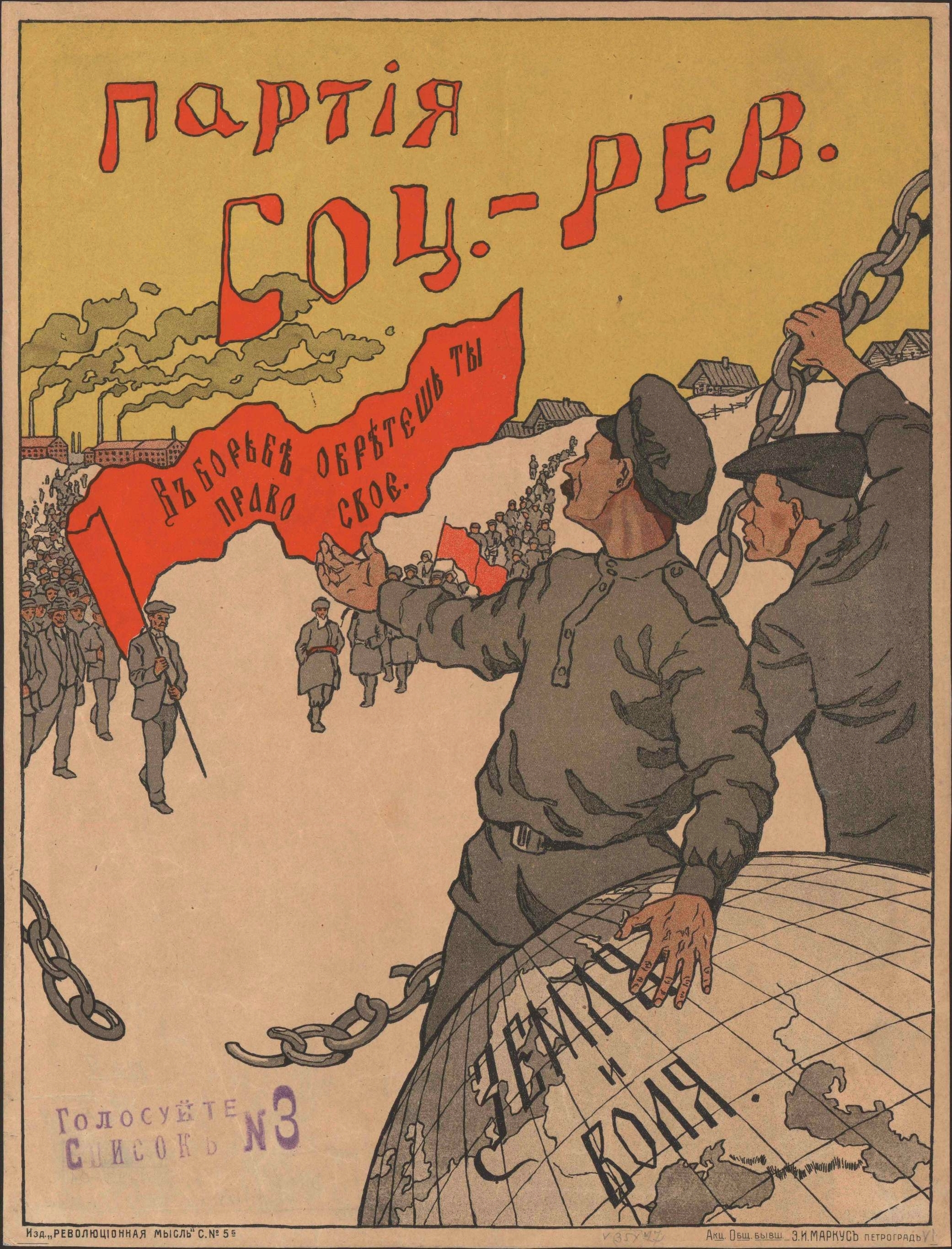
Агітація партії с.-р.

|  | Наприкінці червня у нас у коридорі, всупереч звичайній забороні, опинився на годиннику єврей, член єврейського Бунда. За посередництвом вже згаданого мною Ізраїля Кона мені вдалося, через мою дружину, влаштувати Зільбербергу побачення з цим, що відразу погодилося нам допомогти вартовим. Зільберберг на побаченні просив його вказати, хто з батальйону взявся б безпосередньо брати участь у втечі. У відповідь незабаром відбулося, з ініціативи тієї самої вартового, нарада Зільберберга з кількома товаришами-солдатами. На цю нараду з'явився і 6-ї роти 57-го Литовського полку, що вільновизначається, член Сімферопольського комітету ПСР Василь Митрофанович Сулятицький, який уже закінчував термін своєї служби. Сулятицький категорично заявив, що особисто береться за мою втечу і нікому цієї справи не поступиться. Зільберберг відразу ж оцінив його пропозицію і погодився. З того часу мої стосунки із Зільбербергом та Сулятицьким, які підтримувалися через мою дружину, набули характеру певних приготувань до втечі. 30 червня Сулятицький вперше прийшов до нас на гауптвахту. Він прийшов разом з вартовим-розводящим внутрішніх постів. Розводящий — безпосередній начальник над вартовими. Тільки він призначає на посаду, тільки він із поста і знімає. Нічих інших наказів вартові виконувати не мають права. Вранці, після перевірки двері моєї камери відчинилися, і я побачив перед собою дуже високого, білявого солдата з блакитними очима, що сміялися. — Здрастуйте, я від Миколи Івановича, — сказав він мені, подаючи записку від Зільберберга. Він присів до мене на ліжко і сказав, що вночі передбачається моя втеча і що він, Сулятицький, виведе мене з в'язниці. Він спитав, чи я готовий зі свого боку. На жаль, вже вдень стало ясно, що втеча навряд чи можлива. Караульний начальник несподівано наказав повертати йому ключ від дверей нашого коридору щоразу після необхідності. До цього наказ ключ зберігався у караульного унтер-офіцера, і той, хто робив розвод, міг користуватися ним за бажанням. Сулятицький негайно дав знати Зільбербергу про те, що сталося, і передав йому зліпок із дверного замку. По цьому зліпку відразу ж приготований на волі ключ і надвечір переданий на гауптвахту. Але ключ не підійшов до замку, і думки про втечу тієї ночі довелося залишити. 3 липня Сулятицький знову прийшов із варти. Цього разу, за угодою із Зільбербергом, він зробив спробу звільнити всю гауптвахту. Він приніс із собою повний підсумок цукерок, змішаних із сонними порошками. Він мав уночі пригостити цими цукерками офіцерів та вартових і, коли ті заснуть, відчинити двері всіх камер. Сонні порошки були рекомендовані та дозовані партійним лікарем. І Зільберберг, і Сулятицький, обидва не медики, поклалися на його знання та досвід. Вночі, о першій годині, Сулятицький почав роздавати цукерки. Він був упевнений, що вони для здоров'я нешкідливі, але ними викликається довгий і міцний сон. Зі своєї камери я чув, як він пригощав вартових. — Хочеш, земляче, цукерку? — Покірно дякуємо, — стукнули в коридорі залізні двері. Я зрозумів, що Сулятицький пішов. Настала мовчанка. Я почав чекати, коли солдати заснуть. За кілька хвилин я почув, що вартові розмовляють між собою: "Яка гірка канхвета... Та як же пани його жруть. Тьху!.." Потім знову настала мовчанка. Я не спав усю ніч, але й вартові не спали. Жоден із них не заснув, як жоден не захворів якось серйозно. Порошки виявилися морфієм. За чотири дні, 7 липня, Сулятицький зробив ще спробу. Він знову прийшов розводити в наш коридор. Щоразу, щоб бути призначеним на гауптвахту, йому доводилося в таборі напувати фельдфебеля горілкою, вигадувати всілякі приводи. Було незрозуміло, чому він віддає перевагу важкій і відповідальній службі у в'язниці легшим заняттям, на які він, як вільний, мав право. Тому дорогий був кожен день, і кожна невдача зменшувала надію. Цієї останньої перед втечею спроби нам знову завадила випадковість. Вартовий начальник підпоручник Коротков, несподівано і не пояснюючи причин, не затвердив Сулятицького розводящим. Він призначив його вартовим біля зовнішньої стіни гауптвахти. На цій посаді Сулятицький, звичайно, не міг надати мені жодної допомоги. Втеча відкладалася знову. Становище, здавалося, змінилося безповоротно. Були всі підстави думати, як і наступні спроби закінчаться невдачею. Віра Глібовна мені повідомила, що Зільберберг почав досліджувати цивільну в'язницю. Він вирішив, що звідти легше тікати і запропонував мені подати прохання про мій перевод. Я негайно подав прохання до штабу фортеці, мотивуючи його відсутністю на гауптвахті прогулянок. У проханні мені було відмовлено. Тим часом Сулятицький зник. Згодом виявилося, що він цими днями був у Сімферополі, де стояв його полк. Він з'явився до командира полку, полковника Черепахіна-Іващенка і розповів йому, як його Коротков зняв з посади розводящого. Він заявив, що в цьому розпорядженні Короткова видно ясно образливу для нього, Сулятицького, недовіру. Пославшись на свою бездоганну службу в полку, він просив захистити його від образ його військової честі. Полковник Черепахін обіцяв йому захист. Тільки тоді Сулятицький повернувся назад до Севастополя і, побачившись із Зільбербергом, 15 липня з'явився знову на гауптвахту розводящим і знову в зміну підпоручника Короткова. Але вже не могло бути й мови про пост біля зовнішньої стіни. Ми домовилися бігти в третю зміну, між одним і трьома годинами ночі. Зільберберг, як і в попередні дні, залишив біля гауптвахти свою власну варту, приготував у місті місце, де я міг би ховатися, і сам чекав нас усю ніч. Але всю третю зміну Коротков не лягав. Ми ризикували зустріти його у коридорі. Тікати не довелося. О третій годині змінилися вартові. На варту вступила перша зміна, і майже відразу ж я почув, як відчиняються мої двері. Увійшов Сулятицький, як завжди дуже спокійний. Двері залишалися відчиненими. Біля порога стояв вартовий. До цієї хвилини я розмовляв з Двойніковим і іноді, проходячи повз, зупинявся біля дверей Назарова і розмовляв з ним. Вартові звикли до цих нічних розмов і заздалегідь попереджали, коли Коротков з'являвся в коридорі. Двойнікову і Назарову було відомо, що моя втеча має відбутися цієї ночі, Макаров не знав про це. Двойніков довго відмовляв мене. "Як втечеш? Звідси неможливо тікати. Скінчиться тим, що вас застрелять. Краще залиште це. Як пройти повз вартових?!..." Я заперечував йому, що нічого втрачати мені. Назаров казав інше: "Ну, біжи... Тільки дивись - розпорять тебе багнетом. А втечеш - кланяйся там, на волі..." Коли Сулятицький увійшов до мене, я вже втратив надію на втечу цієї ночі і збирався лягти спати. Він, як завжди, присів у мене на ліжку. — То біжимо? - запитав він, закурюючи цигарку. Я сказав йому те, що говорив Двойнікову, що мені втрачати нічого. Але я додав також, що якщо мені нічого втрачати, то він, Сулятицький, ризикує життям, і я просив його ще раз подумати за це, перш ніж зважитися на втечу. Він усміхнувся: — Знаю. Спробуймо... Він передав мені револьвер. Я спитав його: — Що ви думаєте робити, якщо нас зупинять солдати? — Солдати? Так, якщо мене караул дізнається? — У солдатів не стріляти. — Отже, назад до себе в камеру? Він усміхнувся знову. — Ні, навіщо до камери? — А що ж? — Якщо зустрінеться офіцер - в офіцера стріляти, якщо затримає солдатів, тоді... ну, тоді, ви розумієте, треба стріляти в себе. Я погодився з ним. Ми помовчали. — Чи є у вас чоботи? — раптом спитав він. Я не мав високих солдатських чобіт. Я сказав йому про це. Тоді він відкрив одну із сусідніх з моєю камер. Там утримувався заарештований солдат прикордонної варти. Він спав, і Сулятицький узяв чоботи, що стояли на підлозі, і на очах у варти передав їх мені. Я одягнувся, перекинув через плече рушник, і ми пішли довгим коридором до дверей умивальною. Зазвичай, як я вже казав, на цьому шляху стояло троє вартових. Цієї ночі Сулятицький переконав Короткова зняти одного. Він казав, що досить і двох, що солдати втомилися від тривалих змін. Коротков погодився, і один вартовий був негайно знятий. Проходячи зі мною повз двох інших, Сулятицький недбало сказав: — Митися йде... Каже, хворий... За інструкцією, я вмивався не раніше 5 години ранку і завжди під наглядом жандарма і так званого "вивідного" солдата. Незважаючи на це, напівсонні вартові, безпосередньо підпорядковані Сулятицькому, не побачили нічого дивного в тому, що я виходжу з камери вночі з розводящим. Ми дійшли до залізних дверей наприкінці коридору. Сулятицький сказав вартовому: — Спиш, ворона? Вартовий стрепенувся. — Спатимеш потім. Відкрий. Вартовий відчинив двері. Я пройшов до умивальника і почав митися. Праворуч і ліворуч стояли солдати. В окремій кімнаті, з незачиненими дверима, міцно, в одежі та чоботях, спав жандарм. Я вмивався, а Сулятицький, замкнувши за нами двері на ключ, пройшов у кордегардію подивитися, чи все спокійно. Повернувшись, він провів мене повз вартових у комору. Там, у темряві, я зрізав вуса, накинув заздалегідь сорочку і одягнув кашкет, підсумок і пояс. Вийшов я з комори вже солдатом. На очах тих же вартових я пройшов слідом за Сулятицьким у кордегардію. Частина солдатів спала. Частина, знявши лампу з гачка і поставивши її на нари, зібралася в гурток і слухала читання. На наші кроки дехто обернувся, але ніхто не впізнав мене у темряві. Ми вийшли у сіни. Двері до кімнати чергових офіцерів були відчинені. Біля столу, освітленого лампою, сидів спиною до нас черговий. Коротков лежав на дивані і, мабуть, спав. Біля фронту на вулиці нас помітив фронтовий вартовий. Він глянув на наші погони і одвернувся. Загорнувши за ріг гауптвахти, ми пішли до міста. По стінах біліли в тумані сорочки зовнішніх постів. У вузькому кам'яному провулку нас зустрів поставлений Зільбербергом вартовий, колишній матрос Федір Босенко. Він тримав у руках кошик із одягом і запропонував нам зараз же перевдягнутися. Ми відмовились. Вже могла бути гонитва. Не можна було гаяти ні хвилини. Я скинув підсумок, і Сулятицький сунув мені руку, на випадок патруля, відпускний квиток на ім'я солдата того ж Литовського полку. Згодом ми не пошкодували, що залишилися в солдатській формі і не втрачали часу на переодягання. Втеча була виявлена хвилин за п'ять, і Коротков негайно вислав переслідування і зробив обшук на квартирі моєї дружини. Майже бігом ми спустилися до міста. Світло, і вдалині на нашому шляху, через вулицю, білів ряд солдатських сорочок. Не було сумніву, що назустріч іде патруль. Бігти не було куди, ззаду була гауптвахта. Але підійшовши близько, ми побачили, що помилилися. Щойно відкрився натовп, і матроси в білих сорочках купували провізію. Вони не звернули на нас уваги, і за десять хвилин ми були на квартирі робітника N. У нього на нас чекав Зільберберг. Ми переодяглися і разом із Зільбербергом та Босенком вирушили на квартиру останнього, він не мав роботи і жив у сирому та темному підвалі. Не можна було думати, що поліція шукатиме мене в нього. Я був на волі. Зільберберг, ініціатор і керівник моєї втечі, втратив свою звичайну холоднокровність. Він радісно обіймав Сулятицького та мене. Але перед ними стояло тепер інше, не менш важке завдання, - влаштувати нашу втечу за кордон. Уся поліція міста була на вухах. По вулицях та за містом ходили вартові жандарми та кінні об'їзники, так звані "ескадронці". Потрібно було пройти крізь їхню мережу. Сулятицький теж був щасливим. Я повинен сказати, що мені нечасто доводилося спостерігати таку спокійну мужність, яку він виявив цієї ночі. Я вже не кажу про його самовідданість: я був йому незнайомою й чужою людиною. Тоді ж, на квартирі Босенка, ми написали наступне, надрукувавши у великій кількості екземплярів повідомлення: "У ніч на 16 липня, за постановою бойової організації партії соціалістів-революціонерів і за сприяння солдата 57-го Литовського полку В.М.Сулятицького звільнений з-під варти член партії соціалістів-революціонерів Борис Вікторович Савінков, який перебував на головній кріпосній гауптвахті. 16 липня 1906 р." Того ж дня ввечері, коли стемніло, ми у фабричних сорочках та картузах вийшли з квартири Босенка. Нас було п'ятеро: Зільберберг, Сулятицький, Босенко, я та наш провідник, студент інституту цивільних інженерів Йосип Сеппі. Останній мав вказати нам дорогу через гори та степ до хутора німецького колоніста Карла Івановича Штальберга, де заздалегідь нам був приготовлений притулок. Іти було далеко, бо ми йшли кружним шляхом. Босенко, Зільберберг і Сеппі, здавалося, не відчували втоми, але Сулятицькому і мені, після безсонної ночі, важко було пройти 40 верст, Сеппі нас квапив. Він хотів ще вночі добратися до хутора. Ми всі були озброєні, але, на щастя, не зустріли поліції на дорозі. Хутір Штальберга лежав у вузькій і замкнутій з усіх боків пагорбах долині. На одному з цих пагорбів ми влаштували постійний наглядовий пункт за дорогою до Севастополя. Старший син господаря, хлопчик років 14, виконував обов'язки вартового і цілими днями проводив на своєму посту. Ніч ми також розділили на зміни, і зазвичай Зільберберг зі Штальбергом чатували на інших. Спали ми, з обережності, не вдома, а далеко в горах просто неба. Увечері Зільберберг вибирав десь спокійне місце, розстилав простирадла, клав величезну, одну на всіх, ковдру, і ми засинали, оточені розкладеною на траві зброєю і з вартовим на пагорбі... Якби навіть рота солдатів оточила хутір, то й тоді ми мали б час піти та сховатися у далеких гірських печерах. Ті десять днів, які ми провели на хуторі, залишилися одним із найкращих спогадів мого життя. Штальберг мав численну родину, і ми скоро потоваришували з його маленькими дітьми. Діти розуміли, в чому річ, і кожен із них намагався бути нам чимось корисним. Часто вони допомагали своєму старшому братові стежити за дорогою до Севастополя. З їхньою охороною ми відчували себе у безпеці. Хазяїн хутора Карл Іванович Штальберг був чоловік років 40 з лишком, із засмаглим сільським обличчям та з мозолистими руками селянина. Ми часто сиділи з ним на пагорбі, звідки відкривався далекий вид на амфітеатр невисоких гір. Він розповідав мені про своє життя і чому він став у 40 років революціонером. Це було життя, повне праці, поневірянь та скорботи. Його дружина та своячка ділили з ним важкі турботи його невеликого господарства. Якось він сказав мені: — Знаєте, я вирішив зовсім піти у революцію. — Тобто лишити хутір? — Так, залишити хутір та перейти на нелегальне становище. — Діти? — Діти проживуть і без мене. Я доводив йому, що рішення неправильне, що без потреби немає потреби переходити на нелегальне становище, що він може бути корисним і на хуторі, даючи притулок, готуючи бомби, ховаючи зброю, словом, роблячи те, що він уже багато разів робив. Але Штальберг не погоджувався зі мною. — Ви їдете за кордон, — сказав він мені, - візьміть мене з собою. Я хочу познайомитися з Брешковською та Гоцем, а потім поїду на Волгу до селян. Штальберг надав мені послугу: він, ризикуючи собою, приховав мене у своїй хаті. Я не вважав себе вправі відмовити йому в його проханні. Я обіцяв, що він поїде за кордон. Зільберберг часто пішки з хутора ходив до Севастополя. До нас доходили чутки, що поліція посилено шукає у місті та в околицях, на пристанях, вокзалах та на сусідніх з містом станціях. Занадто багато солдатів, жандармів та детективів знали мене в обличчя. Ми вирішили тому їхати не залізницею, а морем, до Румунії. Тому Зільберберг мав багато клопоту. Для переїзду через Чорне море він розраховував на одного знайомого йому контрабандиста. Контрабандист цей не брався особисто на своєму вітрильному човні відвезти нас до Констанци. Він пропонував почекати, поки прийде з Туреччини кочерма (двощогла шхуна) турецьких його товаришів. Але час минав, кочерма не приходила, контрабандист запевняв, що їй заважають зустрічні вітри, і ми продовжували марно ховатися в горах. Зільберберг сердився. Він вважав, що на його відповідальності лежить безпека Сулятицького та моя і боявся за нас. Я намагався відвернути його увагу від приготувань до від'їзду. Я питав його про першу Думу, про партію, про бойову організацію та про припинення терору. Попри свій звичайний спокій, він обурювався: "Сьогодні припиняють терор, завтра його відновлюють. Ось тепер розігнали Думу – це можна було передбачити, – і ти побачиш, знову відновлять терор. Чи може організація працювати за таких умов?" Я нічого не міг йому заперечити. Коли Зільберберг йшов у місто, а Штальберг працював по господарству, я залишався вдвох із Сулятицьким. Цей юнак, який мене врятував від смерті, все більше привертав мою увагу. У кожному його слові прозирала спокійна впевненість у своїх силах, і кожне своє рішення він виносив лише після довгого роздуму. Я вже бачив його мужність та рішучість. Я переконувався тепер у твердості та продуманості його переконань. Він був перш за все терорист і, як Каляєв, бачив у терорі вищу форму революційної боротьби та найвище виконання революційного обов'язку. Через три дні після моєї втечі він звернувся до мене з такими словами: — Я ж не знав, що Ніколай Іванович і ви — члени бойової організації. — А тепер знаєте? — Так, знаю і радий цьому... Я хотів вам сказати: хочу працювати в терорі. Я переконував його відмовитись від цієї думки. Він здавався мені, незважаючи на молодість років, прекрасним типом терориста, але, можливо, вперше я не знаходив у собі сили погодитися на таку пропозицію: я знав, що воно означає для нього швидку смерть. Він слухав мене, посміхаючись: — Це вирішено: я все одно буду у терорі. Я мав замовкнути. Зільберберг вирішив більше не чекати на кочерму. 25 липня він повернувся з Севастополя зі звісткою, що цілком споряджений човен(бот), під державним прапором нас чекатиме вночі в морі, біля гирла річки Качі. Бот цей узяв для прогулянки з севастопольської біологічної станції відставний лейтенант флоту, який тоді не перебував ще в жодній революційній організації Борис Миколайович Нікітенко. Увечері 25-го ми вийшли п'ятьох - Зільберберг, Штальберг, Сулятицький, Басенко і я - з хутора, і на світанку, під зливою, були біля гирла Качі. На морі біля самого обрію яскраво горіли вогні ескадри, що цієї ночі випадково для практичних стрільб прийшла сюди. Лівіше вогнів, сажнях за 30-40 від берега, сіріло під сіткою дощу ледь помітне вітрило. Прикордонної варти не було видно. З моря віяв свіжий вітер. Зільберберг не вмів плавати. З бота був кинутий рятувальний пояс, і він поплив на ньому. Я плив, тримаючись за канат. Канат тонув під моєю вагою, і хвилі били через мою голову. Коли я схопився за поручні бота, я відчув, що не маю більше сил. Чиїсь руки підняли мене на борт. Бот був маленький, напівпалубний, але міцний. Команда складалася з Б.М.Нікітенко та двох матросів: Босенка та студента Петербурзького технологічного інституту Михайла Михайловича Шишмарьова. Пасажирами були Сулятицький, Зільберберг Штальберг і я. О п'ятій ранку, 26 липня, ми знялися з якоря вийшли в море. Ми пройшли майже під носом крайнього броненосця ескадри і бачили, як вахтовий офіцер розглядав нас у бінокль. Опівдні вже ледве виднілася Яйла, а ввечері ми помітили далекий димок з боку Севастополя. У бінокль ми впізнали міноносець. Здавалося, він ішов просто на нас. Ми довго стежили за ним, поки нарешті він не повернув кермо і не став помітно від нас віддалятися. Нікітенко взяв курс на Констанцу. Нікітенко був такого ж високого зросту, як Сулятицький. Він мав відкрите й енергійне засмагле обличчя і сміливі карі очі. Він вийшов у відставку після страти лейтенанта Шмідта. Участь у моїх втечах була першою великою революційною справою його. За небагатьма його словами я зрозумів, що і він, як і Сулятицький, готує себе на бойову роботу. Ми йшли, і вітер свіжів, іноді досягаючи сили справжнього шторму. Ми, четверо пасажирів, звичайно, нічим корисні бути не могли, і вся робота цілком лежала на команді. Але Нікітенко чудово знав свою справу і ледве тримаючись від втоми на ногах, спокійно і точно вів бот на Констанцу. У ніч на 27 вітер досяг небувалої сили. Здавалося, що бот не витримає і його накриє хвилею. Нікітенко заявив, що не може тримати більше курс на Констанцу і запропонував йти за вітром у Сулін, маленький порт на румунському березі, в самому гирлі Дунаю. Ми знали, що в Сулині нам можуть зустрітися труднощі, що з Констанци, де є залізниця на Бухарест, нам легше непомітно виїхати, ніж із Сулини, де пароплав Дунаєм відходить не кожної доби. Ми просили Нікітенка йти на Констанцу, але він відмовився, не ручаючись за безпеку. Ми пішли на Сулину. Пізно ввечері, 28-го, ми побачили нарешті маяки Сулини і обережно, між мілин, увійшли до гавані. З'явився румунський чиновник, записав ім'я бота ("Олександр Ковалевський") і дозволив нам вийти на берег за водою та провіантом. Ми, пасажири, зійшли з бота, сподіваючись уранці виїхати до Галацу. Нікітенко з командою вдосвіта пішов знову в море, назад до Севастополя. Виявилося, що пароплав на Галац відходить лише через день. Доводилося залишитися у Сулині. Вранці прийшов поліцейський комісар і спитав у нас паспорти. Закордонний паспорт був лише в мене одного, в інших товаришів паспорти були фальшиві, придатні Росії, але не закордоном. Відібравши документи, комісар заявив, що не може впустити нас у межі Румунії, бо паспорти не мають румунської візи. Він також висловив здивування, чому ми не шукаємо захисту у російського консула. Ми боялися за долю команди та Нікітенка. Консул, зрозумівши, що ми емігранти, міг телеграфувати до Севастополя, і тоді на товаришів чекав би негайний арешт. Тому ми вирішили прийти до консула. Ми сказали йому, що вийшли на морську прогулянку з Севастополя до Феодосії, що штормом нас занесло до берегів Румунії, що ми не хочемо їхати морем назад і просимо лише про одне, дозволити нам повернутися в Росію через Галац та Ясси. Після цієї розмови мені повернули мій паспорт, і я під наглядом румунських агентів виїхав до Бухареста до 3.К. Арборе-Ралі визволяти товаришів, що залишилися в Сулині. Арборе-Раллі взяв у нас найжвавішу участь. Викладач російської мови у наслідного принца румунського, він мав велику вагу в Бухаресті. Він телеграфував негайно до Суліна, з проханням звільнити його заарештованих племінників. В іншому випадку він погрожував звернутися зі скаргою до короля. У відповідь Зільберберг, Сулятицький і Штальберг, під охороною румунської поліції, були доставлені до Бухареста. Ми зібралися всі четверо у Ралі. Вперше ми знаходились у повній безпеці. Старий Ралі, його дружина, син та дочки прийняли нас не лише як товаришів, а й як друзів, майже як рідних. Вдячність до цієї родини назавжди збережеться у моїй пам'яті. Залишалася одна дрібна проблема: у нас не було паспортів, а на угорському кордоні необхідно їх представляти. Старша дочка Ралі, Катерина, познайомила нас із румунським соціалістом Константинеску, він допоміг нам нелегально переправитися до Угорщини. Підкуплений угорський жандарм зробив вигляд, що нас не помічає. В Угорщині ми попрощалися зі Штальбергом, він один поїхав до Женеви, ми ж троє хотіли заїхати в Гейдельберг до Гоца. Я побоювався, що моя втеча позначиться на долі Двойнікова та Назарова. Тож із Базеля я написав генералу Неплюєву наступний лист: "Його превосходительству генерал-лейтенанту Неплюєву. Милостивий государю! Як вам відомо, 14 травня я був заарештований у м. Севастополі - за підозрою в замаху на ваше життя - і до 15 липня утримувався разом з Двойниковим, Назаровим і Макаровим на головній кріпосній гауптвахті, звідки, за постановою бойової організації партії соціалістів-революціонерів і за сприяння вільнослужбовця 57-го Литовського полку В.М.Сулятицького в ніч на 16 липня - втік. Підтвердити вам те, що неодноразово було мною заявлено під час перебування мого під вартою, а саме, що я, маючи честь належати до партії соціалістів-революціонерів і цілком поділяючи її програму, проте ніякого відношення до замаху на ваше життя не мав, не маю і моральної відповідальності за загибель ні в чому не винних людей; і за притягнення до терористичної діяльності малолітнього Макарова відповідальність прийняти на себе не можу. Також до зазначеного замаху непричетні Двойніков та Назаров. Таке саме повідомлення одночасно посилається мною ген. М. Кардиналовському та копії з нього колишнім моїм захисникам, прис. пов. Жданову та Малянтовичу. З повною повагою, Борис Савінков. Базель 6 (19) VIII, 1906 р." На початку жовтня відбувся в Севастополі суд над Двойніковим, Назаровим, Макаровим та Калашниковим, перевезеним вже після моєї втечі з Петербурга до Севастополя. Двойнікова, Калашникова і Назарова виправдали за звинуваченням у замаху життя генерала Неплюєва, але визнали винними у приналежності до таємної спільноти, яка має у своєму розпорядженні вибухові речовини. Всі троє були позбавлені всіх прав стану та засуджені: Калашников — до 7, Двойніков та Назаров — до 4 років каторжних робіт. Макаров, як малолітній, був ув'язнений на 12 років. Він утримувався у севастопольській цивільній в'язниці, звідки 15 червня 1907 р. утік. Він був повішений у вересні того ж року за вбивство начальника петербурзької в'язниці Іванова... |

Савінков приїхав до Німеччини, де зустрівся із Михаілом Гоцем. Гоц висловив своє незадоволення діями «Бойової організації», члени якої, порушуючи постанову ЦК про призупинення терору, поїхали до Севастополя готувати теракт проти Чухніна. Савінков виправдовувався, що про постанову йому повідомлено було лише у тюрмі. Разом з тим Гоц повідомив Савінкову про вибух на Аптекарському острові, влаштованому членами організації есерів-максималістів, які відмежувалися від основної організації. ЦК партії, у свою чергу, оголосив про свою непричетність до організації теракту проти Столипіна та його родини. Савінков згодом писав, що особисто він і Гоц загалом підтримували дії максималістів, але їх «бентежила моральна сторона питання — загибель невинних людей». Це була остання зустріч Савінкова з Гоцем — 8 вересня 1906 останній помер.
Після того, як у липні 1906 року була розпущена Державна Дума, ЦК ухвалив рішення про відновлення терору. «Бойова організація» зазнала суттєвих втрат: з квітня до серпня було заарештовано близько десяти її членів. Крім Савінкова і Азефа, до організації входили ще 16 чоловік. Слабкість організації стала предметом критики із боку низки членів партії есерів, зокрема високого рангу. Азеф і Савінков поставили на ЦК питання про довіру до них, довіра була їм виражена, і основними напрямками роботи БО стали організація замахів на петербурзького градоначальника фон дер Лауніца та прем'єр-міністра Російської імперії Столипіна.
Приблизно водночас із каторги втік Григорій Гершуні, перший керівник «Бойової організації». Він знову увійшов до складу ЦК партії разом із Азефом очолив терор. Від замаху на Столипіна невдовзі довелося відмовитися, оскільки той зробив дуже серйозні заходи щодо забезпечення власної безпеки…

#### Вбивство Владіміра фон дер Лауніца
Новою метою терористів було обрано градоначальника Санкт-Петербурга Владіміра Федоровича фон дер Лауніца, який активно протидіяв революційним організаціям і підтримував монархістів. Спочатку замах планувався на основі колишньої тактики, але незабаром учасники спостереження за градоначальником самі помітили стеження. Проте підготовка не була згорнута, і 21 грудня 1906 року есер з Тамбова Євген Кудрявцев убив фон дер Лауніца в клініці нашкірних хвороб, на відкритті якої був присутній градоначальник. Коли Лауніц зі своєю свитою спускався сходами, Кудрявцев зробив у нього три постріли — градоначальник помер на місці. Охорона Лауніца накинулася на вбивцю, який не припинив стрілянину. Згодом при розтині було встановлено, що Кудрявцеву було завдано сім рубаних поранень шашкою та три вогнепальні, тіло його було сильно понівечено, і одразу впізнати його не змогли.

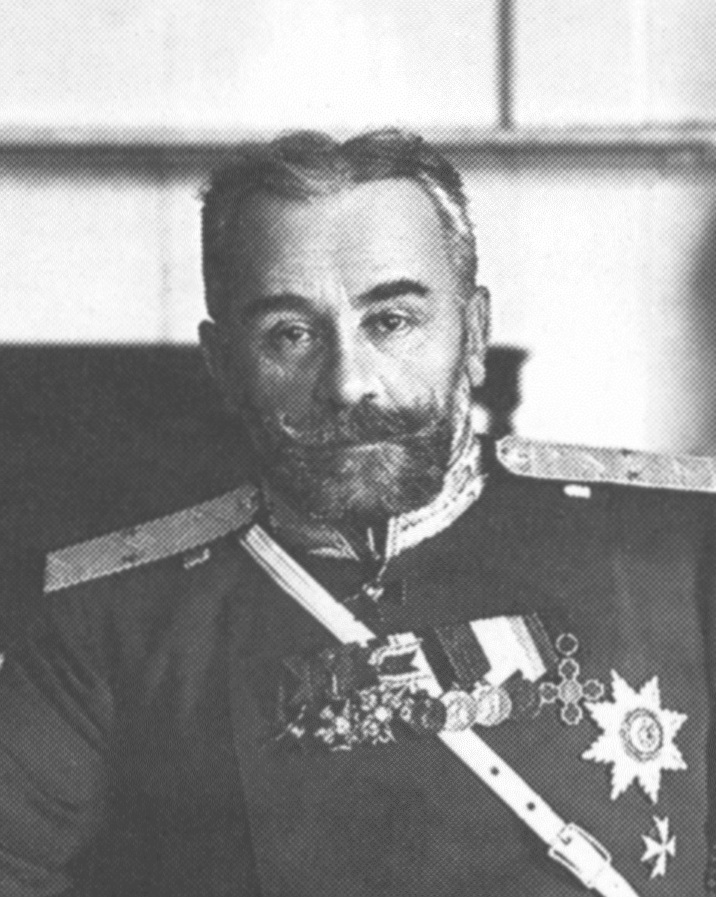
Владімір фон дер Лавніц, 1906

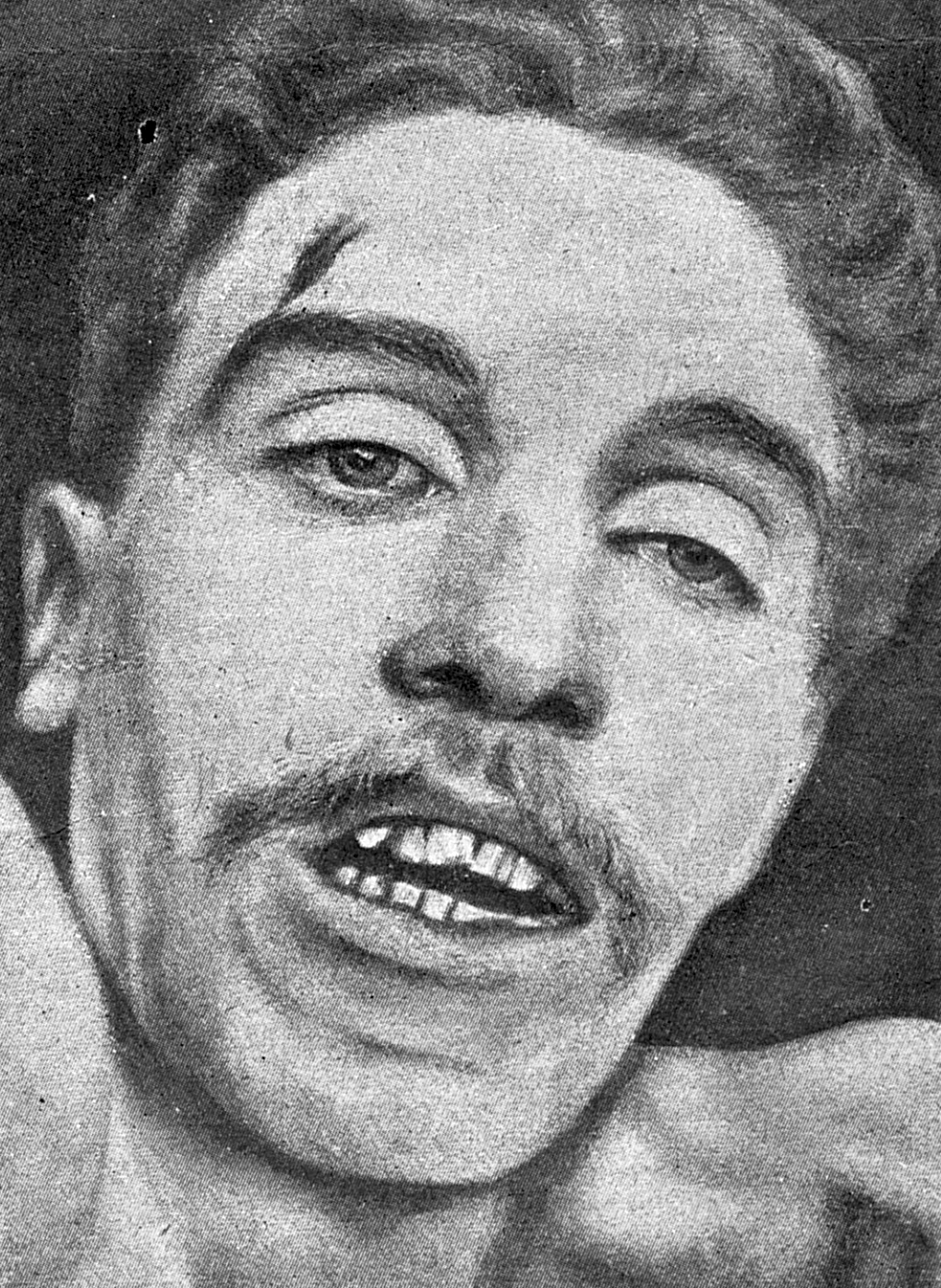
Заспиртована голова вбивці фон дер Лавніца — Євгена Кудрявцева

За спогадами Савінкова, на відкритті тієї ж клініки готувався замах і на Столипіна, який із невідомих причин не приїхав. Стріляти у Столипіна мав Василь Сулятицький. Безпосереднє керівництво обома замахами здійснював Лев Зільберберг, який раніше організував втечу Савінкова. 9 лютого 1907 року Зільберберга і Сулятицького було заарештовано. Суд засудив їх до страти через повішення. Вирок був виконаний у Петропавлівській фортеці 16 липня 1907 року.

#### Підготовка замаху на імператораМиколу ІІ
Азеф зайнявся підготовкою ще 1906 року. Основною ідеєю замаху було застосування авіаційної техніки, що на той час з'явилася. Азеф вирішив роздобути аероплан, який мав завдати бомбового удару по царській резиденції — Зимовому палацу. Цим питанням зайнявся інженер Сергій Іванович Бухало, який мешкав у Мюнхені. Він планував створити повітроплавний апарат зі швидкістю близько 140 верст на годину та здатністю піднімати великі вантажі. На будівництво аероплана планувалося виділити 20 тисяч рублів. Такої суми в касі «Бойової організації» не знайшлося, і тоді Азеф дістав гроші через Гершуні, який погодився на це, заявивши:
|  | У мене голова крутиться від цієї справи, це такий грандіозний план. |

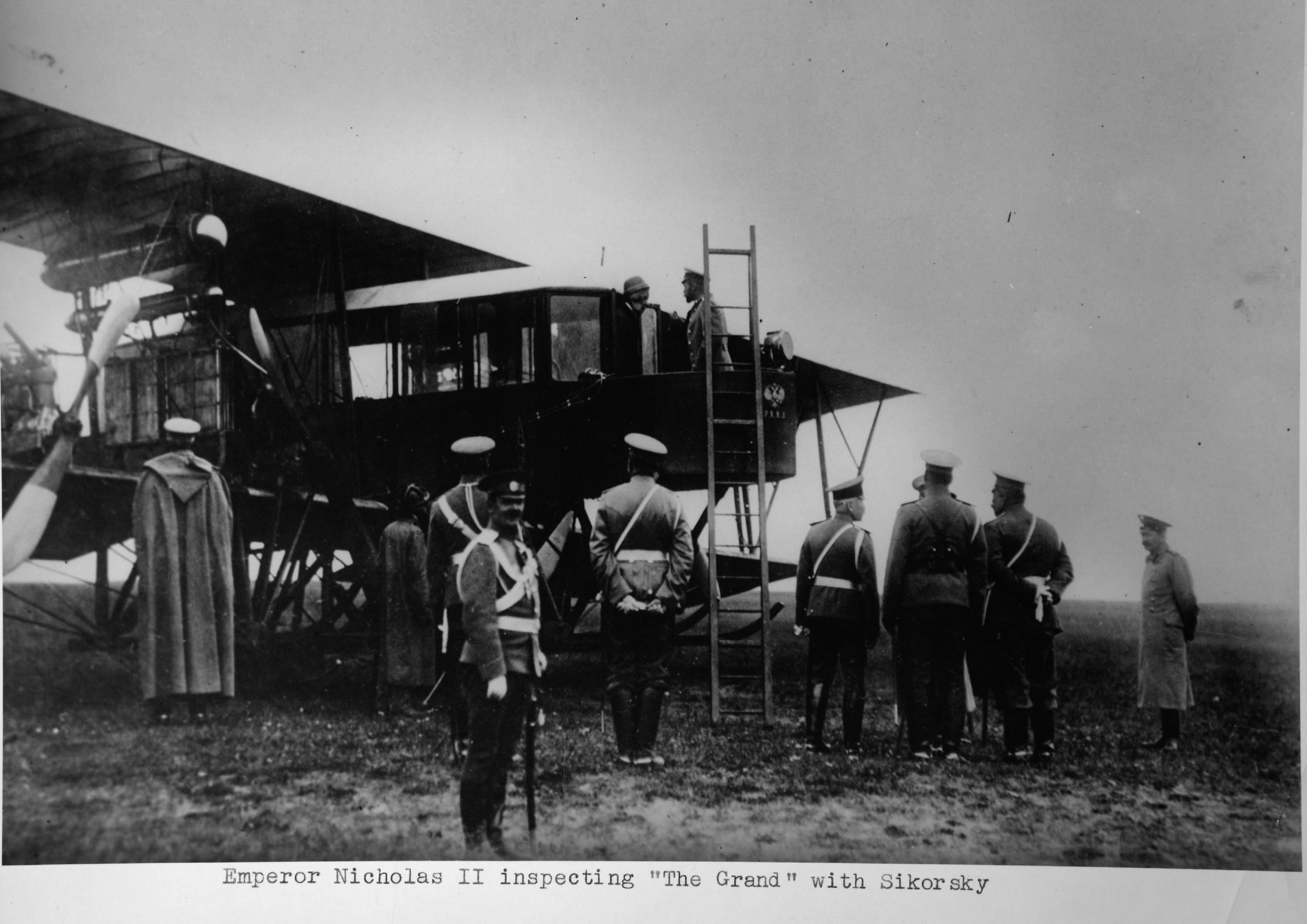
Імператор Микола II відвідує разом із конструктором Ігорем Сікорським літак «Руський вітязь». Красне Село, 1913 р.

Борис Савінков сумнівався в ідеї Азефа, але той відповідав на його запитання, що він практично повністю впевнений у Бухало, що він особисто перевіряв креслення та формули, попередньо ретельно вивчивши теорію повітроплавання. Водночас, Азеф зізнався Савінкову, що не знає, чи зможе Бухало побудувати літальний апарат. Розробці цього плану завадило викриття Азефа як зрадника. Коли в 1910 Бухало прийнявся до зборки апарату, есери відмовилися вкладати гроші. Через деякий час Бухало довелося продати свій винахід німецьким промисловцям. У 1913 році він написав Савінкову листа, в якому були такі слова:
|  | …Працював для Росії — отримає Пруссія; працював для миру — отримає військове відомство… |

#### Викриття Азефа
Про співпрацю керівника «Бойової організації» Євно Азефа з поліцією вже давно ходили чутки. Ще 1902 року есер Селянінов звинувачував його у зраді. Це звинувачення розглядалося на партійному суді честі. Письменники Пешехонов, Анненський та Гуковський, члени цього суду, висловилися про невинуватість Азефа. На адресу ЦК партії та місцевих органів неодноразово надходили анонімні листи із зазначенням на провину Азефа, але керівництво не звертало на них уваги через його участь у найсерйозніших терористичних акціях. Азефа дуже поважали у партії есерів. Довіру Азефу висловлював і Гершуні, вже тяжко хворий на рак легенів, який запропонував керівництву партії у разі сумнівів особисто влаштувати удвох із ним замах на Миколу II. У березні 1908 року Гершуні помер.

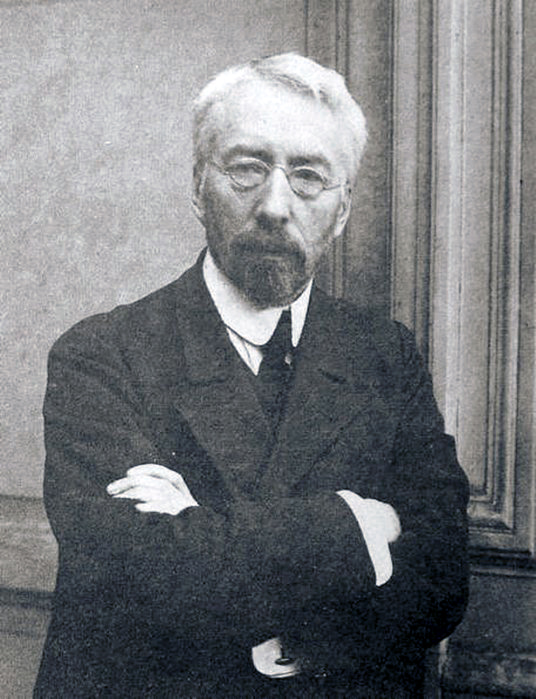
Володимир Бурцев — «Шерлок Холмс російської революції»

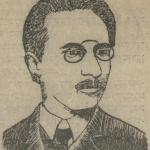
Михайло Бакай

Але восени 1907 року головний редактор журналу «Билоє» Володимир Львович Бурцев, близький до партійних кіл, заявив деяким своїм знайомим про те, що має підстави підозрювати Азефа у співпраці з поліцією. ЦК партії, дізнавшись про це, ухвалив провести «суд честі». Бурцев був звинувачений у поширенні чуток, що ганьблять одного з керівників партії, і нанесення тим самим їй шкоди. Суддями були обрані відомі революціонери Герман Лопатін, Віра Фігнер та Петро Кропоткін.
На той час (у 1907—1909 роках) «Бойова організація» переживала не найкращі часи. До неї входили всього десять чоловік — семеро чоловіків і три жінки. За спогадами Савінкова, він до останнього не вірив у зраду Азефа і, більше того, намагався переконати членів ЦК партії в тому, що суд революціонерів над Бурцевим образливий для «Бойової організації» і невигідний для партії. З цією метою він звертався до Чернова та Натансона, але ті заявили, що не бачать дискредитації «Бойової організації», оскільки суд не над Азефом, а над Бурцевим. Чернов заявив, що «Бурцев буде розчавлено» і що «йому доведеться каятися на суді».
Савінков поїхав до Бурцева і попросив його розповісти, які є підстави підозрювати Азефа у провокації. За його словами Савінков писав у спогадах, що в 1906 році до редакції журналу «Билоє» з'явилася людина, яка представилася Бакаєм, чиновником для особливих доручень при варшавському охоронному відділенні, який заявив про те, що з поліцією співпрацює високопоставлений член партії соціалістів-революціонерів йому під псевдонімом «Раскін». Серед звинувачень, які згодом на суді висунув Бурцев, були: видача поліції Гершуні після замахів на Сіпягіна та Богдановича; видача відомостей про замах на Плеве та Сергія Олександровича; видача низки есерівських друкарень та бойових загонів місцевого значення, а також ряду членів самої «БО», у тому числі і заарештованих 17 березня 1905 року. Зіставивши отримані від Бакая відомості, Бурцев дійшов висновку, що зрадник — Азеф. У жовтні 1908 року Бурцев зустрівся у поїзді з колишнім начальником департаменту поліції Олексієм Лопухіним. Бурцев запитав Лопухіна, чи справді Азеф працював на «охоронку», і той відповів ствердно.
Суд над Бурцевим розпочався у жовтні 1908 року у Парижі. Бурцев виклав суду всі свої підозри. Його заява похитнула Лопатіна і Кропоткіна, які були знайомі з Азефом, Фігнер же, знаючи його, не повірила Бурцеву. До суду було викликано Бакая, який підтвердив усі свої свідчення. Азеф, який приїхав у листопаді, відповідав, що Бакаю вірити неможна, оскільки він поліцейський, а свідчення Лопухіна неможливо перевірити. Його підтримали Чернов, Натансон та Савінков. Проте Азеф був стривожений звинуваченнями. 11 листопада він з'явився особисто до Лопухіна і буквально благав його взяти свідчення назад, що незабаром стало відомо суду. Коли Лопухін відмовив Азефу, до нього прийшов начальник Охоронного відділення Герасимов і попросив Азефа. Лопухін відмовив і йому, після чого написав листи на адресу Столипіна, міністра внутрішніх справ Макарова та начальника департаменту поліції Трусевича з вимогою захистити його від подібних нападок. Аргунов, який перевіряв ці відомості від суду, читав ці листи в оригіналі. Суду було представлено на розгляд також анонімні листи, що надходили в різні роки до ЦК і містять звинувачення проти Азефа.
«Промова П. А. Столипіна у Державній Думі з приводу справи Азефа 11 лютого 1909 року»
Наприкінці грудня 1908 року, коли стала зрозуміла вся брехливість свідчень Азефа, постало питання, що робити з нею далі. У Парижі відбулася нарада, на якій були присутні Чернов, Натансон, Аргунов, Ракітніков, Фігнер, Зензінов, Сльотов, Савінков та низка інших високопоставлених партійних працівників. Вирішувалося питання вибору між негайним вбивством Азефа, без вироку суду, та очікуванням вироку. Чотири людини, зокрема Савінков, Сльотов і Зензінов, висловилися за негайну ліквідацію провокатора, але більшість, вважаючи, що це викличе розкол у партії, зайняли протилежну позицію. 5 січня 1909 року Чернов, Савінков і хтось, кого останній у своїх спогадах називає «Ніколаєм», що приїхали на квартиру Азефа в Парижі. Азефу дали прочитати листа 1907 року з анонімним доносом на нього, надісланим до ЦК, після чого заявили, що їм відомо, що 11 листопада 1908 року він був у Лопухіна і просив його відмовитися від свідчень. Азеф запевняв, що того дня провів у Берліні, у мебльованих кімнатах «Керч». Азефу було запропоновано прямо розповісти про його зносини з поліцією та спокійно виїхати до США за прикладом провокатора-народовольця Сергія Дегаєва, але й тоді Азеф не розповів правди. Йому було запропоновано подумати протягом 12 годин, після чого Чернов, Савінков та «Ніколай» пішли. Азеф вийшов за ними о 2 годині ночі разом із дружиною і зник. 7 січня 1909 року він надіслав до ЦК партії листа з вимогами припинення нападок на нього, але 30 січня 1909 року суд визнав провину Азефа і виправдав Бурцева. Ще раніше, 23 грудня, ЦК визнав провокаторську діяльність Азефа протягом багатьох років, а 20 січня 1909 випустив листок з докладним описом всього збитку, завданого партії Азефом.
У лютому у Державній Думі відбулося засідання у справі Азефа. Прем'єр-міністр Столипін підтвердив, що Азеф співпрацював із поліцією в період із 1892 по 1907 рік включно. Водночас, Столипін заявив, що скандал був роздутий для «великої слави революції». Лопухіна ж незабаром було заарештовано видачу державної таємниці.
Викриття Азефа завдало важкого удару авторитету партії та її «Бойової організації». Воно показало, що на чолі останньої довгі роки стояв поліцейський агент. Стало ясно, що числені провали операцій були результатами роботи Азефа.

## Період керівництваБориса Савінкова
Після втечі Азефа БО очолив Борис Савінков. Він був, як і раніше, впевнений у необхідності революційного терору. Згодом він писав, що взяв відповідальність за спробу відновлення БО з двох причин: йому треба було відновити «честь терору» після справи Азефа і бути впевненим, що організація за відсутності провокацій може призвести до успіху політичного тероризму. Про це Борис Савінков у січні 1909 року і заявив ЦК партії, який висловив йому довіру та ухвалив:
|  | 1. Б[ойова] о[організація] п[артії] с.-р. оголошується розпущеною. 2. У разі виникнення бойової групи, що складається із членів п[артії] с.-р. під керівництвом Савінкова, ЦК: а) визнає цю групу, як цілком незалежну в питаннях організаційно-технічних БО ПС-Р; б) вказує їй об'єкт дії; в) забезпечує її з матеріальної сторони грошима і сприяє людьми; г) у разі виконання нею завдання, дозволяє найменуватися БО ПСР. 3. Ця постанова залишається чинною до того чи іншого результату вжитого БО справи і принаймні не більше року… |

Проте члени ЦК Савінкову довіряли в повному обсязі. Після його розлучення з дружиною деякі партійні лідери, у тому числі Фігнер, поклали всю провину за шкоду, нанесену організації та партії Азефом, на Савінкова і демонстративно розірвали з ним стосунки, йому дорікали також через недалекоглядність та невміння навіть за близької співпраці розгледіти маску Азефа. Негативну реакцію есерів викликала літераторська діяльність лідера організації. Справа Азефа призвела також до того, що різко скоротився приплив добровольців до БО і знизився їхній моральний рівень, а в партії загалом зросли антитерористичні настрої, було втрачено колишнє порозуміння між членами організації. До терору на той час вже змінилося і ставлення суспільства, скоротилися пожертвування та фінансування від ЦК. Невдовзі у лавах бойової організації був виявилений ще один провокатор — дехто Кірюхін.
У період керівництва Савінкова до БО входило 13 чоловіків та 4 жінки, 6 з яких — дворяни.
Савінков вважав методи зовнішнього спостереження вичерпаними і намагався впровадити у діяльність організації технічні винаходи. Він намагався побудувати роботу з методам Азефа з тією лише різницею, що з ньому було запроваджено жорсткіша дисципліна і що Савінков отримав особливі повноваження, у результаті міг приймати рішення одноосібно. БО виявилася готовою діяти лише у березні 1910 року. Вона зробила кілька спроб вчинити теракт, але вони виявилися невдалими. Настрій Савінкова різко змінився, 13 грудня 1910 року він писав:
|  | …Я знаю, що я два роки працював, і з моєї праці не вийшло нічого, гірше, набагато гірше, ніж нічого … |

Слідча комісія у справі Азефа восени 1910 остаточно завершила свою роботу, після чого в доповіді її голови Олексія Баха прозвучало засудження терору, застосовуваного бойовою організацією. На початку 1911 року Савінков зібрав членів організації, які голосуванням вирішили її розпустити.